# Tozeur
Vous lisez un « article de qualité » labellisé en 2020.
Tozeur (arabe : توزر  [tˤʊzɪr]) est une ville tunisienne aux confins de l'Atlas et du désert du Sahara, la plus grande des cinq oasis que compte le Jérid. Progressivement construite autour de sa palmeraie, elle est le chef-lieu du gouvernorat du même nom.
Située au nord-ouest du Chott el-Jérid, près de la frontière algérienne, Tozeur se trouve à 450 kilomètres au sud-ouest de Tunis. Ville au passé religieux important, elle accueille de nombreux lettrés. Ibn Chabbat lui lègue le système d'irrigation des palmeraies, et le poète Abou el Kacem Chebbi y compose son célèbre Ela Toghat Al Alaam, en plein protectorat français. L'odonymie contemporaine de Tozeur leur rend hommage, ainsi qu'aux marabouts. La ville connaît une importante croissance démographique, doublée d'une extension considérable, durant la seconde moitié du XXe siècle, avec la sédentarisation des Bédouins. Elle passe en quelques décennies d'une population d'environ 11 000 habitants à 37 365, selon le recensement de 2014.
L'architecture de son patrimoine bâti, en particulier celle de sa médina caractérisée par des motifs de briques en relief que l'on retrouve dans la ville voisine de Nefta est caractéristique du Jérid. L'agriculture, et en particulier la monoculture des dattes de la variété deglet nour, constitue sa principale ressource, représentant le tiers de la production dattière tunisienne. Sa briqueterie est toujours en activité, pour répondre aux besoins de nombreux chantiers de construction. Depuis les années 1990, la municipalité de Tozeur développe le tourisme, en particulier sous l'impulsion d'Abderrazak Cheraït, maire jusqu'en 2008. Ce développement s'appuie entre autres sur la présence d'un aéroport international et de nombreux hôtels, sur la valorisation du patrimoine et des lieux de tournage, et sur l'organisation du Festival international des oasis.
Tozeur a été choisie pour y implanter la première centrale solaire photovoltaïque de Tunisie, en 2019.

## Toponymie

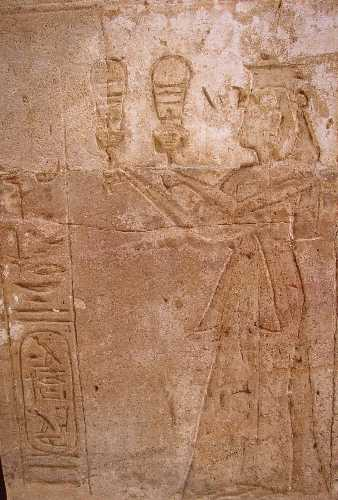
Relief représentant la reine Taousert, dont le nom a pu donner celui de Tozeur. Temple d'Amon (Amada), Nubie égyptienne, 2007.

« Tozeur » est la transcription officielle du nom de la ville en caractères latins ; une autre transcription de l'arabe tunisien serait plutôt « Tûzer ». D'après Vincent Battesti (chercheur en anthropologie sociale au Centre national de la recherche scientifique), le nom de la ville se prononce « Tuzor ».
Le comte Antoine-Auguste du Paty de Clam (1856-1929), officier, administrateur des colonies, archéologue et membre de la Société de géographie de Paris,, a émis quatre hypothèses concernant l'origine du nom de Tozeur :
La première suppose que l'appellation existait déjà dans l'Égypte antique sous la forme de Tes-Hor, signifiant « ville du soleil », que les Grecs transforment plus tard en Apollonites ; une colonie venue de cette ville aurait peut-être repris la même appellation.
La seconde hypothèse indique qu'il viendrait du nom de la pharaonne Taousert — signifiant en égyptien « la puissante » — qui monta sur le trône après la mort de son mari Séthi II (pharaon de la XIXe dynastie et petit-fils du célèbre pharaon Ramsès II). La ville de Tozeur serait un hommage rendu par une colonie kouchite à cette reine, qui fut la dernière représentante de la dynastie. Cette hypothèse est corroborée par l'architecture de Tozeur, caractérisée par l'usage de la brique en terre séchée au soleil, puis cuite. L'Égypte antique est connue pour avoir utilisé un tel savoir-faire dans ses constructions urbaines.
La troisième hypothèse indique que le mot serait une forme féminine berbère de l'adjectif « fort », Taouser, dont la forme signifierait « forte ». En 205 av. J.-C., le royaume berbère de Massinissa s'étend jusqu'à cette ville. Cette étymologie est également défendue par Charles-Joseph Tissot.
La dernière hypothèse suppose que le nom de Tozeur est l'une des formes du nom Utsuur, c'est-à-dire « celle d'Assur » ou « celle provenant d'Assur », car le nom de la ville serait un hommage rendu par une colonie assyrienne à leur patrie d'origine.

Le philosophe tunisien Youssef Seddik rejoint l'hypothèse d'une origine égyptienne antique du nom : 
« Ne serait-on pas tentés de voir dans ce mot de Tozeur le très lointain écho d'une origine égyptienne antique de cette terre ? Le « T » étant [un] préfixe qui marque le lieu comme dans Thèbes, Tamazret, Tafilalt ou Tamanrasset, Ozeur ou Ozir étant l'apocope d'Osiris, le dieu morcelé. »

## Géographie et environnement

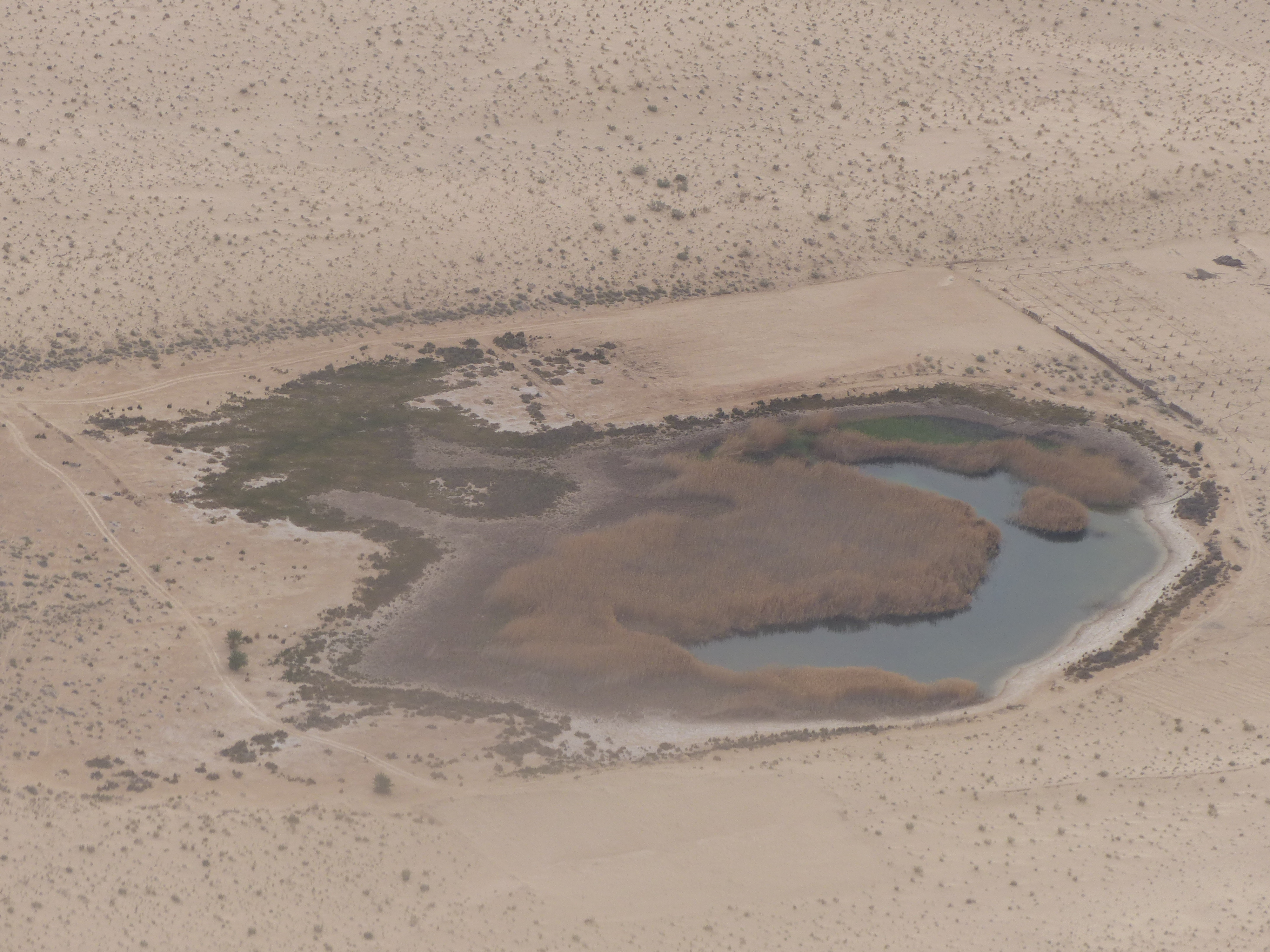
Sebkha aux abords de l'aéroport international de Tozeur-Nefta pendant l'hiver 2019-2020.

Tozeur se trouve le long d'une colline allongée de plusieurs kilomètres, le dhrâ‘, qui sépare deux lacs salés, le Chott el-Jérid au sud et le Chott el-Gharsa au nord-ouest,,. Elle fait partie du Jérid ou Djérid, dont elle constitue la plus importante des cinq oasis, aux confins du désert du Sahara. Une petite chaîne de montagnes, le djebel Morra, se trouve à l'est de la ville. Tozeur fait à ce titre partie du pli de l'Atlas, qui s'étend du Maroc à l'ouest de la Tunisie. La région de Tozeur appartient à l'Atlas tunisien méridional, caractérisé par ses chotts composés de bassins sédimentaires du Carbonifère supérieur. Cette région est connue pour ses luxuriantes oasis au milieu du désert et présente un intérêt géologique et géomorphologique. Des sebkhas, caractérisées par de fins sédiments humides de saumures en hiver, et des surfaces de boue fissurées avec du sel et des croûtes de gypse en été, couvrent le sol des chotts, accueillant une très rare végétation,.
La ville, qui s'étend sur 1 256 hectares, est entourée d'une palmeraie rattachée à son centre urbain, d'approximativement 1 000 hectares, abritant environ 400 000 arbres,,. La principale espèce végétale poussant naturellement à Tozeur est la prosopis, une plante fourragère et mellifère atteignant une hauteur de cinq mètres à l'âge de quinze ans. De plus, la limnée (Lymnaea truncatula Müller) vit en permanence dans cet environnement, avec une concentration plus importante en automne, et sert d'hôte intermédiaire à Fasciola hepatica, faisant de Tozeur la principale région où le bétail est touché par la fasciolose. L'ancien littoral lacustre dans l'oasis de Jehim constitue un géosite, recelant des lumachelles avec Cardium.

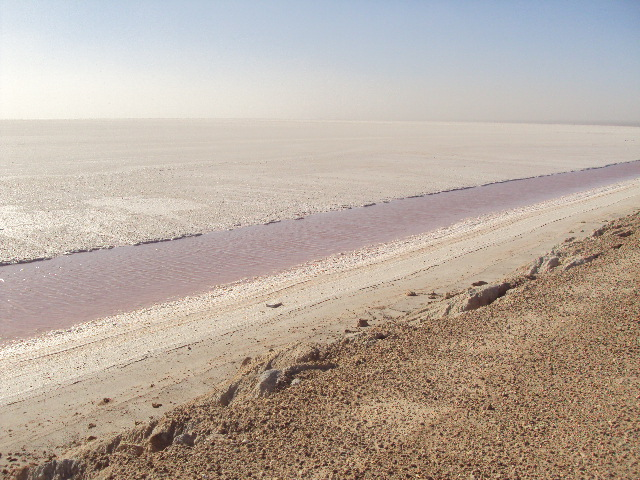
Chott el-Jérid aux abords de Tozeur en 2009.

Les problématiques posées par l'environnement de Tozeur sont la lutte contre l'ensablement (qui occupe 530 hectares), la gestion de l'eau et celle de la salinité des sols et de l'eau. Pour limiter l'ensablement (5 à 50 centimètres par an), les habitants recourent à des moyens mécaniques ou à des plantations de Tamarix (dont quatre espèces différentes poussent naturellement dans la région), moins onéreuses, mais qui nécessitent trois à quatre ans d'arrosages réguliers.
Cette ville et ses alentours ont servi de décor pour de nombreux films, dont les Star Wars et Le Patient anglais. Le canyon de Sidi Bouhlel, re-nommé « canyon Star Wars », apparaît dans l'épisode IV et l'épisode I.

### Hydrologie

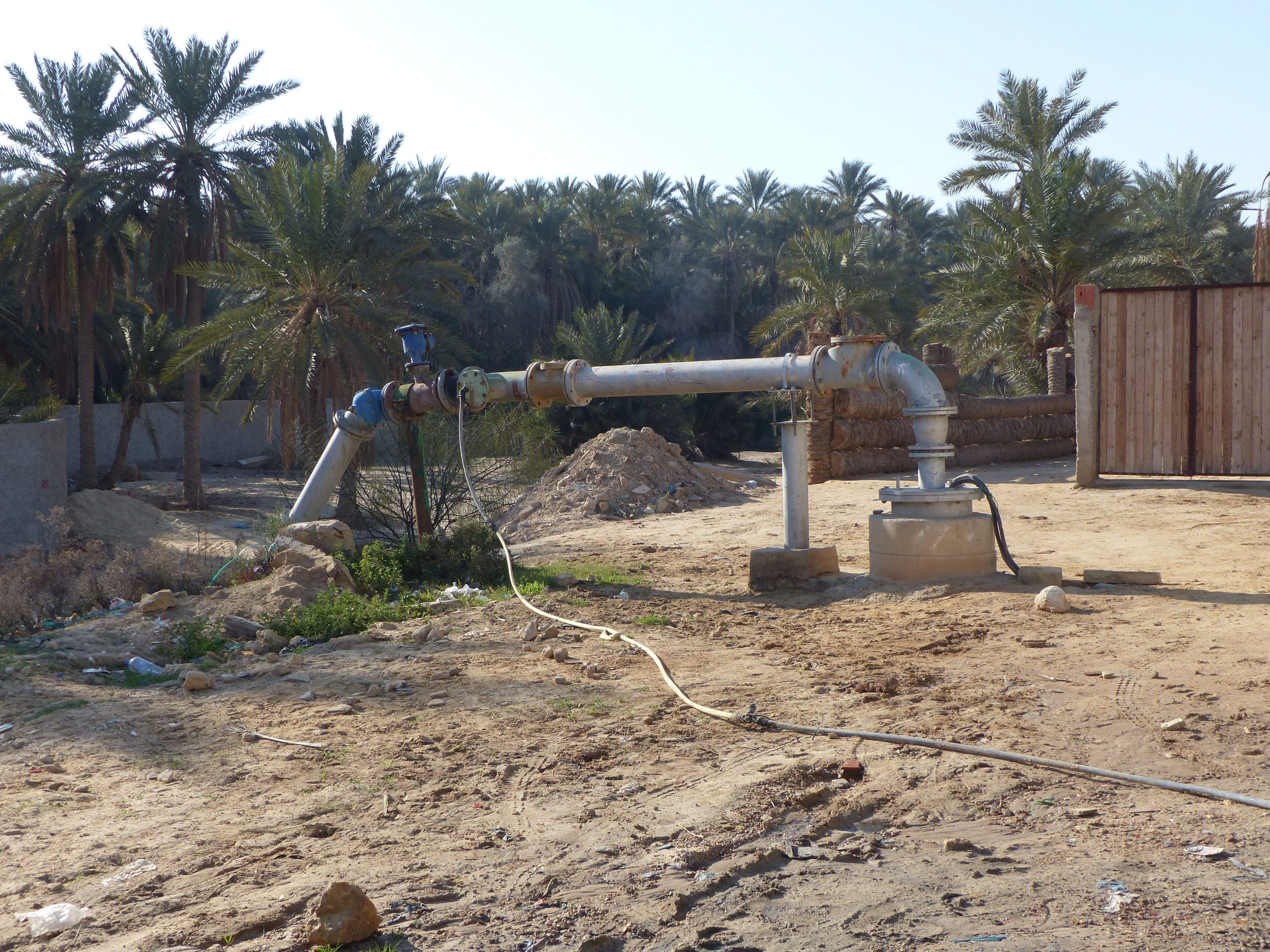
Forage d'eau au bord de l'oued de la palmeraie en 2020.

Tozeur a longtemps été irriguée par des sources (de 150 à 200), mais à partir de 1995, de nombreux forages modernes mènent au tarissement de celles-ci, au grand regret des oasiens. D'après Vincent Battesti, « le couvert se dédensifie à vue d'œil […] les habitants de Tozeur se souviennent bien de la jungle que c'était dans le passé ». Les oueds du Jérid proviennent des eaux de sources artésiennes et ne se déversent habituellement que sur quelques kilomètres. Historiquement, le contrôle des ressources aquifères a toujours constitué un enjeu de pouvoir local.
La distribution de l'eau est étatisée et depuis les années 1980, elle est redistribuée dans les parcelles agricoles par des associations d'intérêts collectifs qui collectent des redevances pour les reverser au fournisseur. Cette distribution est dépendante de la fourniture en électricité, plus aucune source à Tozeur ne coulant « naturellement ».
Bien que la nappe phréatique soit surexploitée, des mesures telles que l'introduction du goutte-à-goutte ont permis d'économiser 35 à 30 % de la consommation. D'après une étude menée en 2012, l'eau d'irrigation de Tozeur provient à 20 % de la nappe phréatique et à 80 % de la nappe profonde, dont la salinité est plus importante. Cette nappe profonde est située à 400 mètres de la surface au minimum et 2 000 mètres au maximum. Une motopompe tire l'eau de la nappe profonde, puis la déverse dans le lit de l'oued.
En 2012, les eaux usées traitées de Tozeur sont réutilisées à 40 %. Une partie est rejetée dans la sebkha, sans utilisation. La gestion de l'eau est influencée par l'activité touristique, les cours d'eau n'étant pas bétonnés afin de conserver leur cachet.

### Climat
Tozeur présente un climat désertique chaud et aride, avec très peu de pluie (moins de 160 millimètres par an). La température moyenne annuelle est de 22 °C, pour une moyenne de pluie annuelle de 101 millimètres. Le climat du Jérid alterne entre une saison froide en hiver et une saison chaude en été et en automne, la transition vers la saison chaude ayant lieu au mois d'avril. Les températures estivales peuvent dépasser les 50 °C à l'ombre, mais l'ensemble est tempéré par l'effet oasis (en).
| Mois                                | jan. | fév. | mars | avril | mai  | juin | jui. | août | sep. | oct. | nov. | déc. | année |
| ----------------------------------- | ---- | ---- | ---- | ----- | ---- | ---- | ---- | ---- | ---- | ---- | ---- | ---- | ----- |
| Température minimale moyenne (°C)   | 6,3  | 8,2  | 10,4 | 13,8  | 18   | 22,3 | 24,8 | 25,1 | 22,2 | 17   | 11,1 | 6,8  | 16    |
| Température maximale moyenne (°C)   | 16,7 | 19,4 | 22,3 | 26,4  | 31,2 | 36,3 | 39,1 | 38,9 | 34,4 | 28,2 | 21,7 | 17,2 | 28    |
| Ensoleillement (h)                  | 202  | 199  | 236  | 243   | 282  | 279  | 332  | 310  | 264  | 239  | 201  | 202  | 2 989 |
| Précipitations (mm)                 | 13   | 9    | 11   | 8     | 11   | 2    | 0    | 2    | 13   | 10   | 10   | 12   | 101   |
| Nombre de jours avec précipitations | 3    | 3    | 4    | 2     | 2    | 1    | 0    | 1    | 2    | 3    | 3    | 3    | 27    |

Ce climat découle de l'éloignement de la mer et du relief, les vents venus de l'est se desséchant durant leur traversée du djebel Cherb. Tozeur est touchée par le sirocco sur des durées moyennes de trois à neuf jours, soit environ 74 jours par an. La ville est vulnérable au changement climatique, qui risque d'accroitre ses besoins en eau et de nuire au tourisme comme à la production agricole.

### Géographie administrative
Tozeur se trouve à 450 kilomètres au sud-ouest de la capitale de la Tunisie, Tunis. Cela l'a longtemps fait percevoir comme un « grand bourg rural », selon les mots du chercheur en anthropologie Nicolas Puig et du docteur en urbanisme Najem Dhaher ; la ville de Tozeur est en effet caractérisée, en Tunisie, par sa ruralité et son éloignement de la capitale.
Tozeur est à la fois une commune administrative et le chef-lieu du gouvernorat du même nom, créé le 21 juin 1956. Ce gouvernorat se divise lui-même en cinq délégations, dont celle de Tozeur qui correspond à la commune. De 1958 à 1980, Tozeur était rattachée au gouvernorat de Gafsa,.
Tozeur est assez proche de la frontière algérienne,. La ville se trouve à 95 kilomètres de Gafsa, à 210 kilomètres de Gabès et à 300 kilomètres de Kairouan.

## Histoire

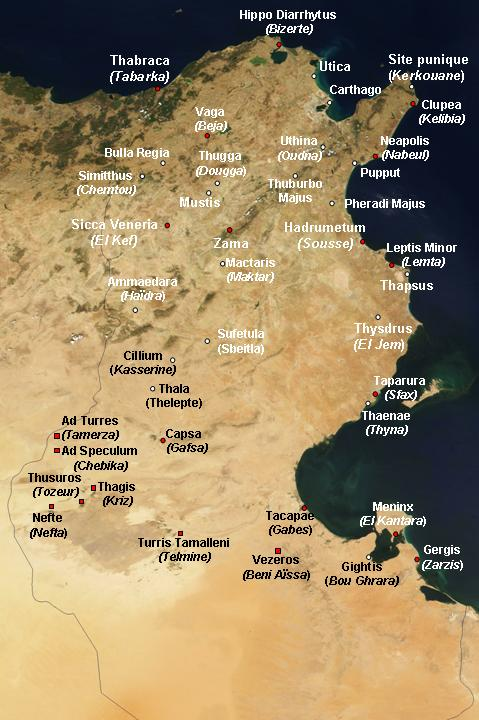
Carte satellite de la Tunisie avec d'anciens sites archéologiques puniques et romains : sites archéologiques importants (points blancs) et autres sites antiques (points rouges), avec Tozeur (Thusuros), au Sud-Ouest.

La région est peuplée dès la Préhistoire, notamment par une population de culture capsienne.  Comme toute l'Afrique du Nord, elle est ensuite peuplée par dew Berbères, même si la tradition locale ne le revendique pas : elle se positionne en effet sur une arabité qui fait le lien avec le prophète Mahomet. Les premières descriptions scientifiques de Tozeur remontent à la fin du XIXe siècle, ces écrits étant marqués par une obsession de la recherche de ruines romaines. L'histoire du Jérid reste assez mal connue, les Fastes chronologiques de Tozeur de Paty du Clam (1890) représentant la principale source disponible à propos du passé de Tozeur.

### Antiquité
Tozeur devient un centre actif du commerce caravanier transsaharien, au cours de la période carthaginoise. Ptolémée la mentionne en 148 av. J.-C. et l'appelle « Tisouros ». Les Romains, en pleine conquête de la rive africaine de la mer Méditerranée, s'y installent en 33 av. J.-C.. La ville prend alors le nom de « Thusuros », qui figure dans la table de Peutinger,. Pline l'Ancien en donne un témoignage lyrique mais précieux en décrivant la beauté paradisiaque de ce lieu.
Les vestiges de cette époque sont rares, mais visibles :

« Des vestiges d'une ancienne présence romaine sont visibles à Tozeur. Il en est ainsi de l'existence de quelques pierres de taille dans certains répartiteurs des seguias de l'oued ou encore, de celle de blocs antiques comme ceux qui entourent la base de la tour (ancien minaret) d'al-Hadhar. De même le quartier de Helba, désormais habité par des Rkârka, est réputé contenir les ruines d'une ancienne cité »

— Nicolas Puig
Sous la domination romaine, la ville devient un poste sur le Limes Africanus, sur la voie allant de Gabès à Biskra. Elle est spécialisée dans le commerce des dattes, mais aussi des esclaves.
De l'influence chrétienne sous saint Augustin, il subsiste les vestiges d'une église, reprise par la mosquée El Kasr, située à Bled el-Hadhar, et certains rites comme le Sidi Yuba qui consiste à baptiser les garçons avant la circoncision.

### Moyen Âge

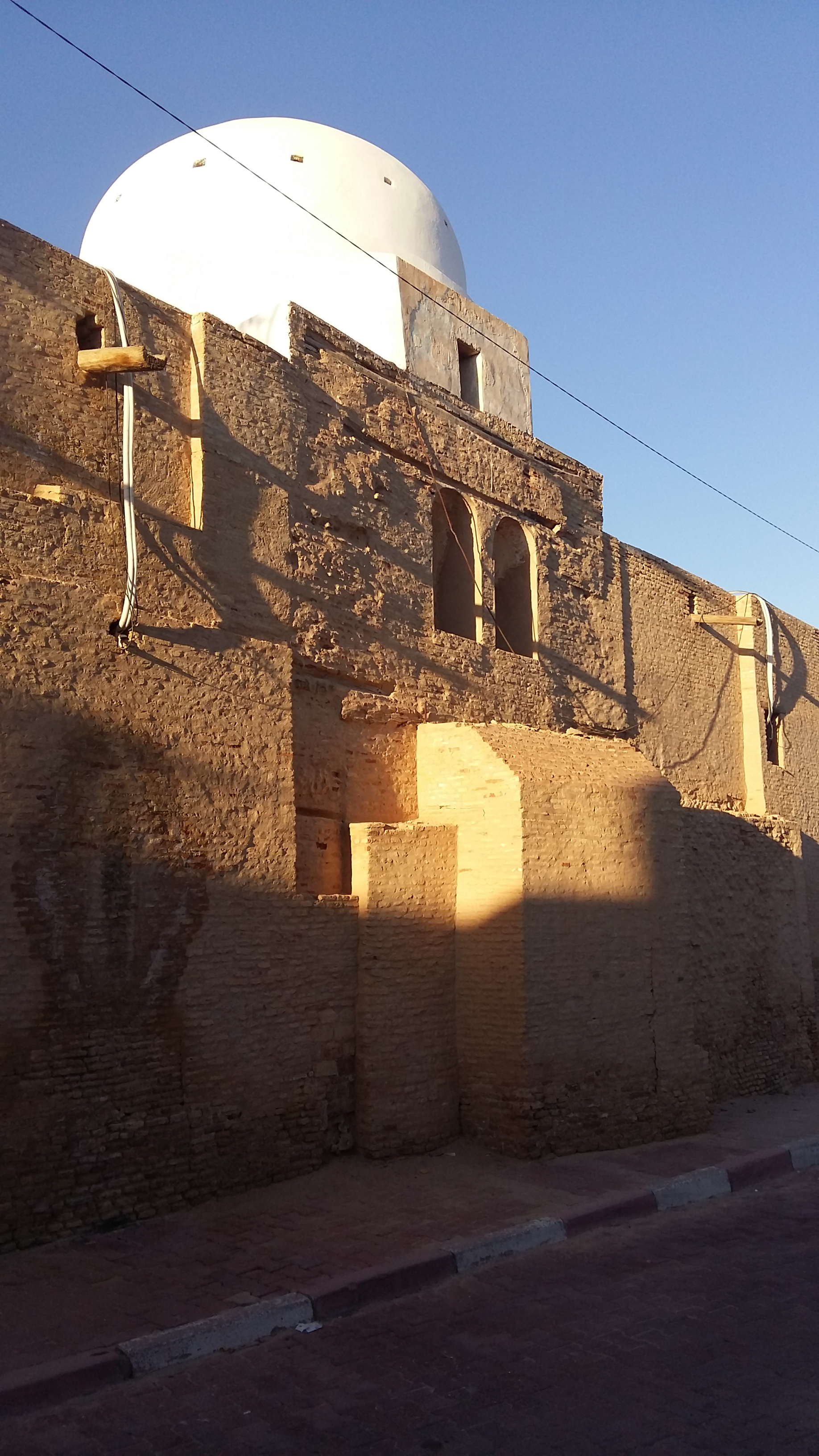
Mosquée de Bled el-Hadhar (édifiée en 1193) en 2015.

L'arrivée des musulmans au VIIe siècle coïncide avec l'apogée de l'agriculture et du commerce. Pendant le Moyen Âge, la région de Tozeur est appelée « pays de Qastiliya », comme le mentionne le géographe arabe Al-Bakri (1014-1094), qui signale aussi que Tozeur, entourée d'une grande muraille de pierre, en est la métropole. Le nom de Qastiliya provient de la succession de villages fortifiés appelés castella.
Au fil du temps, Tozeur et ses alentours deviennent un refuge pour divers dissidents (donatistes chrétiens, chiites et kharidjites). L'esprit contestataire des habitants, qui développent une identité forte, les pousse à fomenter une révolte menée par Abu Yazid durant douze ans contre le régime des Fatimides (935-947). Ils fondent aussi des principautés indépendantes du pouvoir central, qui finissent par être reconquises par les Hafsides en 1400. Al Bakri signale l'habitude qu'ont les habitants à l'époque de consommer de la viande de chien, après avoir engraissé l'animal en le gavant de dattes.

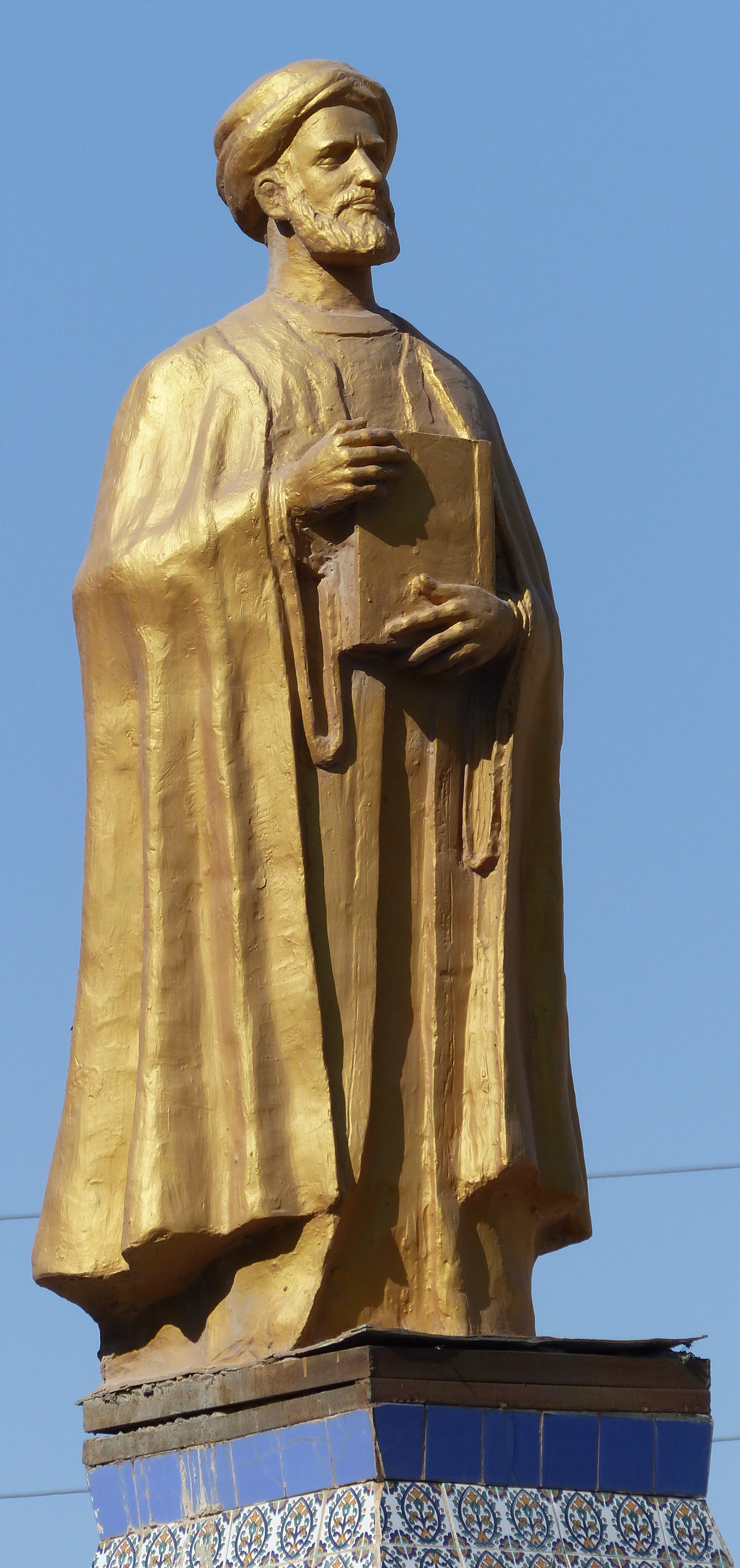
Statue dorée d'Ibn Chabbat en 2020.

Jusqu'au XIIe siècle, Tozeur est un centre culturel florissant. Elle accueille de nombreux théologiens et voit se développer une tradition orale parmi les plus riches du Maghreb, ainsi qu'une tradition poétique qui se perpétue jusqu'au XXe siècle, notamment à travers le grand poète Abou el Kacem Chebbi. On doit aussi à Ibn Chabbat — de son vrai nom Abou Abdallah Ibn Ali Ibn Al Chabbat Al Touzri, né en 1221 à Tozeur — la conception et la réalisation d'importants travaux avant-gardistes sur la culture du palmier, et l'amélioration notable d'un système de répartition des eaux qui fonctionne encore dans plusieurs oasis du Sud tunisien. Son plan daté du XIIe siècle est exposé au musée Dar Cheraït. Ce plan d'irrigation au moyen des seguia, assure gratuitement la répartition de l'eau mesurée par le gadous (sablier hydraulique) dont le nom provient du latin cadus (clepsydre), lui-même issu du grec kados.

Au XIIIe siècle, la ville est détruite par les Hafsides, puis rebâtie à l'extérieur de l'oasis. La cité connaît un grand essor économique, jusqu'à son apogée au XIVe siècle. L'historien Ibn Khaldoun raconte l'activité importante que connaît Tozeur à cette époque : 
« Tous les jours que Dieu fait, quelque mille dromadaires sortaient de la ville vers l'Afrique et l'Asie. »
Au XVIe siècle, la famille el-Hadef arrive à Tozeur depuis l'actuelle Algérie et prend le contrôle de la ville. Elle crée des houchs (maisons d'habitation traditionnelles) accolés. Si le lieu de départ des caravanes marchandes reste le même, le lieu d'échange et de négociations se trouve devant le quartier de Ouled el-Hadef, devenu peu à peu le plus important de la ville. Les Zebda, d'origine arabe, arrivent au XVIIe siècle et crééent un autre groupement urbain. Les Ouled Sidi Abid s'établissent à la même époque au nord-ouest du quartier des Ouled el-Hadef, dont ils sont alliés.

### XVIIIeetXIXesiècles
Au XVIIIe siècle, Tozeur est aussi appelée Beled el Casba car on trouve, en face de la ville, les restes d'une grande forteresse d'origine romaine. L'enceinte, appelée par les habitants « El-Casba », renferme d'importantes ruines et les restes d'une canalisation ancienne.
En 1730, le voyageur britannique Thomas Shaw (1694-1751) visite Tozeur dont il rapporte l'importance commerciale, les marchands locaux allant chzecher jusqu'en Éthiopie des esclaves au prix de deux ou trois quintaux tunisiens par tête. Tozeur reste une ville de destination ou de passage pour de grandes caravanes jusqu'au XIXe siècle, époque où elle se replie sur la production de dattes. Elle est alors, selon le témoignage du comte du Paty de Clam qui l'a visitée à la fin du XIXe siècle, la plus vaste, la plus importante et la plus belle oasis du Jérid. Certains voyageurs européens, durant cette période, vont jusqu'à indiquer que Tozeur serait aussi vaste qu'Alger.
La présence coloniale des Européens perturbe le mode de vie et l'organisation traditionnelle à Tozeur. Les Zebda, principalement d'origine algérienne, ont des facilités pour acquérir des palmiers et sont à l'abri des confiscations du bey de par leur statut de protégés des Français. En 1865 (10 Moharem 1282), d'après un témoignage de Charles Lallemand, les Zebda attaquent les Hawâdif pendant leur procession pour aller saluer le chef des Ramania de Nefta ; les Zebda détournent quatre jours plus tard les eaux de l'oued Méchera, qui alimente leurs adversaires, puis font garder ce cours d'eau par 1 600 hommes. Il s'ensuit une lutte armée d'une durée de quatre heures pour l'accès à l'eau, qui fait 80 morts.
L'une des premières mesures prises après le passage de la ville sous le protectorat français est la nationalisation des sources de Tozeur, officialisée par décret en 1885. La municipalité est créée le 23 juillet 1888.

### XXeetXXIesiècles

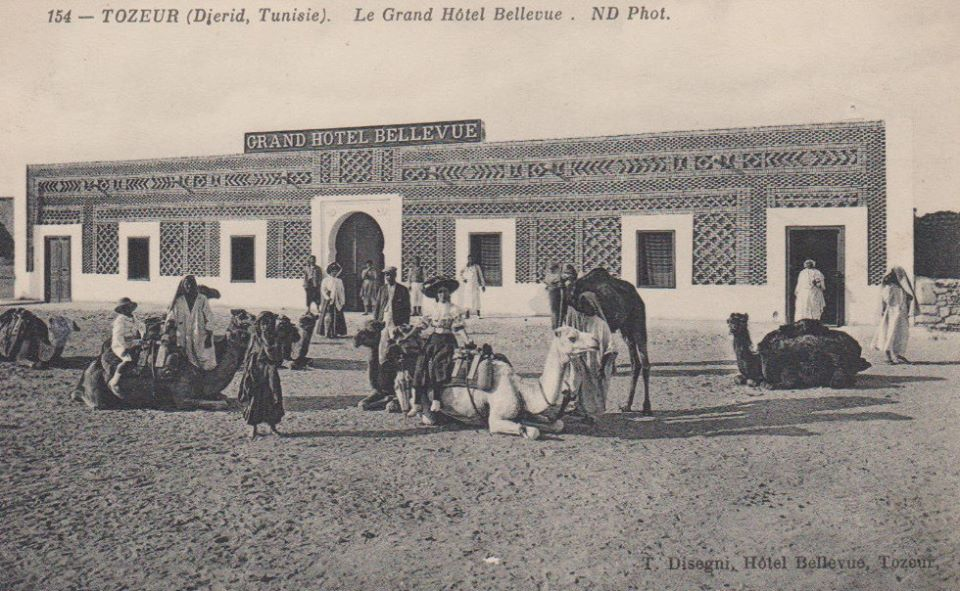
Le Grand hôtel Bellevue de Tozeur, en 1950.

Les Français réalisent le premier forage d'eau à Tozeur en 1911. Un décret paraît le 8 février 1913 pour remplacer le conseil du miy°âd (composé du caïd local et de ses amis) par l'« Association syndicale des propriétaires de l'oasis de Tozeur ».
Le Grand Hôtel de l'oasis est construit en 1922 pour une clientèle aisée. Le développement des villes minières voisines de Métlaoui et Redeyef, dans les années 1950, pousse certains Jéridis à abandonner leurs palmeraies pour venir y travailler. Un collège est construit par l'architecte Jason Kyriacopoulos en 1961, suivi d'un second collège avec l'aide de Joseph Combardo de 1965 à 1969, puis d'un centre agricole, par René Hayet de 1967 à 1969.

#### Sédentarisation des nomades
L'indépendance de l'Algérie entraîne la fermeture de la frontière entre l'Algérie et la Tunisie et de l'accès à un vaste territoire parcouru par les nomades. Il en résulte leur sédentarisation forcée à Tozeur, étalée sur une trentaine d'années. Ce phénomène de recul du pastoralisme doublé de la sédentarisation est commun à tout le Sud tunisien, les derniers nomades de la région ayant été sédentarisés à la fin des années 1980. Les Awlâd Sîdî Abîd vivent originellement sous une tente avec un mobilier sommaire, avec une séparation entre les hommes et les femmes, tant en matière d'occupation des lieux que de travail.
À partir de 1956, la ville de Tozeur s'étend vers le nord et l'est à travers des constructions de maisons bédouines populaires typiques du Sud tunisien, sans suivre de schéma ou de plan d'urbanisation. D'après Nicolas Puig, le choix de Tozeur comme lieu de sédentarisation découle du fait que les Bédouins ont l'habitude de venir y vendre leur production agricole, et que la ville constitue leur centre administratif et dispose aussi d'écoles et de lieux de soin. Outre la fermeture de la frontière, les sécheresses et divers encouragements officiels (distributions de terres pour y planter des palmiers-dattiers) à partir de 1955 accélèrent cette sédentarisation.
D'après Farid Abachi (architecte et docteur de l'École des hautes études en sciences sociales), cette « collectivisation forcée » est mal vécue par les habitants, en raison de la quasi-absence d'aide du gouvernement, quu se limite à la construction de quelques logements sociaux avant 1970. De plus, la sédentarisation s'effectue dans un contexte de méfiance de la part des habitants historiques de Tozeur.
En 1978, une grève de l'Union générale tunisienne du travail provoque des émeutes dans la ville et des actes de vandalisme ; les six policiers de Tozeur étant dépassés, le délégué régional demande au cheikh des Rkârka (nomades) de mobiliser des hommes (entre 70 et 80) pour aider la police jusqu'à l'arrivée de l'armée. Cet évènement fait naître une opposition entre les Jéridi et les Bédouins, considérés comme des alliés du pouvoir. Par la suite, les Bédouins reçoivent en récompense de postes sociaux rémunérés par l'administration, afin d'aider leur sédentarisation et de fournir un revenu à leurs familles.

#### Développement du tourisme

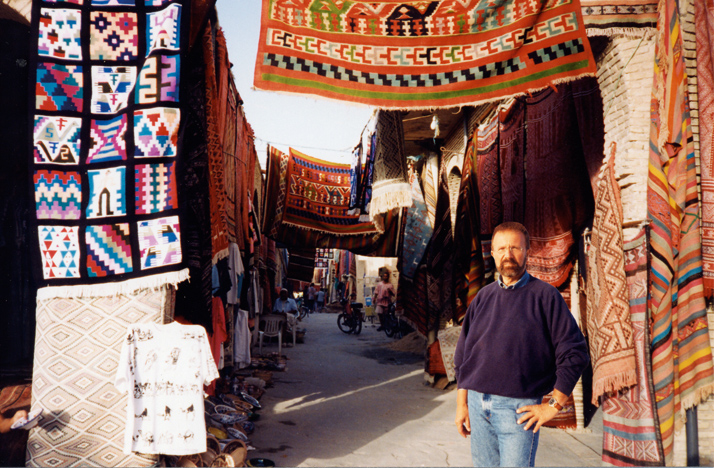
Boutique d'artisanat berbère à Tozeur dans les années 1990.

De 1984 à 1987, l'Office national du tourisme restaure certaines rues de la médina.

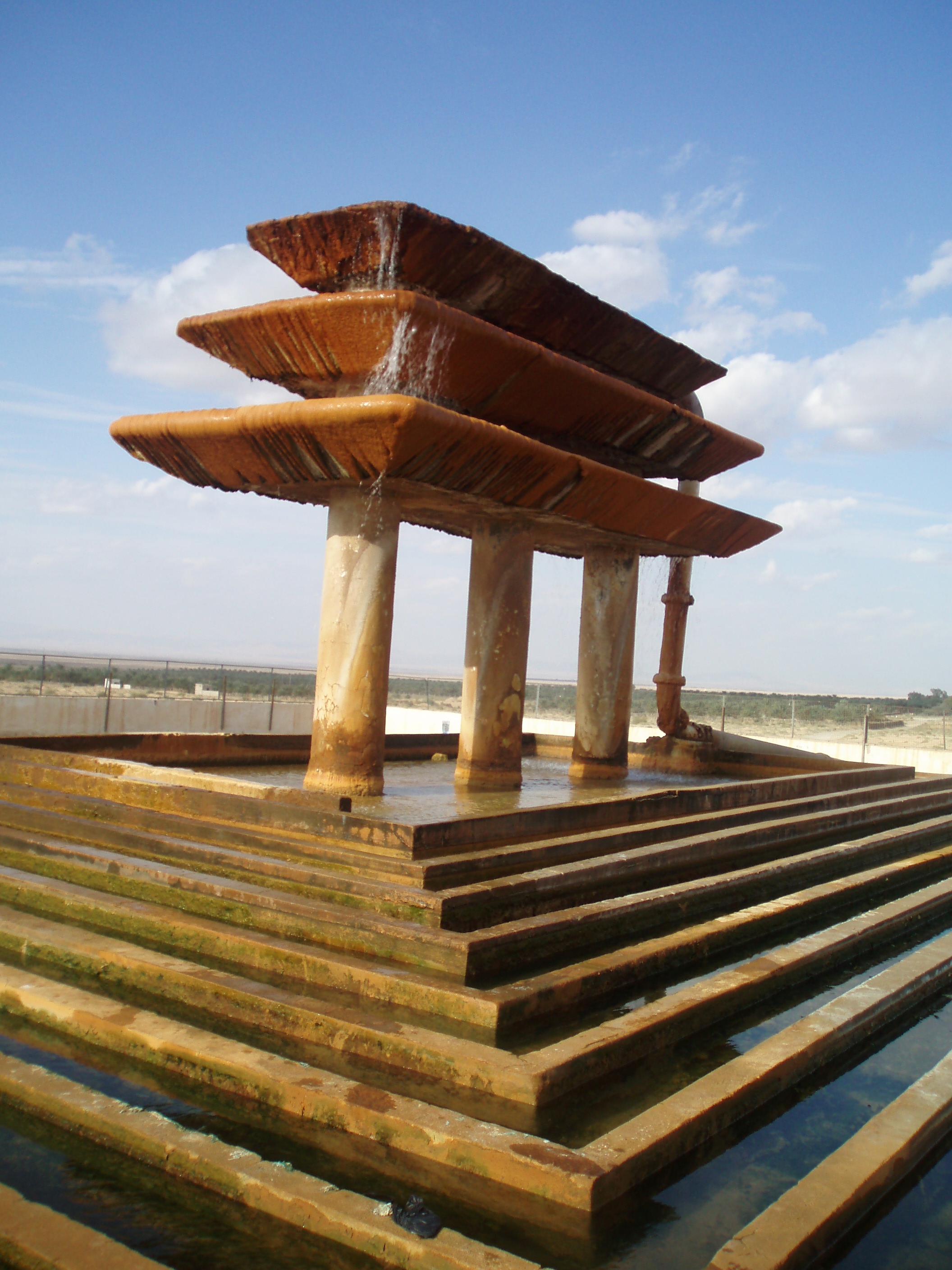
Source d'eau chaude près de Tozeur.

Au début des années 1990, le gouvernement tunisien et Abderrazak Cheraït développent le tourisme,, en bénéficiant d'un plan de développement national prioritaire visant à désengorger les côtes tunisiennes. Abderrazak Cheraït crée le premier complexe de parcs à thème de Tozeur en 1990, le musée et l'hôtel de luxe Dar Cheraït. Une douzaine d'hôtels de grand standing voient le jour pour attirer des touristes, avec des séjours clés en main. Le développement touristique est notable à partir de 1994. Les habitants demandent par exemple l'interdiction des chèvres en liberté dans les rues. À la fin des années 1990, l'État tunisien valorise la notion de patrimoine à Tozeur.
Les différents aménagements et le festival financés par Cheraït font de Tozeur une destination touristique prisée. L'activité touristique bouleverse les habitudes, mettant entre autres fin aux baignades dans la grande source, car la présence de touristes pourrait troubler l'intimité des habitants. Selon le professeur de sciences économiques et sociales Claude Llena, c'est la « minorité possédante et le capital touristique du Nord [qui] ont rapidement mis la main sur cette rente touristique au détriment de la population locale », un constat partagé par Farid Abachi, qui note en 1999 que « la plupart des critiques des Tozeri contre le système économique actuel tournent autour du fait que la majeure partie des revenus des productions dattières (principales activités agricoles) et hôtelières sont réinvestis hors de la région ». Au contraire, d'après les informations collectées par le correspondant de presse Benoît Delmas, le tourisme enrichit globalement les habitants de Tozeur durant les années 2000.
La crise du secteur du tourisme dans les années 2010 a un impact négatif sur les jeunes, en favorisant le trafic de drogue et l'alcoolisme à partir de 2013. La révolution tunisienne interrompt en effet brutalement l'activité du secteur touristique, avant une reprise timide en 2012 et 2013. L'attaque du musée du Bardo et l'attentat de Sousse (tous deux en 2015) y mettent à nouveau un terme, notamment avec la fermeture des établissements de FRAM, ainsi que de la plupart des hôtels à l'exception de deux ou trois.
La société Qatari Diar lance en 2012 la construction d'un palace cinq étoiles sur quarante hectares aux abords de la ville avec vue sur le Chott el-Jérid, le Anantara Tozeur Resort, inauguré en décembre 2019 en présence du ministre René Trabelsi. Celui-ci annonce vouloir favoriser l'implantation du club Med dans la ville en 2020 et l'arrivée de nouvelles compagnies aériennes desservant l'aéroport. Le secteur touristique semble redémarrer cette même année, avant la pandémie de Covid-19.

#### Révolution tunisienne
Comme de nombreuses grandes villes tunisiennes, Tozeur est le théâtre pendant la révolution de 2011 d'affrontements entre les jeunes issus de ses quartiers populaires, et la police : des biens publics sont dégradés, des établissements appartenant aux proches du pouvoir pillés, et de nombreuses personnes arrêtées,. Un jeune est tué par la police à la fenêtre de son domicile. Ces faits sont passés sous silence par la presse à l'époque, vraisemblablement pour ne pas nuire au tourisme.

## Architecture et urbanisme

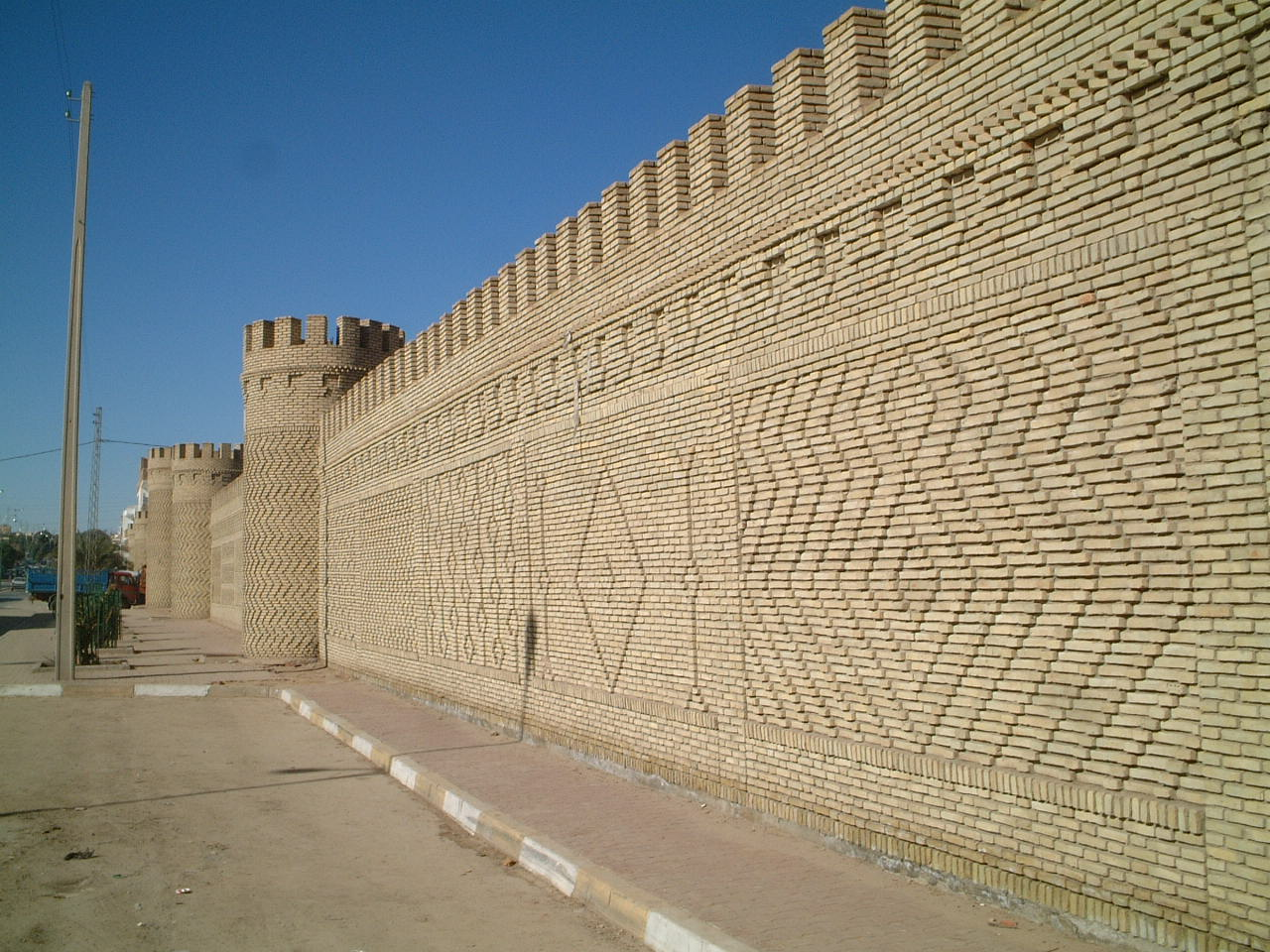
Mur en briques traditionnelles.

D'après le docteur en urbanisme Najem Dhaher, « le patrimoine architectural de la ville de Tozeur est devenu un enjeu économique. Il constitue un pilier important pour l'industrie du tourisme ».
Les descriptions anciennes des voyageurs passant par Tozeur sont contrastées, Desfontaines parlant en 1754 de « maisons de boue », tandis que Jules Daumas décrit en 1845 l'« une des plus belles villes du Jérid […] avec des maisons bien bâties ». Charles de Foucauld dessine ces maisons, comme on peut le voir dans sa Maison ancienne d'El Tozeur (15 décembre 1885), conservé à la Bibliothèque nationale de France.
Les documents iconographiques circulant au début du XXe siècle montrent que les habitations tozeuroises sont grandes et entretenues. La taille moyenne des habitations a évolué, les grandes demeures des familles patriarcales traditionnelles se faisant moins nombreuses, au profit d'une multiplication des constructions d'étages, dès les années 1980.

### Architecture

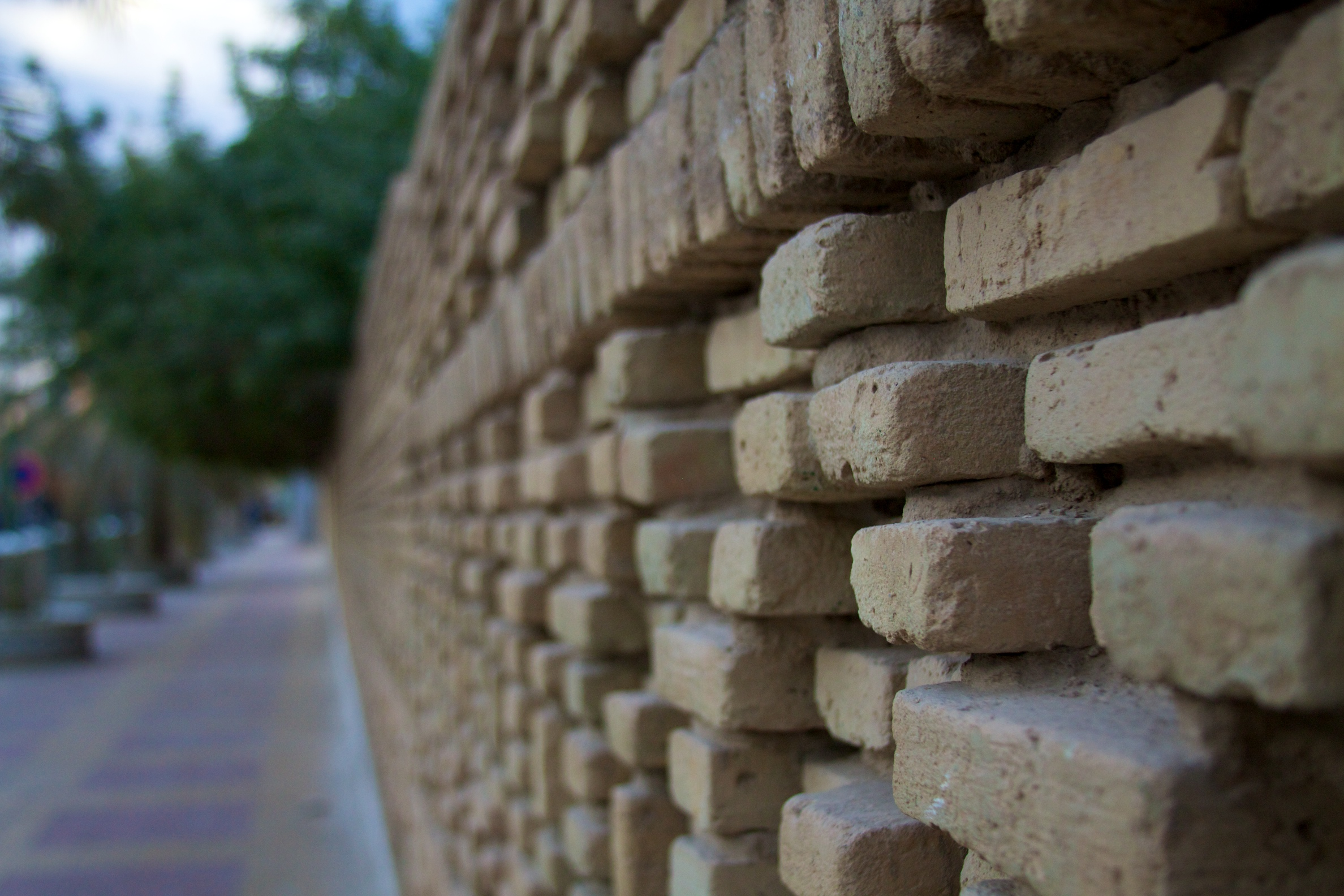
Détail de l'agencement des briques.

Les maçons ont créé sur les façades des motifs en relief inspirés des tapis et de la calligraphie, créant des dessins réguliers grâce à une légère saillie des briques. Elles sont posées de façon à augmenter la surface du mur qui se trouve à l'ombre. D'après Farid Abachi, la diffusion de documents iconographiques de Tozeur au début du XXe siècle entraîne une association du Jérid à ce style architectural et influence l'arabisance, avec une multiplication de ce style dans des localités voisines. Il existe cependant une différence d'interpétation entre les motifs anciens présents dans la médina et ceux des bâtiments récents, avec une « folklorisation des motifs et leur perte de sens par cet usage dénié de toute référence ou signification culturelle ».
Les maisons de Tozeur, comme de façon générale celles du Jérid, sont souvent centrées autour d'une cour intérieure, avec des éléments de composition adossés aux principaux murs porteurs, afin de limiter les ouvertures sur l'extérieur. Une étude a porté sur l'isolation thermique de la maison des jeunes de Tozeur, montrant que la prise en compte de l'aspect bioclimatique entraîne une satisfaction à l'intérieur des bâtiments.

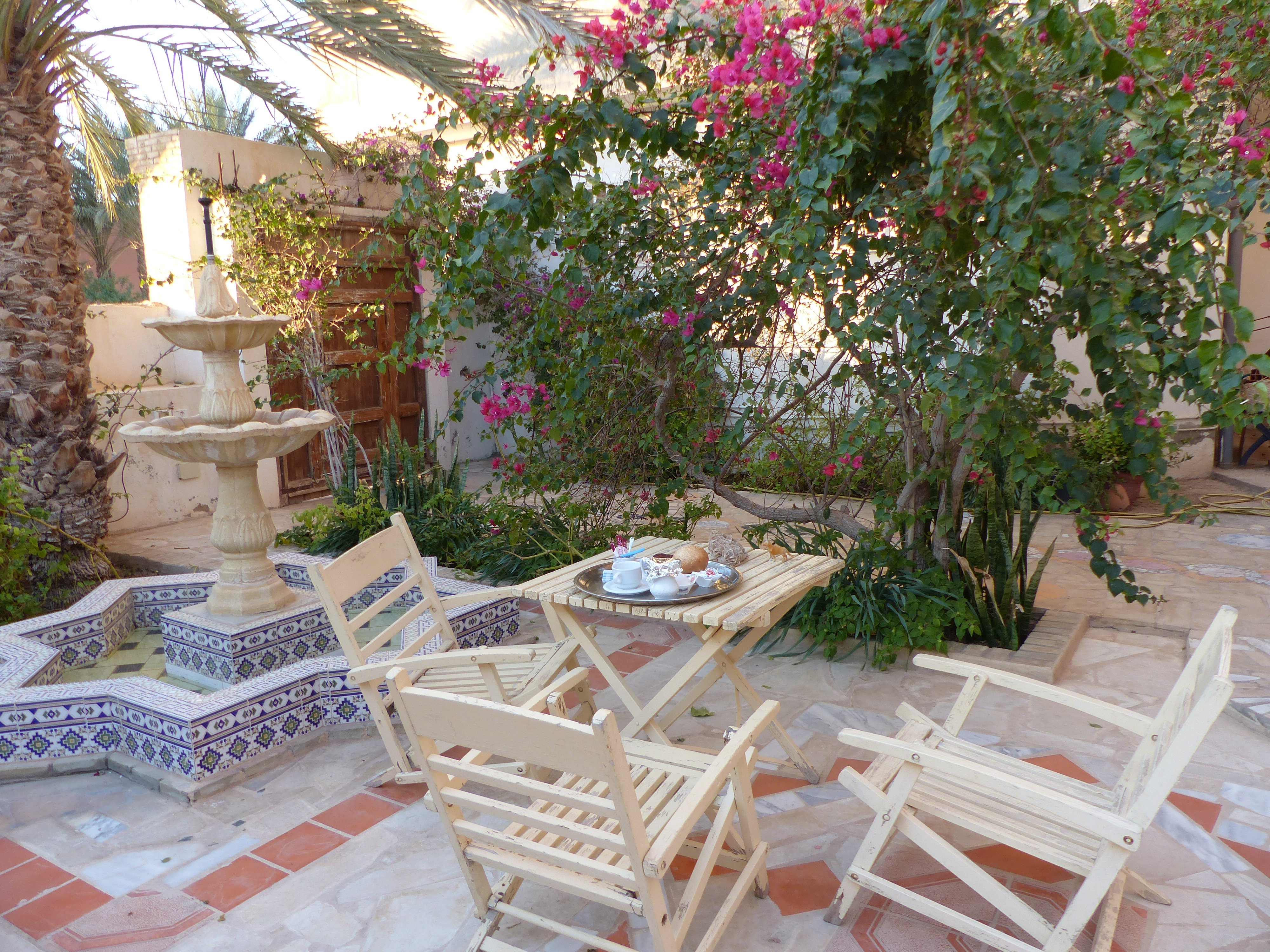
Cour intérieure d'une maison de Tozeur en 2020.
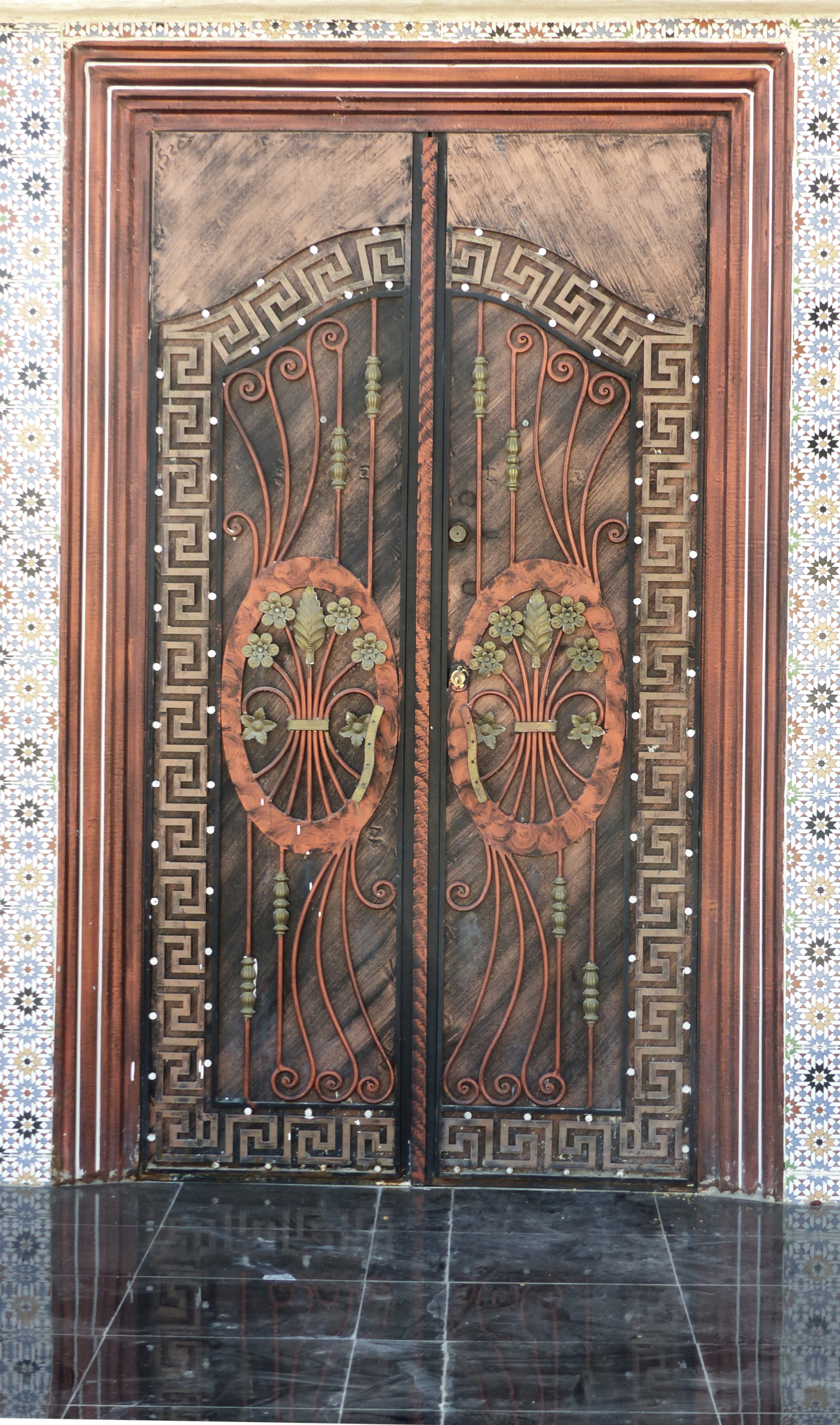
Double porte rectangulaire d'une maison récente en 2020.
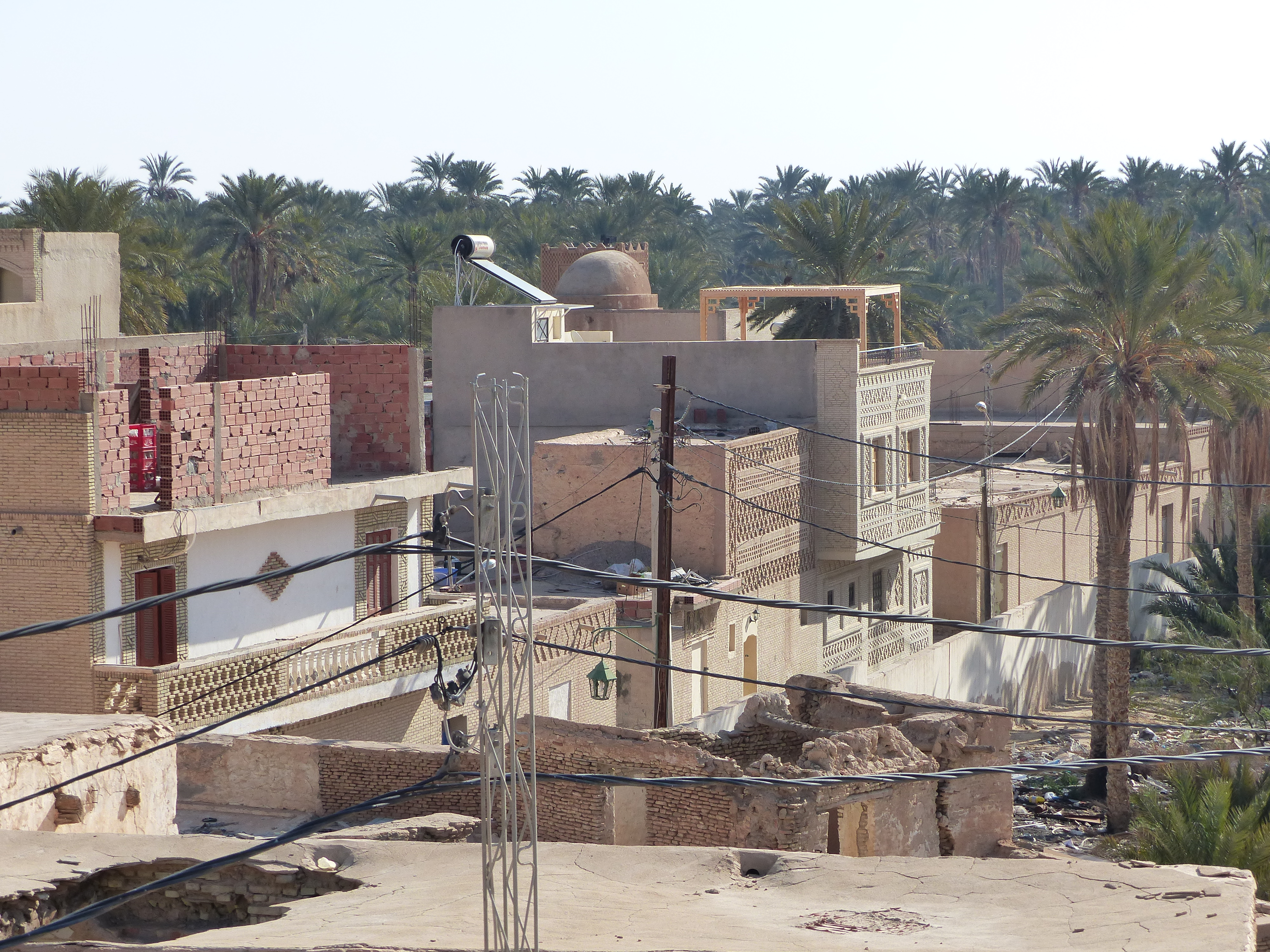
Vue sur les maisons et les constructions d'étages.

Au début des années 1990, l'équipe du maire Abderrazak Cheraït investit dans des aménagements urbains pour divers quartiers de la ville, tels que des bitumages de routes, des créations de trottoirs et de placettes, des poses de mobiliers, et la création d'un éclairage public,. L'aspect de Tozeur se modifie considérablement à la fin du XXe siècle. De grandes arches marquent l'entrée dans le centre-ville, sur les chemins touristiques, marquant par exemple une frontière entre l'oasis et la ville. Ces aménagements mettent en valeur Abou el Kacem Chebbi et Ibn Chabbat (deux personnalités originaires de la ville), mais aussi des éléments mythologiques tels qu'un cheval ailé et deux sphinx, ainsi qu'une fontaine-ziggourat et une jarre d'une hauteur de dix mètres.

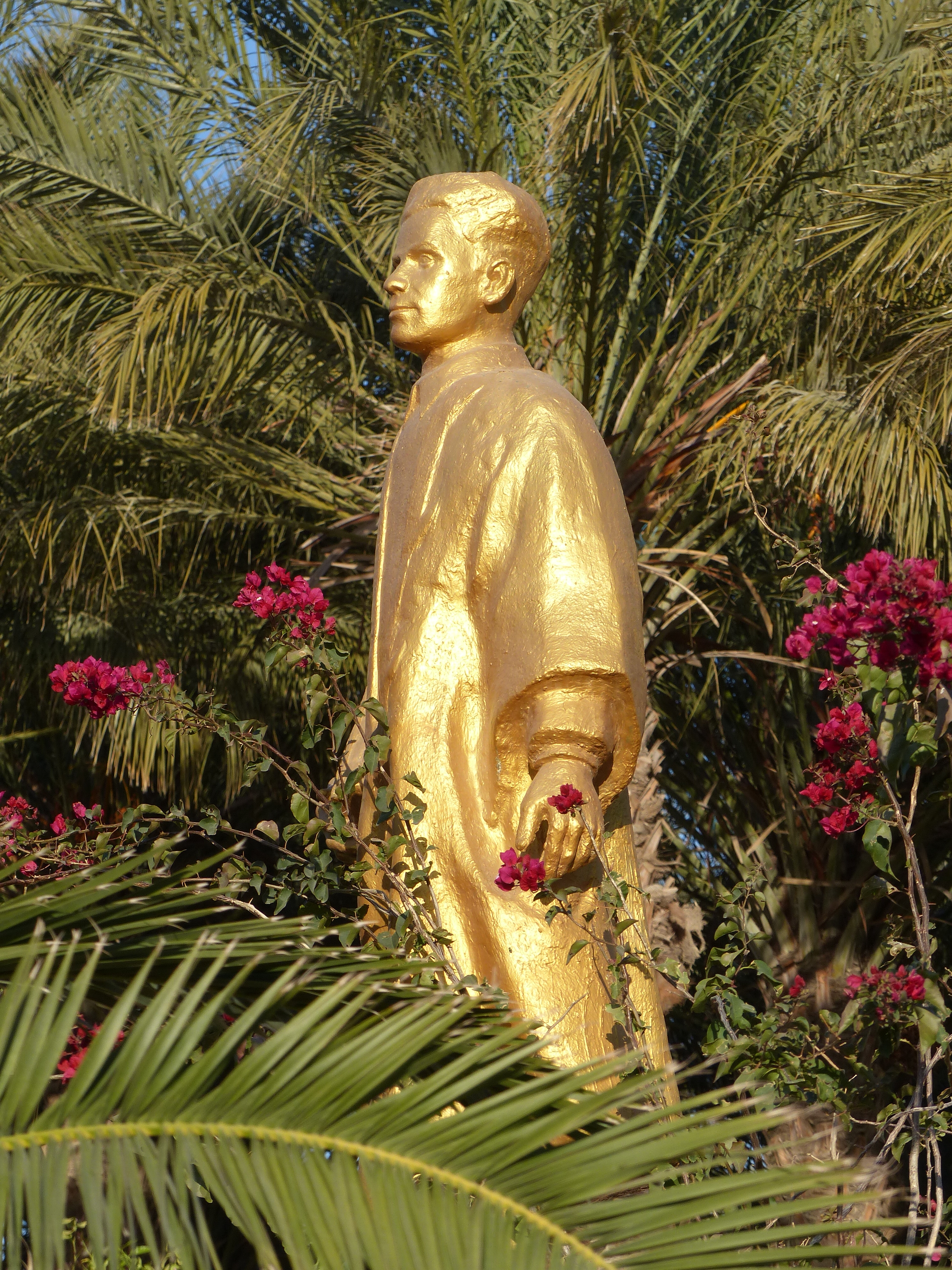
Statue dorée d'Abou el Kacem Chebbi.
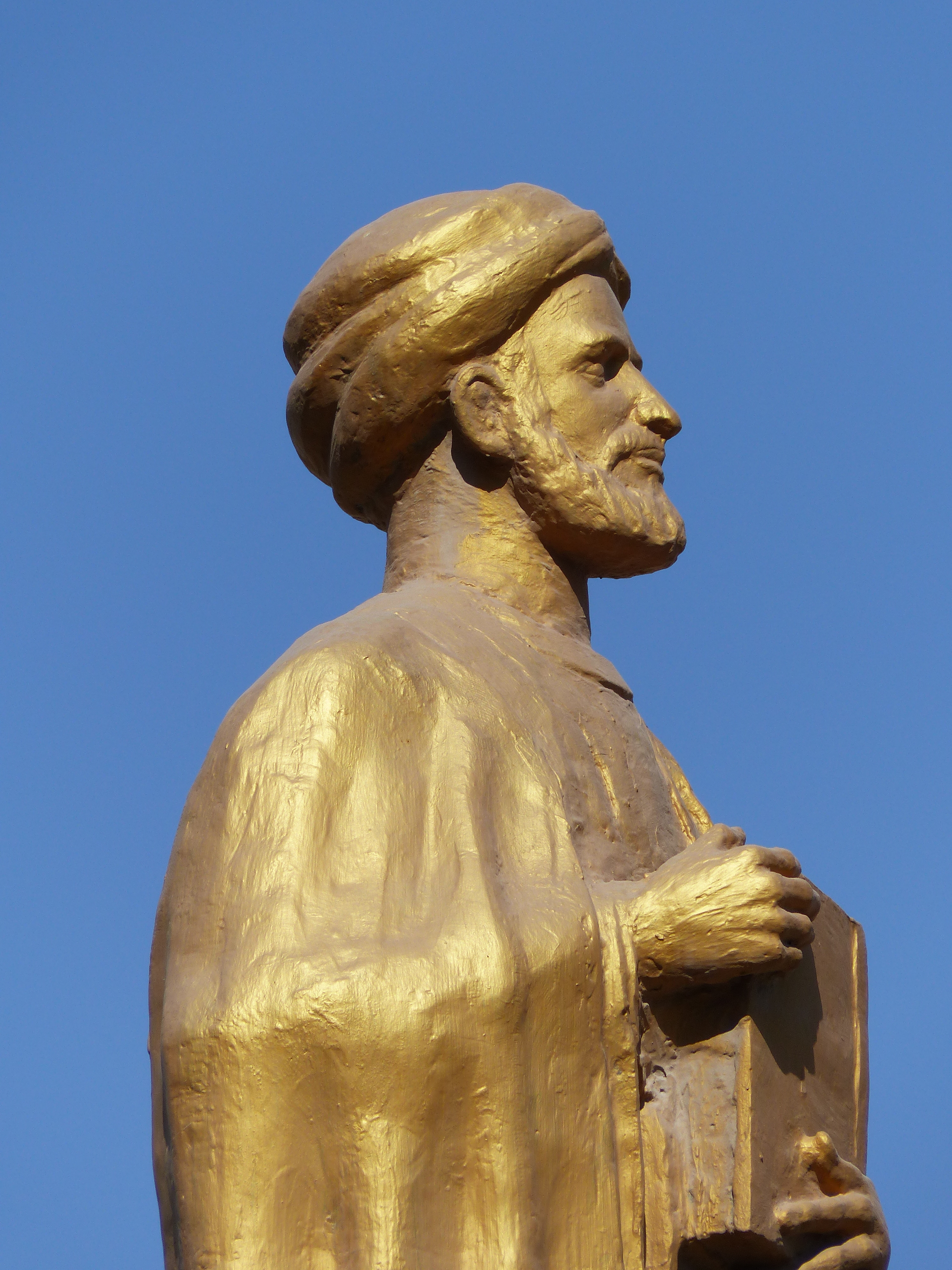
Statue dorée d'Ibn Chabbat.
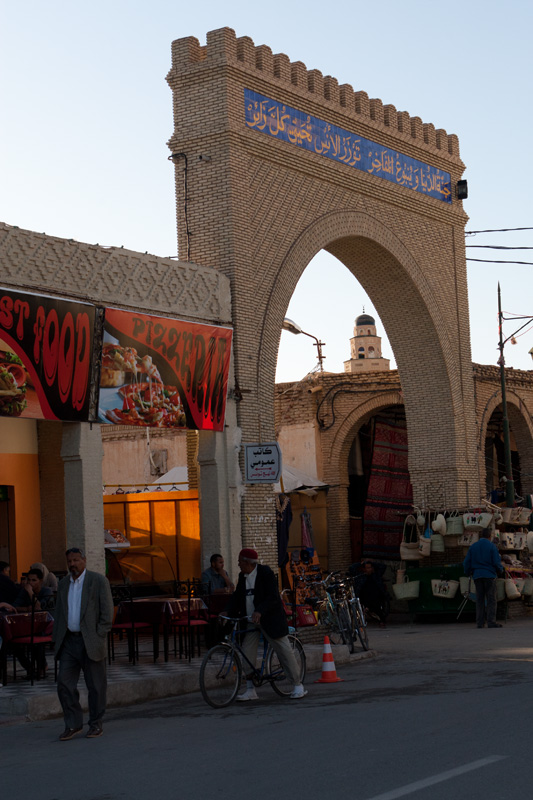
Grande arche dans le Souk.
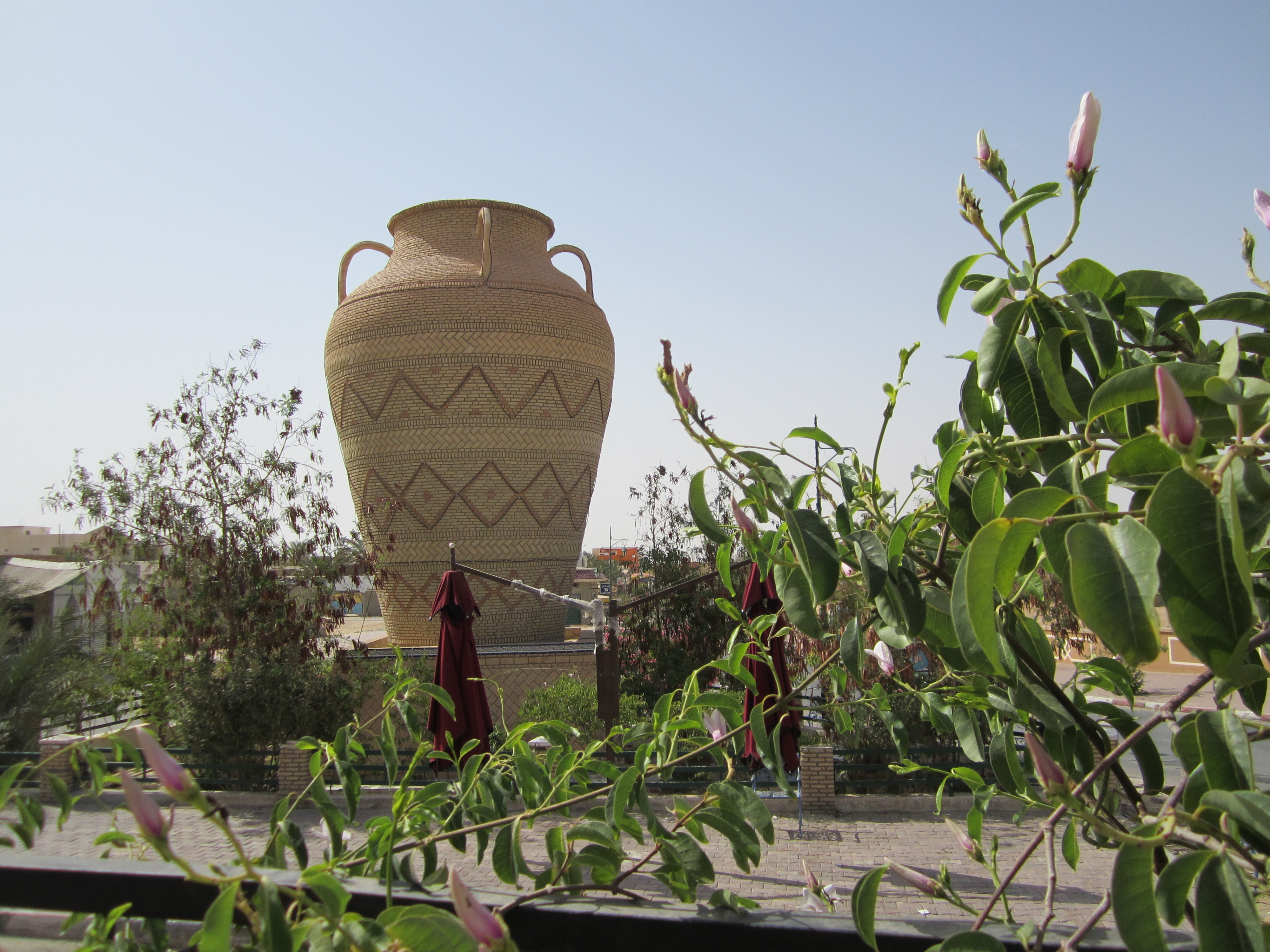
Jarre de dix mètres dans la zone touristique.

En parallèle, un budget municipal est alloué à la réfection des façades des bâtiments publics et privés dans les années 1990, afin de rapprocher l'apparence des bâtiments donnant sur les axes principaux de Tozeur de celle de la médina. Au moins dès 1992, les autorisations de bâtir sont délivrées par la municipalité à condition de respecter l'architecture traditionnelle et d'utiliser les briques locales : ce décret impose qu'au moins 30 % de la surface soit recouverte de ces briques.
Concernant l'aménagement domestique des maisons, la télévision est très répandue et les paraboles connaissent une forte diffusion depuis les années 1990. Les familles de Tozeur regardent généralement les chaînes d'Arabsat, notamment Al Jazeera, et peu de chaînes européennes ou françaises, les émissions occidentales étant jugées trop indécentes pour un visionnage en famille. La pièce accueillant la télévision est considérée comme la plus importante de la maison et comme le lieu de sociabilisation, faisant l'objet de nombreux efforts esthétiques.

### Urbanisme

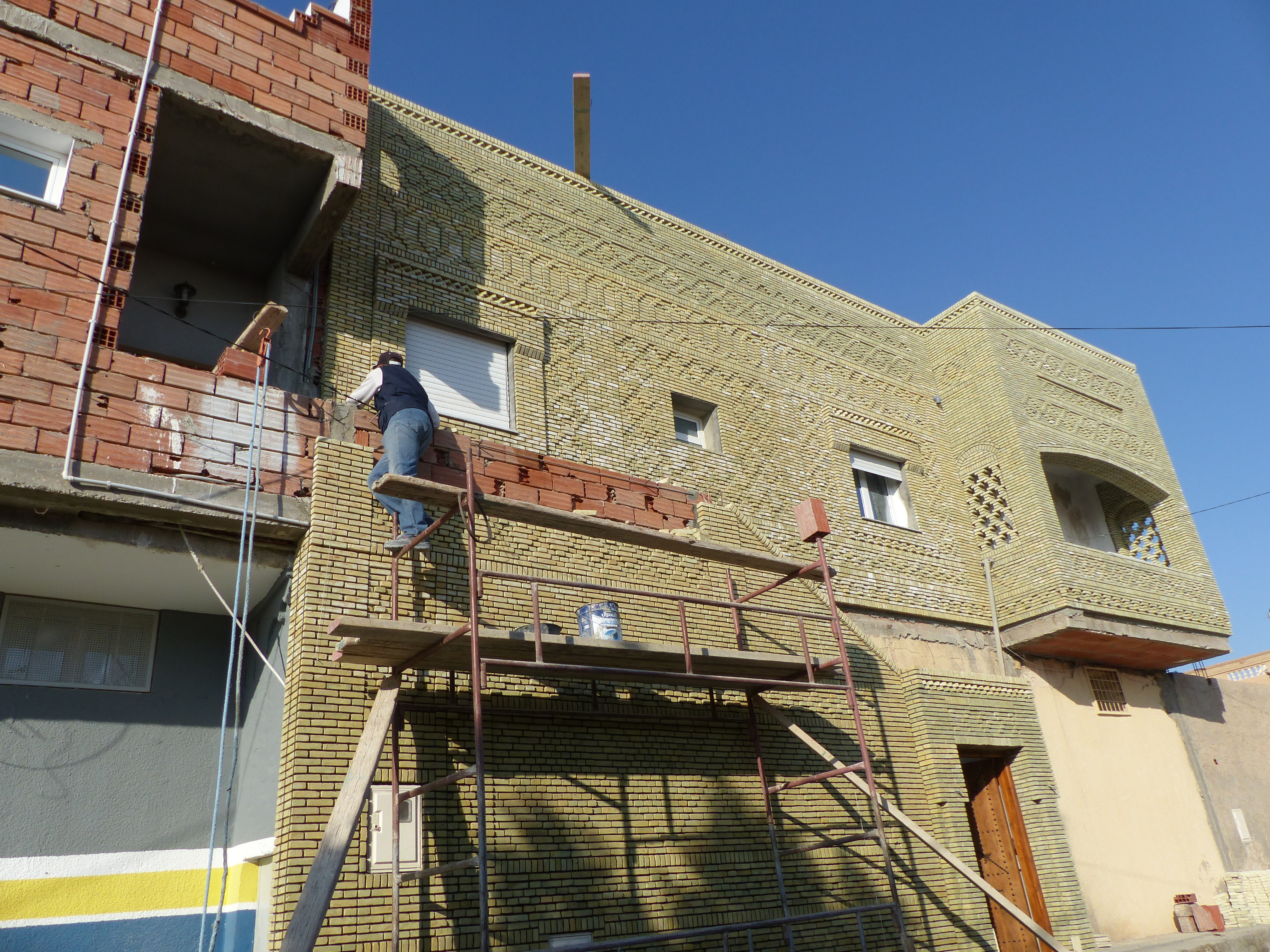
Chantier de construction en février 2020.

Les quartiers de Tozeur se sont constitués au fil des arrivées de différents groupes ethniques, venus s'installer près de ceux déjà présents. L'aire urbaine de Tozeur, initialement étendue sur une quarantaine d'hectares, croît de façon « spectaculaire » à la fin du XXe siècle, le premier plan d'aménagement urbain paru en 1977 couvrant une surface de 450 hectares,. En 1955, les cimetières Sîdî Abd al Rahîm (désormais situés au centre de la ville) et de Ras adh-Dhrâ° se trouvaient dans un espace vide d'habitations, servant de lieu de pâturage pour les animaux. L'Institut national de la statistique compte cette zone en 1975 comme un secteur rural, n'appartenant pas à la commune de Tozeur, avec 610 habitants : ce nombre atteint les 15 226 habitants en 1994. En 2004, l'aire urbaine de Tozeur atteint les 1 000 hectares. Cette extension s'effectue initialement au détriment de l'aspect esthétique extérieur du bâti, entraînant de surcroît une muséification et une dégradation du centre historique de la ville. En cela, les effets du tourisme sur la ville sont ambivalents. Les différentes restaurations du bâti tendent à évoluer vers une architecture extravertie, avec des ouvertures nombreuses sur l'extérieur.
Bien que la densité de population soit faible (60 habitants par hectare en moyenne), la pression foncière reste importante, et de nombreux chantiers de construction sont actifs. L'immense majorité des habitations sont raccordées aux réseaux d'eau, de téléphone et de voirie, de grands travaux ayant été menés en ce sens.

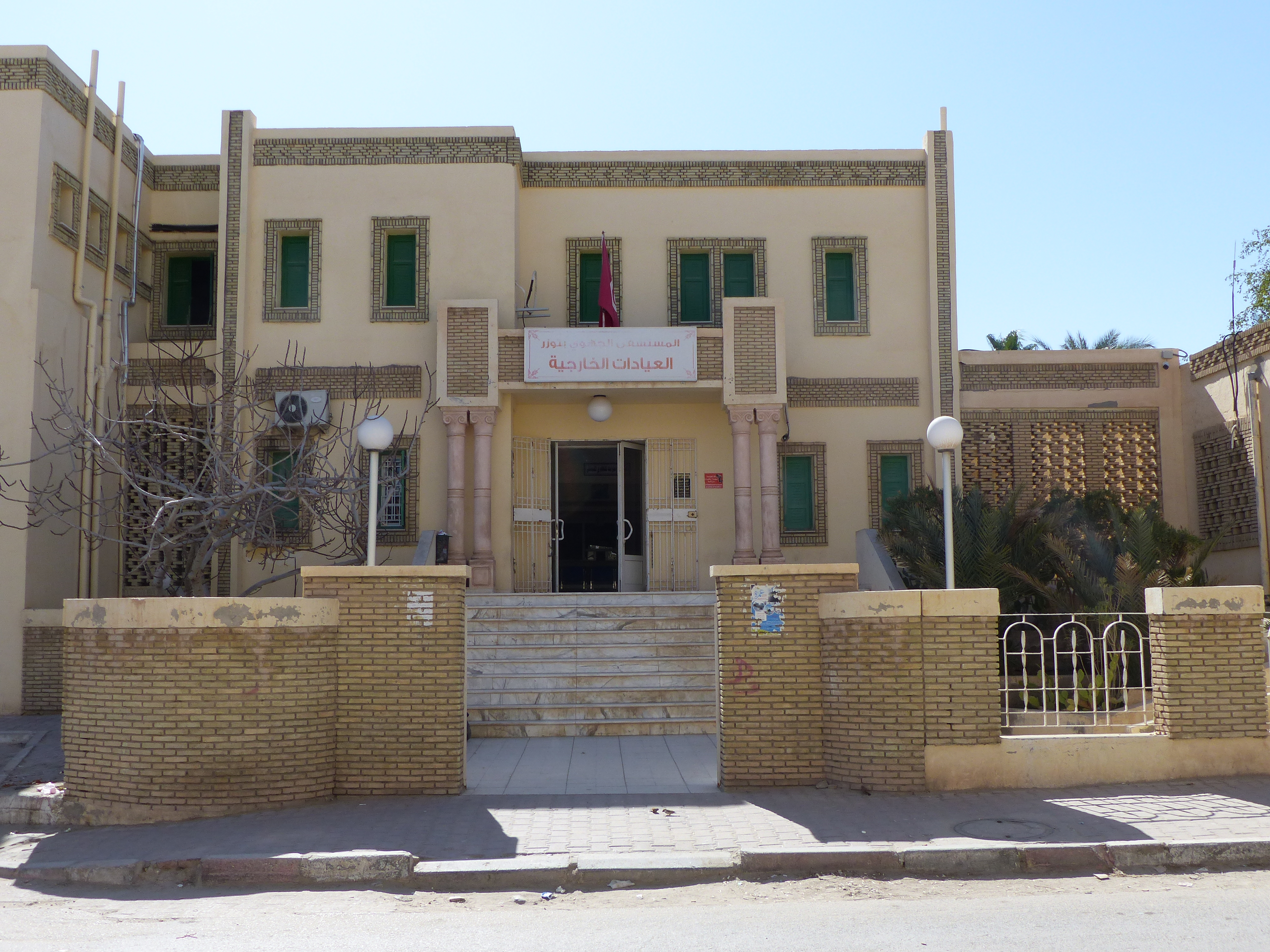
Service des consultations externes de l’hôpital de Tozeur.

La principale rue passante de Tozeur est l'avenue Habib-Bourguiba. Les dénominations des quartiers récents de la ville ne sont pas fixées, et les noms administratifs pas toujours employés par les habitants, en raison notamment des fréquents changements ; de façon plus générale, les dénominations à caractère ethnique tendent à disparaître. L'un des deux cimetières de Tozeur est vu comme le point de limite de l'environnement citadin, servant de séparation entre le centre-ville et le foyer de peuplement des Rkârka au Nord. La porte al-Hawa sépare les quartiers de Gueitna (ou Guitna) et de Ras adh-Dhrâ° du centre-ville.
Les quartiers du centre-ville, Ouled et-Hadef et Zebda, sont historiquement concurrents en raison de leur peuplement et d'une rivalité dans l'accès au cheika. Tozeur dispose de trois hammams, de deux marchés et d'un hôpital régional. Derrière le point d'arrêt des calèches se trouve le marabout de Sidi Aguili.

#### Ouled el-Hadef: médina de Tozeur

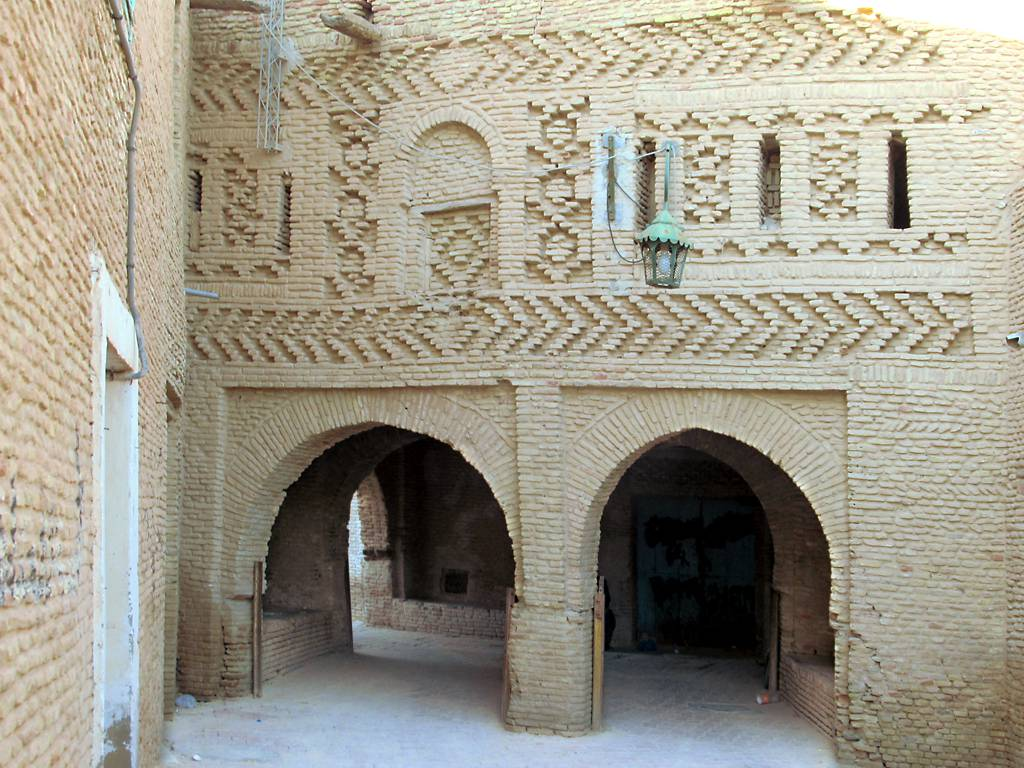
Entrée de la médina de Tozeur.

Le quartier Ouled el-Hadef (également connu sous les noms d'El Hawadef, Hawadif, et Chabbia), datant pour ses plus anciens vestiges du XIVe siècle, est considéré comme le plus intéressant et le plus traditionnel de Tozeur. Accessible depuis l'avenue Farhat-Hached et l'avenue Habib-Bourguiba, il constitue la ville ancienne, ou médina de Tozeur, l'une des médinas les mieux conservées de toute la Tunisie,. Il commence dans la rue de Kairouan, au niveau du musée des arts et traditions populaires, et se termine dans la rue el-Walid, avec la médersa de Sidi Abdullah Bou Jemra. Les habitants de ce quartier sont plutôt pauvres ; d'après Dhaher, Ouled el-Hadef est désormais moins un lieu de vie qu'un lieu de décor.
Il est entouré d'un haut mur fait de petites briques rectangulaires, plutôt claires, sans fenêtres, ayant pour fonction de préserver l'intimité des habitants. Ses façades ornées de motifs en briques de terre cuite sont présentées dans des documents du début du XXe siècle. Ce quartier est entièrement construit avec les briques d'argile traditionnelles, donnant une architecture au cachet apprécié pour le tourisme : avec la médina de Nefta, ce style est unique en Tunisie.
Les petites ruelles voutées de ce quartier forment un véritable labyrinthe.

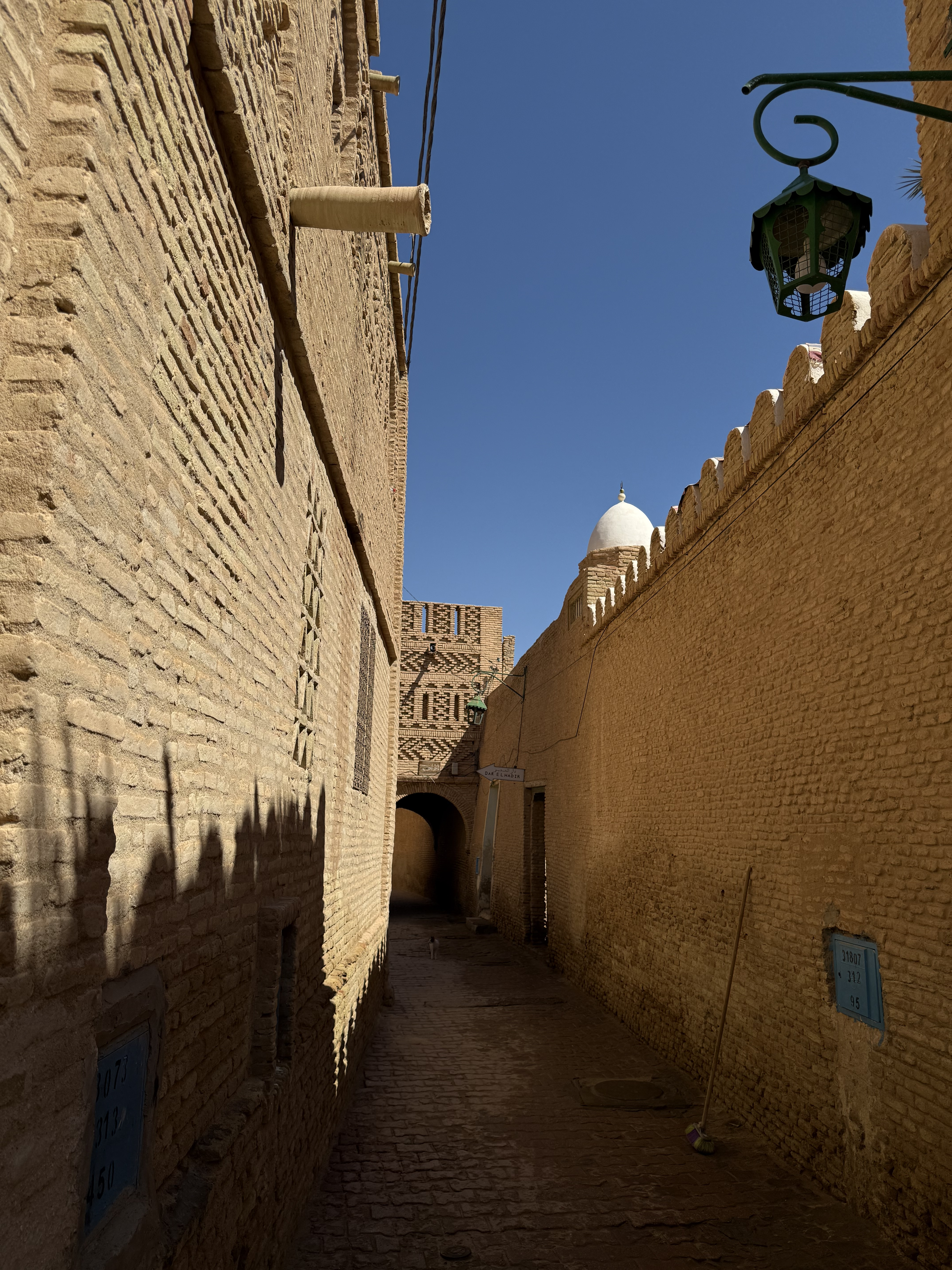
Ruelle.
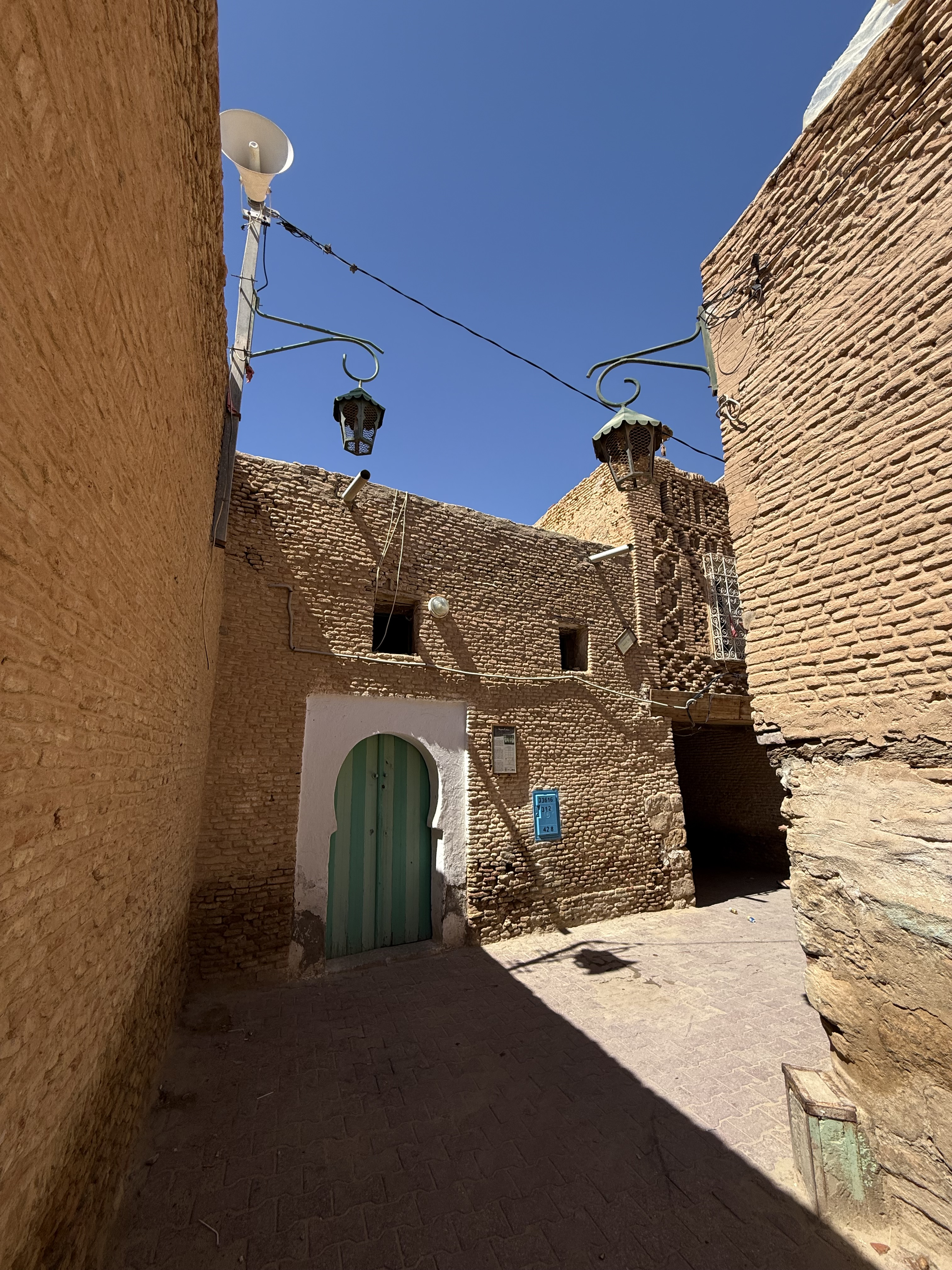
Entrée de la mosquée El Bahbouha.
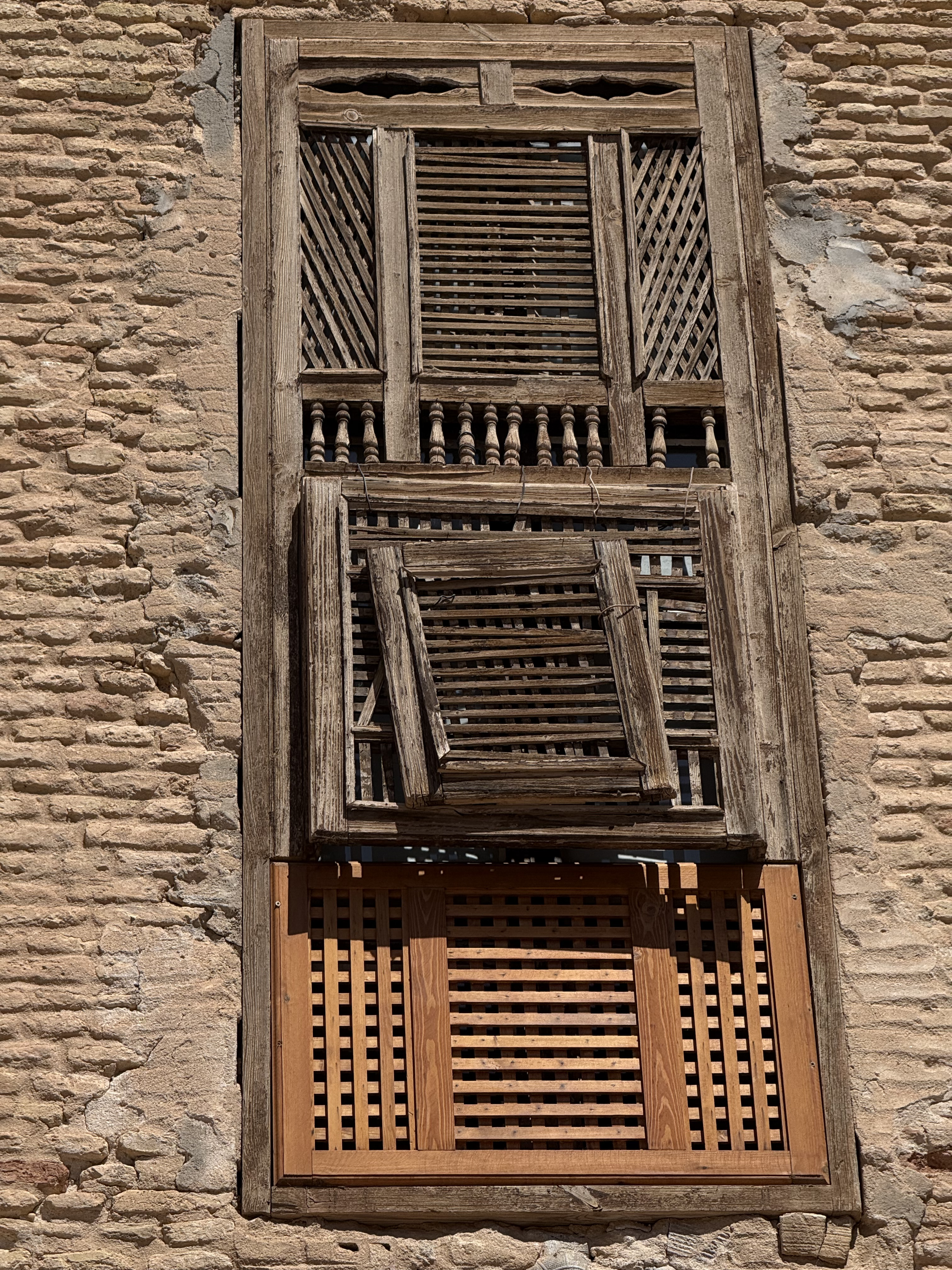
Moucharabieh.
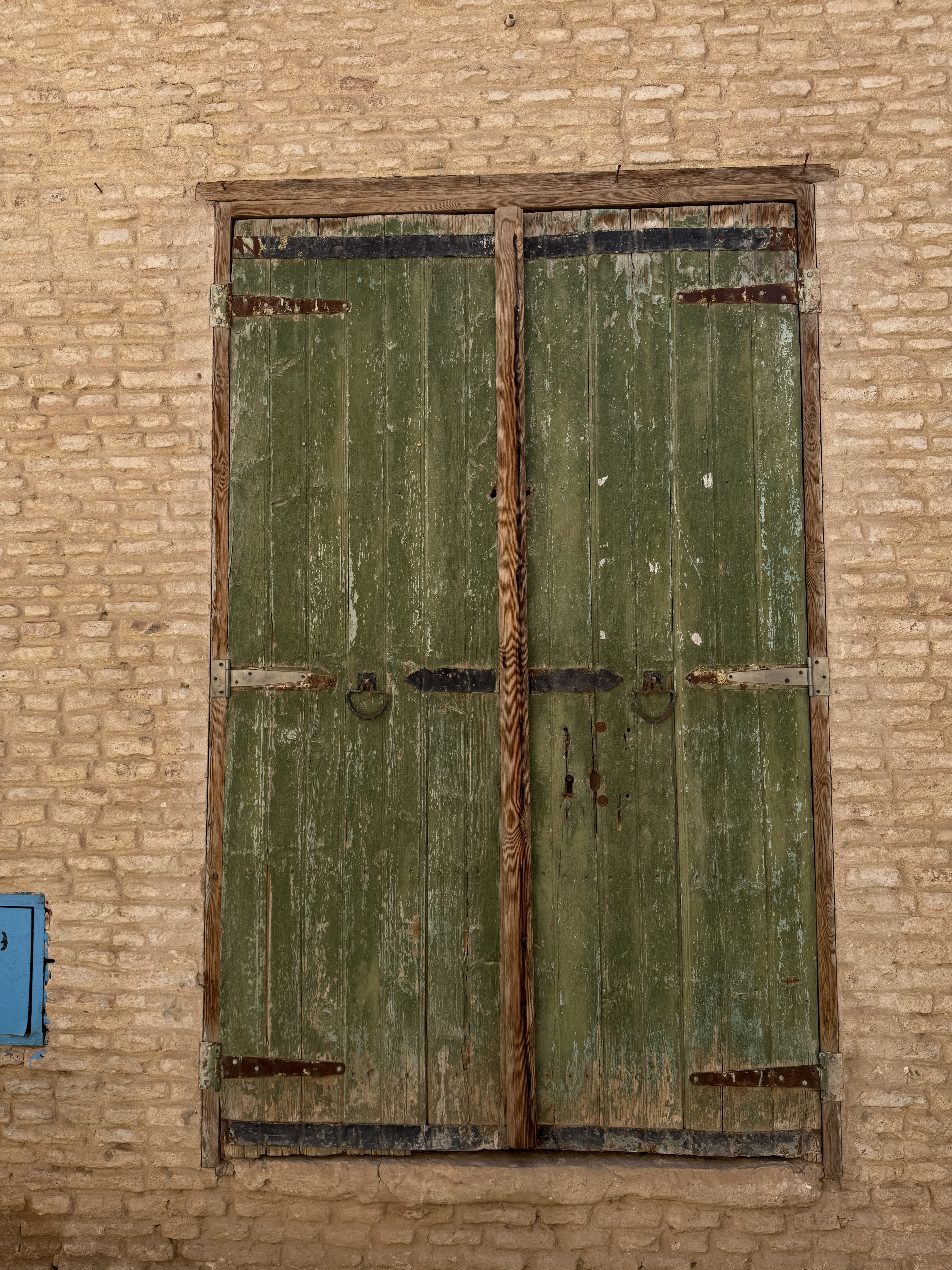
Ancienne porte.
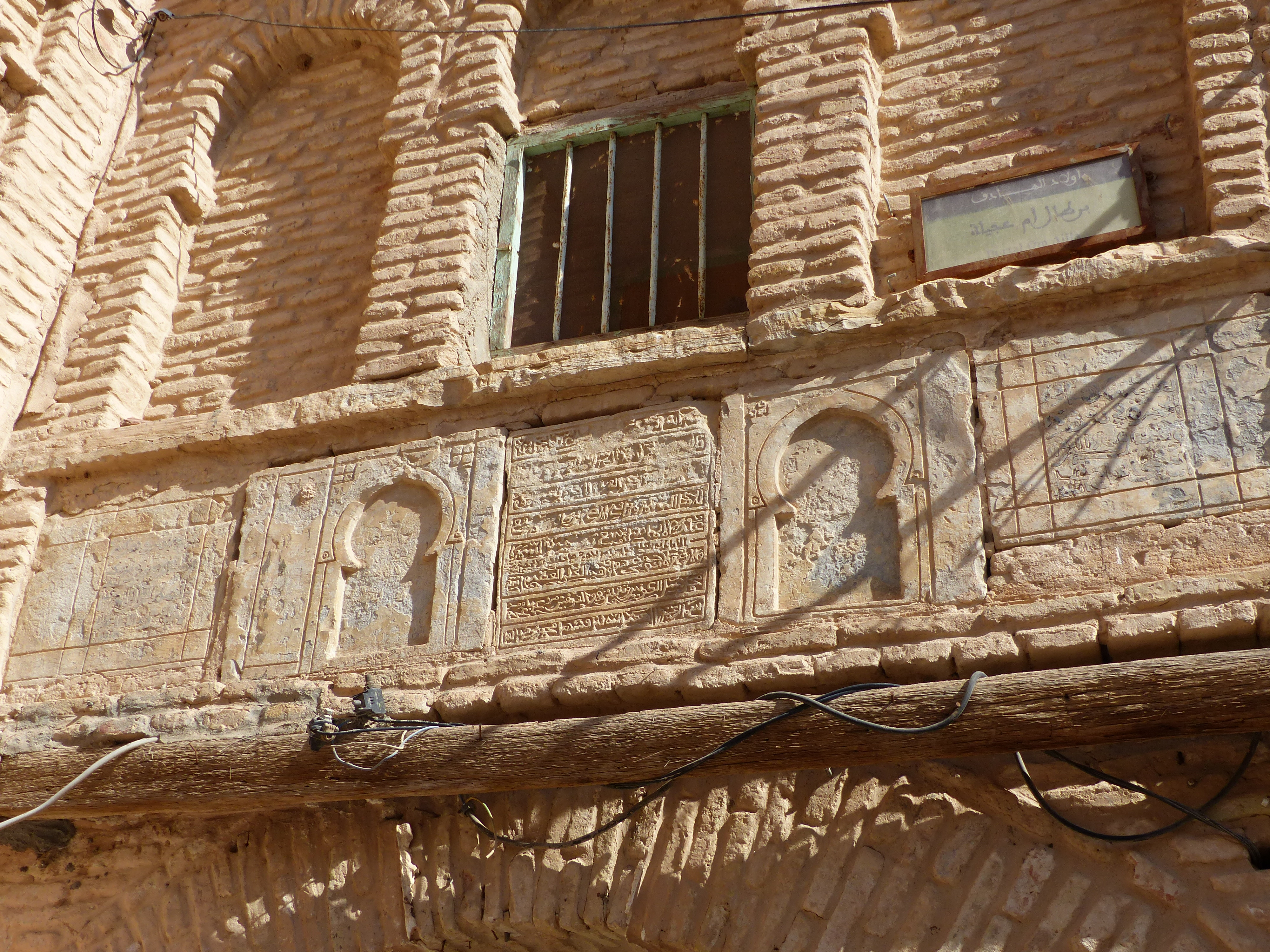
Plaque en arabe et éléments datés du XIVe siècle.

La médina de Tozeur comporte un moucharabieh de bois de palme considéré comme remarquable, ainsi que l'une des plus vieilles portes de Tunisie, également travaillée en bois de palmier. Les habitants les plus pauvres ont une porte en bois de palmier, moins onéreuse, seuls les plus riches pouvant s'offrir une porte en bois « véritable ». Ces portes ont autrefois un heurtoir par type de personnes : hommes, femmes et enfants, soit jusqu'à trois heurtoirs émettant un son différent, deux si la famille n'avait pas d'enfants : leur rôle est d'identifier qui est à la porte pour que le membre approprié de la famille vienne ouvrir.
Les portes de couleur verte indiquent la présence des lieux religieux. La mosquée du quartier est celle de Sidi Abdessalem. La médina abrite la maison du bey, qui a servi de cadre pour le tournage du film Le Patient anglais,.

#### Souk
Le souk (hbat I-sûg), dans le sud de la ville, constitue le centre-ville de Tozeur, aussi est-ce le souk qui correspond le plus souvent à l'appellation « Tozeur ». Il s'articule autour de la place centrale Ibn-Chabbat, qui accueille le marché et le bureau de poste. Il est attenant aux quartiers historiques de Tozeur, Ouled el-Hadef et Zebda ; l'architecture y est moins traditionnelle que dans la médina, qui se trouve plus à l'est.
La principale mosquée de la ville, la mosquée Farkous (ou Ferkous), bien que récente, possède le plus haut et distinctif minaret de Tozeur. Le souk contient une autre mosquée, située près de l'office du tourisme, la mosquée Sidi Mouldi, dont le minaret, au style proche de celui de la mosquée Farkous, a été restauré en 1944.
Le souk est voué tant aux promenades qu'aux achats, l'expression locale « descendre au souk » étant un synonyme de « se promener ». Il est rénové au début des années 2000.

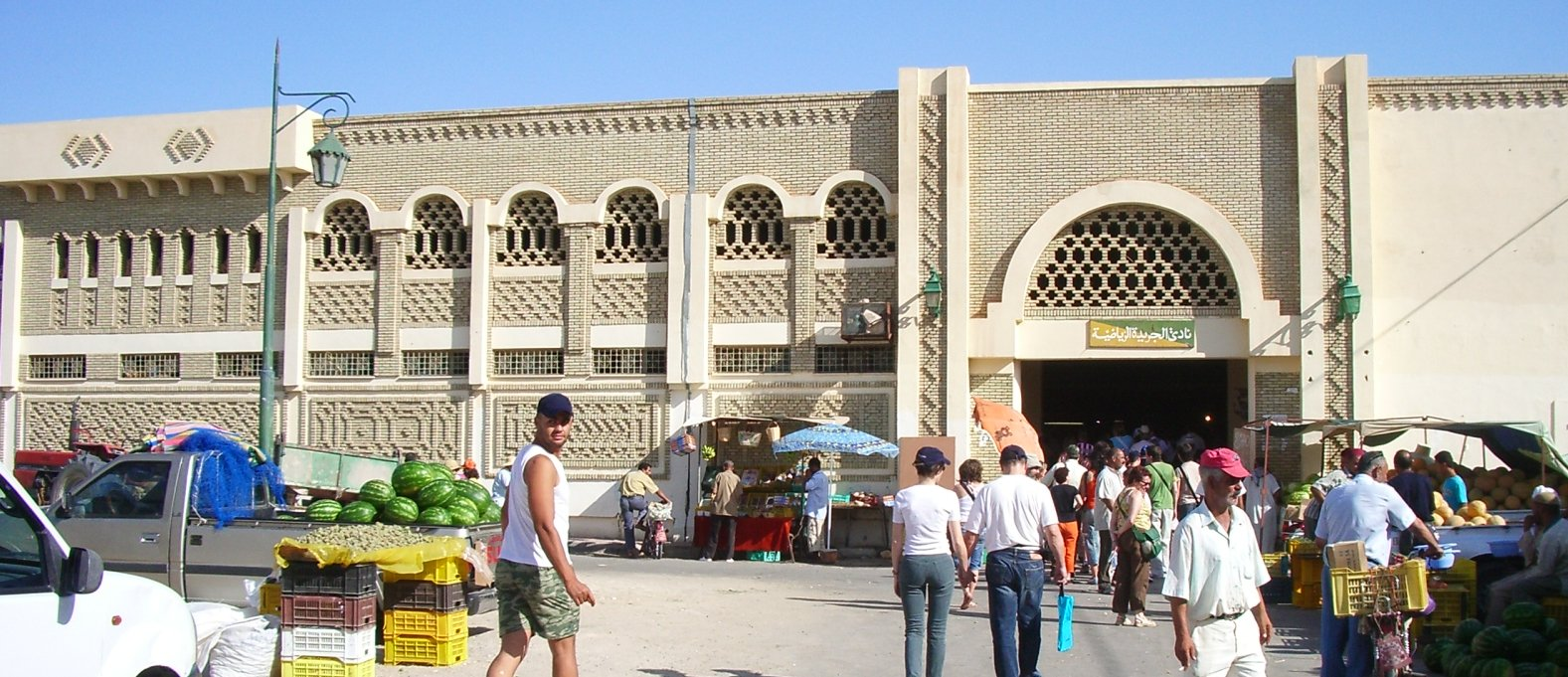
Marché de fruits et légumes du souk.
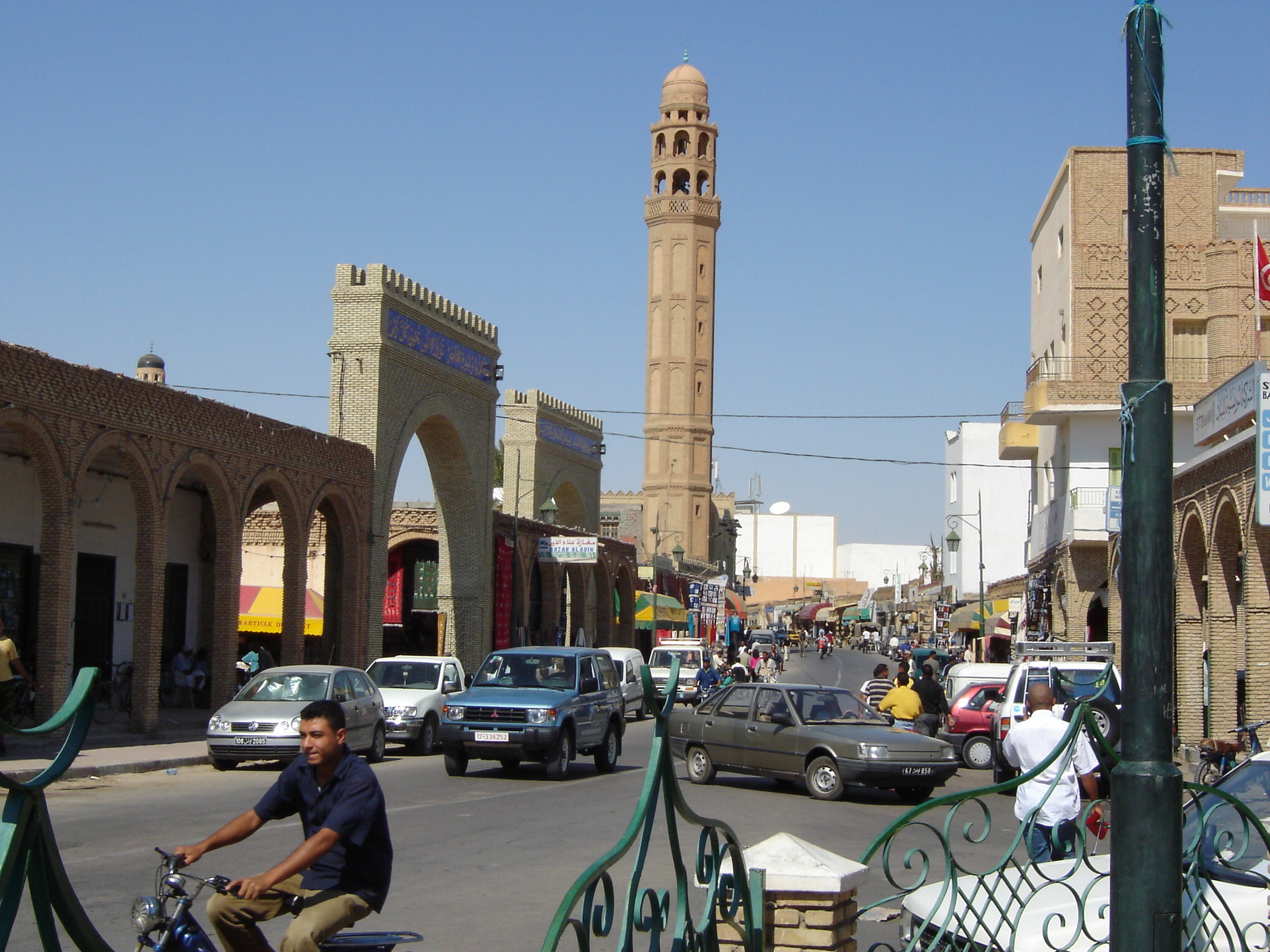
Vue du souk depuis la place centrale Ibn Chabbat, avec le minaret de la mosquée Farkous.
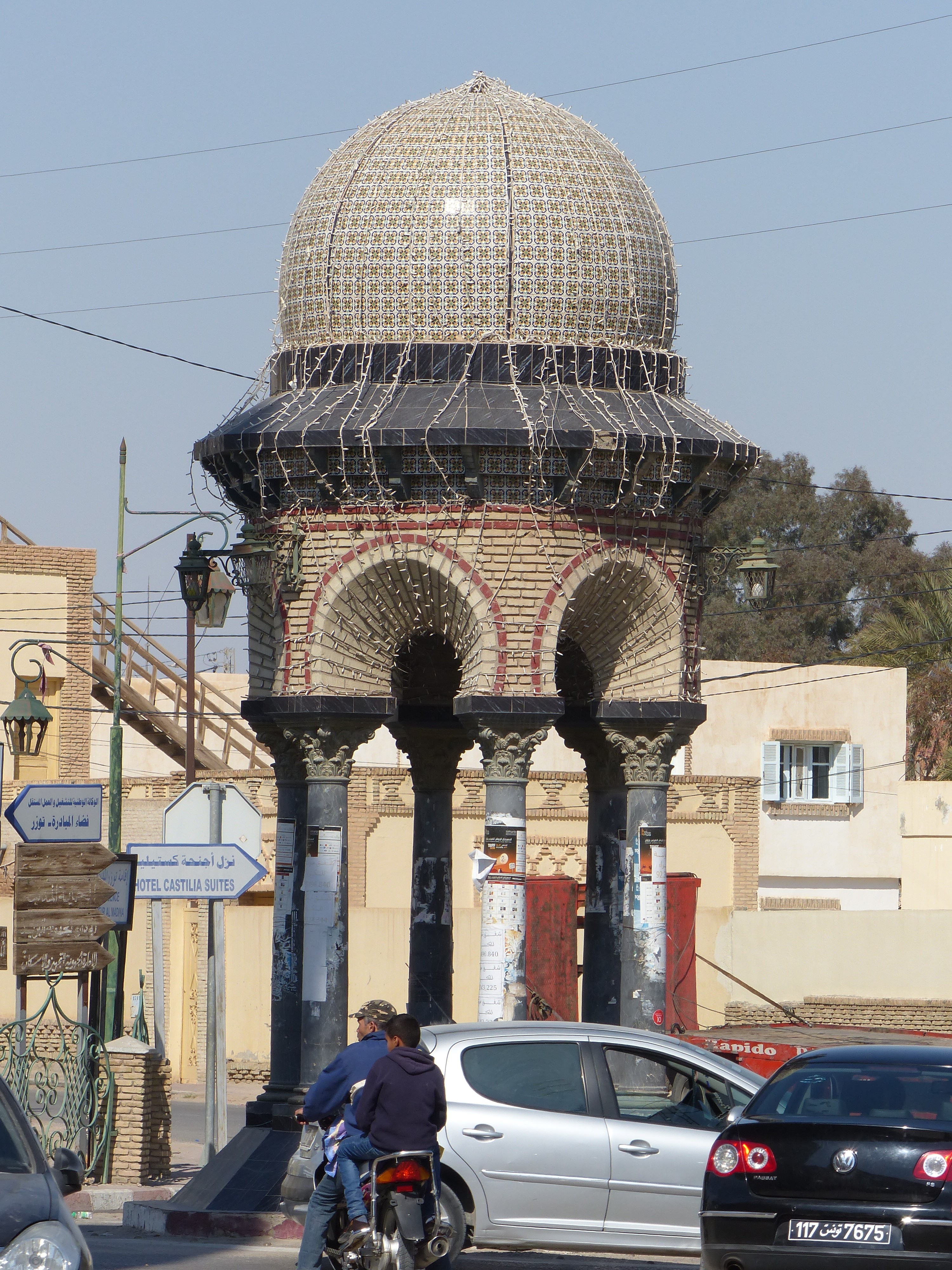
Aménagement de placette.
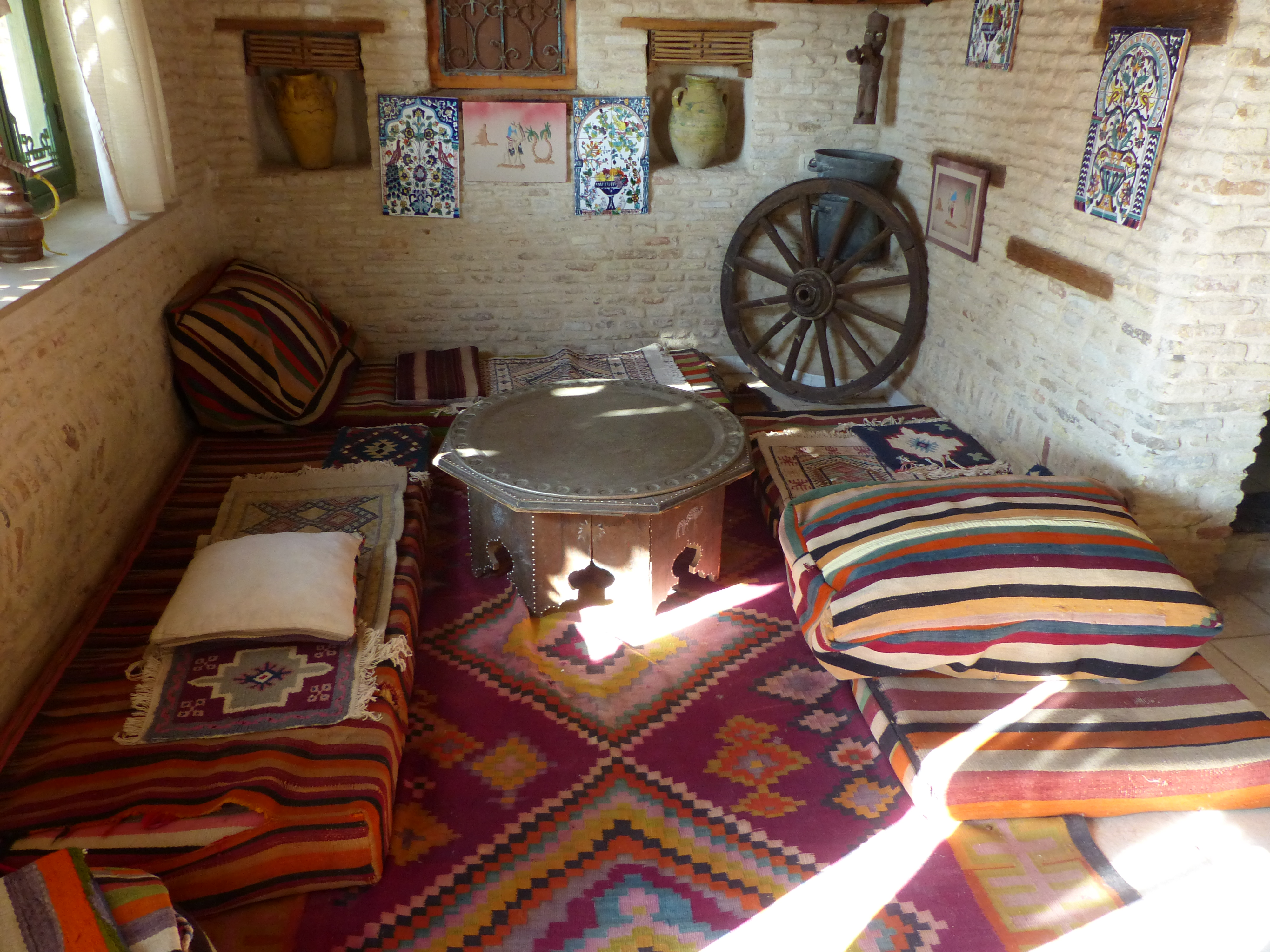
Intérieur du café berbère.

#### Quartier Zebda

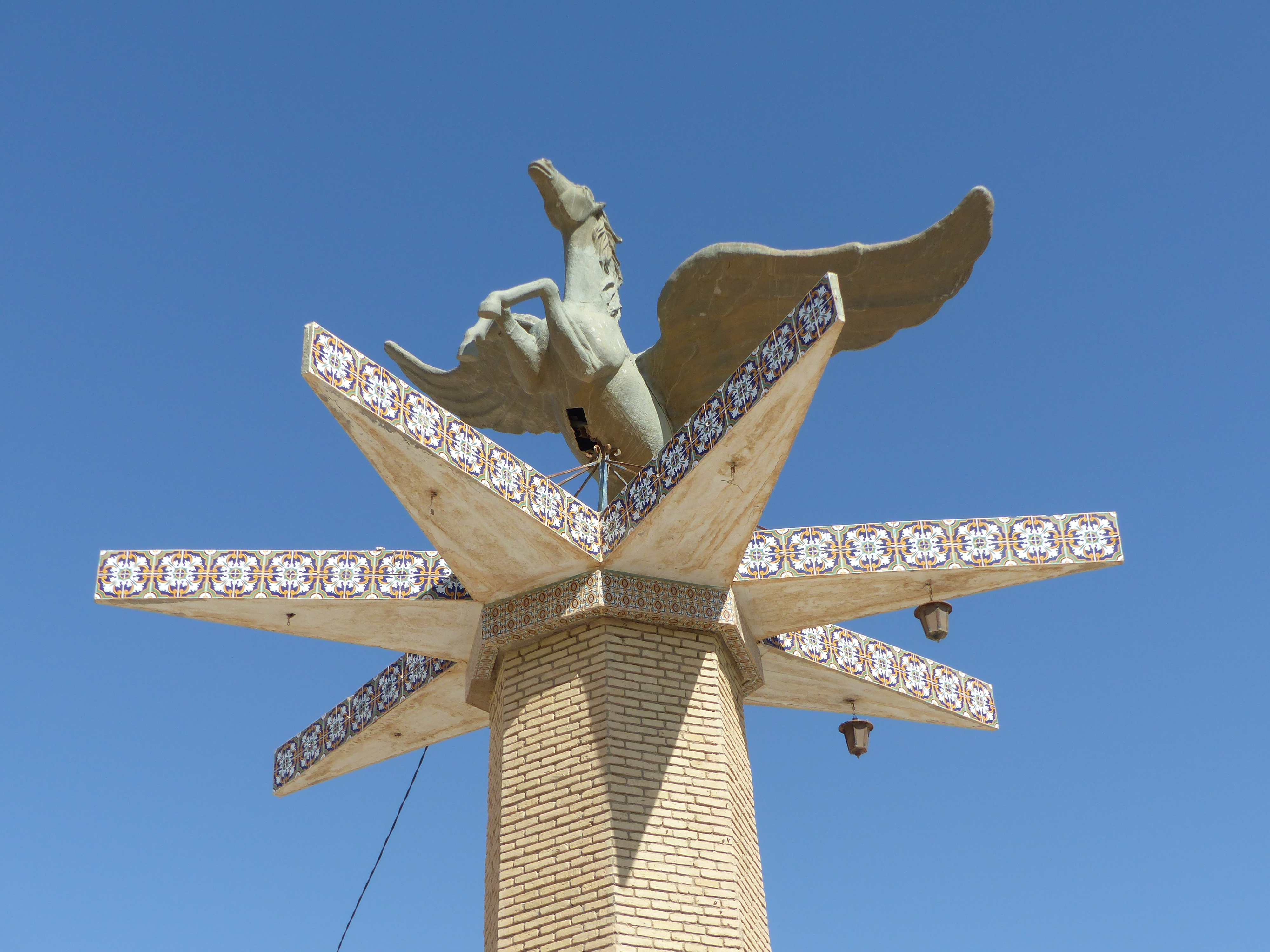
Statue d'un cheval ailé posée sur un heptagramme, à l'entrée du quartier Zebda.

Le quartier Zebda, situé au sud de la ville entre la zone touristique et Ras adh-Dhrâ°, constitue l'un des quartiers historiques de Tozeur. Il borde l'avenue Habib-Bourguiba. Fondé au XVIIe siècle, il rassemble des familles de différentes origines. D'après Dhaher, il « présente une structure formée d'îlots juxtaposés caractérisés par leur alignement et leur orthogonalité relative. Cela est dû à un afflux massif de populations et au rythme accéléré de leur installation ».
Réputé très paisible, « El-Zebda est composé de petites maisons aux murs de briques ocre » dont certaines ont plus de 200 ans, et que leurs propriétaires décrivent comme fragiles. Les murs y sont généralement recouverts d'un enduit de couleur jaune ou bleue, les briques étant peu utilisées.

#### Ras adh-Dhrâ°
Le Nord de Tozeur comporte officiellement trois quartiers, administrativement nommés Ras adh-Dhrâ°, hay al-Izdihar (« quartier de la prospérité »), et hay al-Matar (« quartier de l'aéroport »). Cependant, les habitants locaux regroupent les quartiers lzdihar et Matar sous le nom de Ras adh-Dhrâ°, et différencient bien le quartier d'Helba, que l'administration regroupe avec Ras adh-Dhrâ°. Hay al-Izdihar s'appelait autrefois Hay an-Nahdha, ce nom a été censuré par l'administration sous le régime de Zine el-Abidine Ben Ali (jusqu'en 2011), car il est aussi celui d'un parti politique alors interdit.

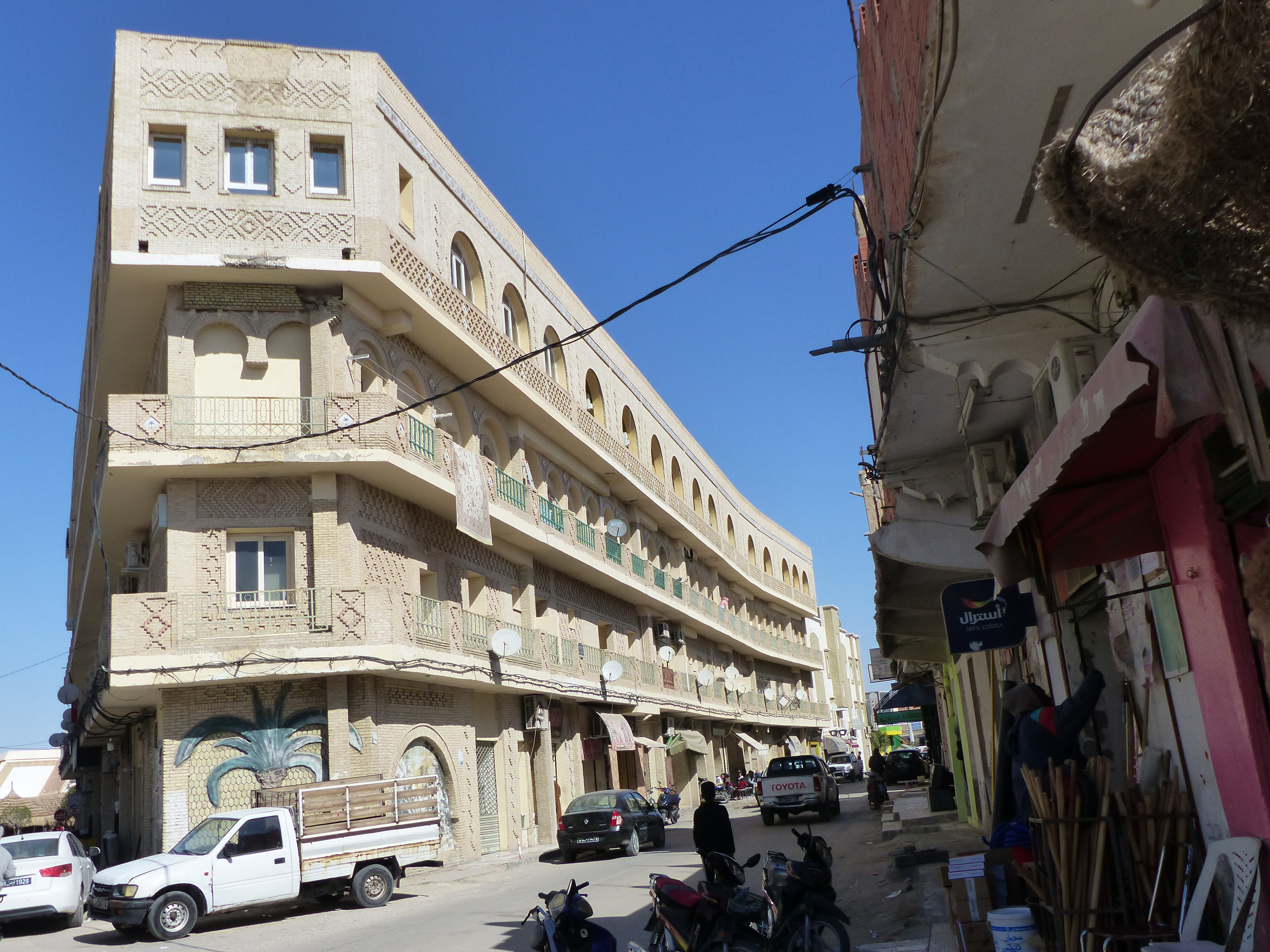
Petit immeuble du quartier de Ras adh-Dhrâ°.

Ras adh-Dhrâ°, situé sur une colline du Nord de la ville, a commencé à se construire dans les années 1940 sur un environnement de steppes dominant Tozeur. Dans les années 1950, les premières habitations y sont bâties en dur, notamment par les Awlâd Si Mbarek. La linguiste Lucienne Saada décrit une « petite colonie composée d'hommes et de femmes originaires d'Algérie […] ; les Swâfa demeurent en dehors de la ville, dans un lieu nommé à Tozeur Râs adh-Dhrâ° ; ils vivent sous la tente mais font des excavations dans la colline qui leur servent d'abri ».
Le quartier se développe surtout dans les années 1970 et 1980,, du fait de la pression migratoire bédouine, avec quelques installations d'anciens mineurs. C'est un quartier péri-urbain modeste, de faible densité. Il y existe une certaine mixité ethnique. Ce quartier a cessé de se développer au moins depuis le début des années 2000. Les services municipaux y ont construit des trottoirs, un lycée et des lotissements, une voirie et des voies de circulation ; les maisons y disposent désormais de murs d'enceinte. Ce quartier accueille une intense activité, notamment agricole, en particulier en fin de journée.
Le quartier de l'aéroport, hay al-Matar, situé au nord-ouest de Tozeur, est toujours en extension au début des années 2000.

#### Helba
Le quartier d'Helba, également peuplé de nomades sédentarisés (essentiellement des Rakrûkî des Mahajba, ce qui lui confère une certaine homogénéïté ethnique au contraire de tous les autres quartiers), est situé au bord de la route menant à El Hamma du Jérid, soit au Nord-Est de Tozeur, très éloigné du centre-ville. C'est un quartier très rural, spontané, qui se créée par l'implantation de quelques maisons dans les années 1960. Vers 1980, la municipalité y implante une école primaire, une maison du peuple, un planning familial et une mosquée.
Ce quartier poursuit son extension urbaine depuis la fin des années 1980, continuant de s'agrandir au début des années 2000, à travers des appropriations de terres et le développement d'habitations, bien que le rythme se soit considérablement ralenti. La zone située à mi-chemin entre les centres de Tozeur et d'El Hamma, dite shig shebbiya, accueille les nomades Shebbya.

#### Zone touristique

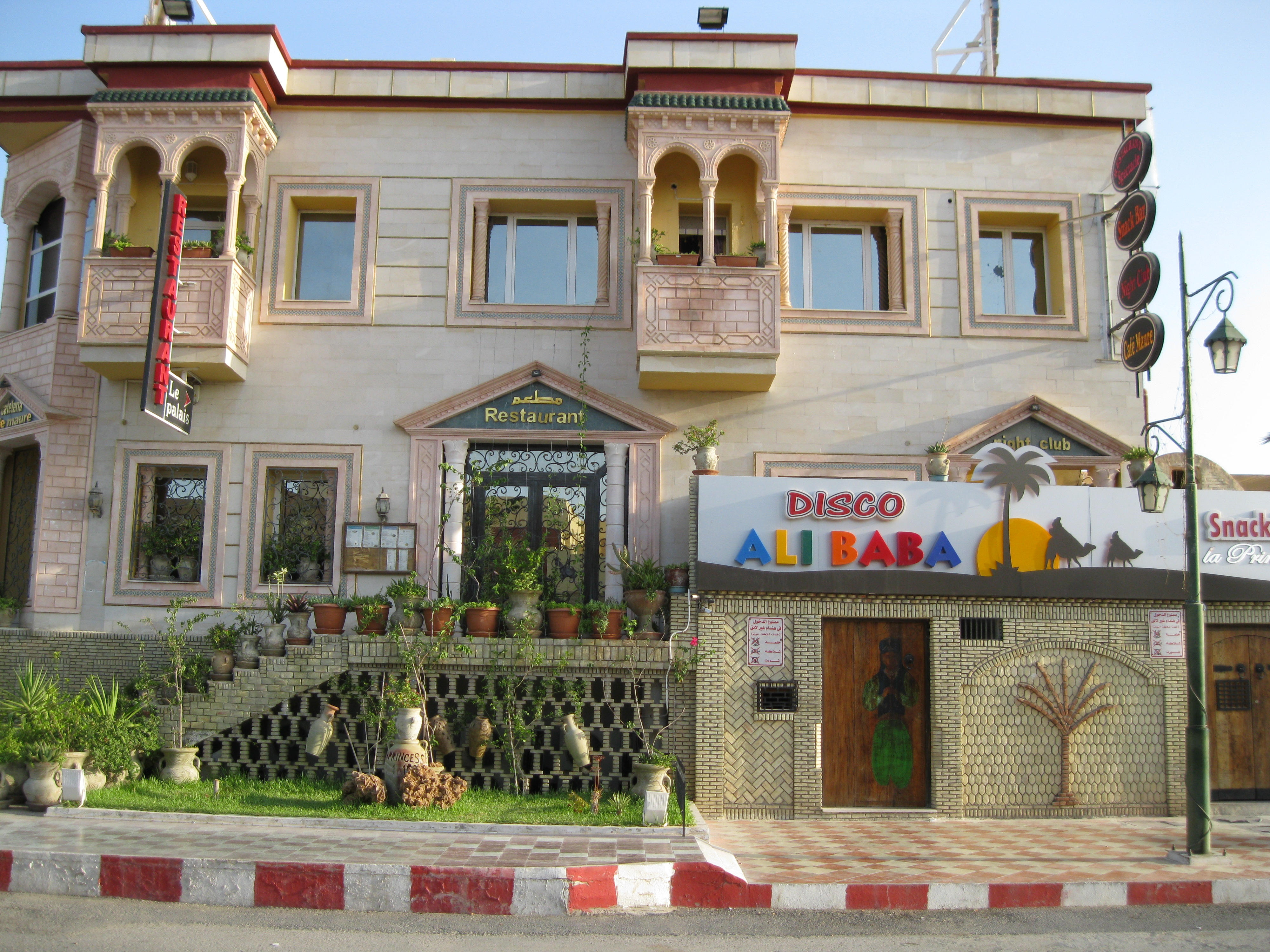
Restaurant et discothèque.

La zone touristique débute à la fin de l'avenue Abou-el-Kacem-Chebbi, avec le musée Dar Cheraït, et s'étend jusqu'à la route de l'aéroport. Cette longue avenue, située en périphérie sud-ouest de Tozeur, est construite sur l'ancien site des sources (où les habitants avaient l'habitude de se baigner) au début des années 1990. Si elle est officiellement baptisée « zone touristique » par les autorités, les habitants locaux l'appellent al-kurnish ou al-zûn, soit « la zone ». Elle accueille la majorité des complexes hôteliers, mais aussi des agences de voyages et échoppes artisanales. Les Tozeurois ne s'y rendent habituellement que peu, bien que l'installation de bancs publics et de divers aménagements en 1997 leur ait permis de se réapproprier cette zone,. L'architecture hôtelière, surtout en matière de façades, tente d'imiter celle du centre historique de la ville.
Les Tozeurois évoquent souvent ce lieu avec nostalgie. Des cafés et autres établissements à consonance occidentale y sont installés.

### Hameaux

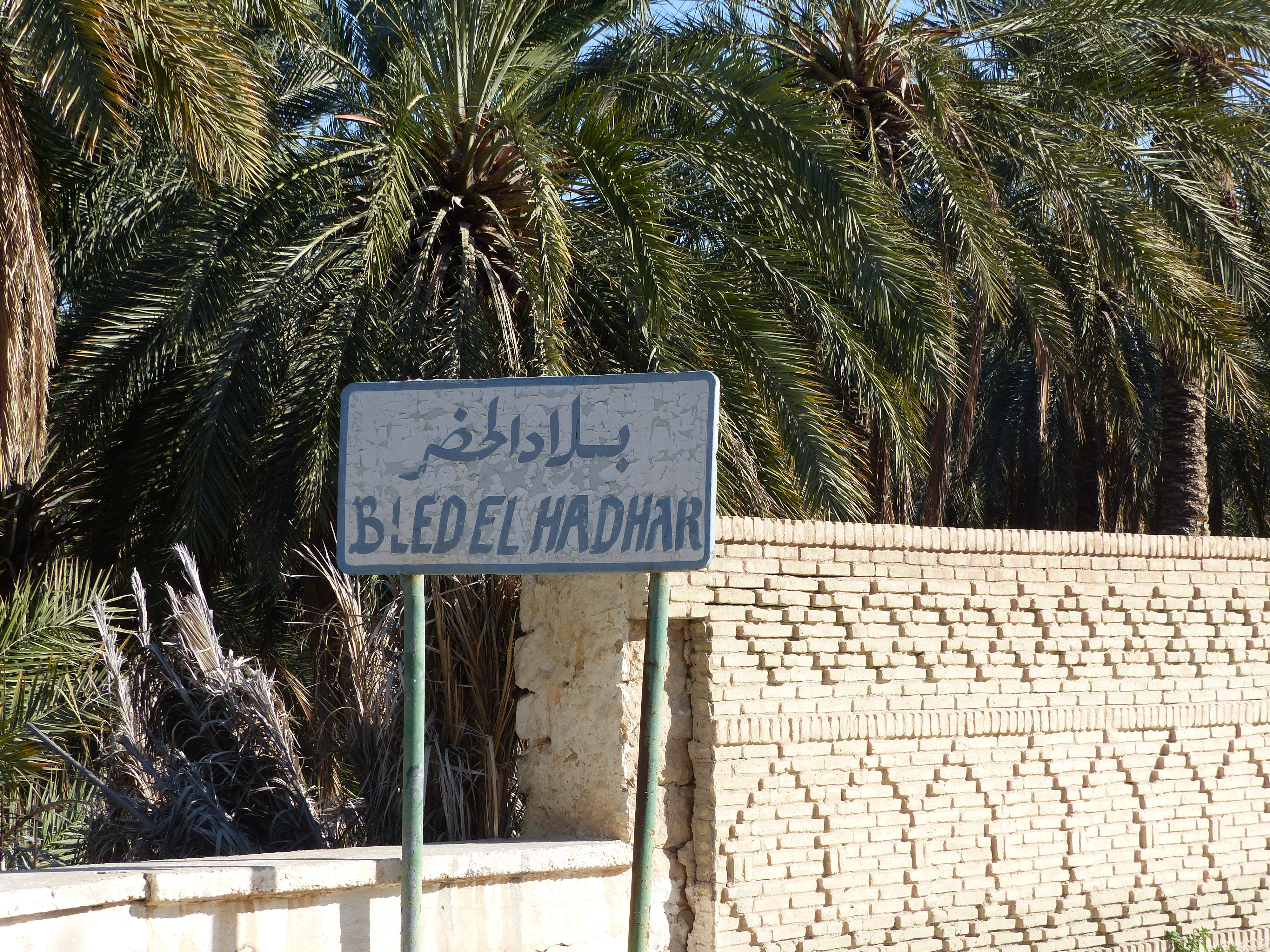
Panneau d'entrée de Bled el-Hadhar.

Cinq villages proches complètent l'aire de Tozeur : Bled el-Hadhar, Zaouiyat, Sahraoui, Djehim et Abbès. Ces quatre derniers sont les plus récents, leur fondation remontant au Xe siècle de l'hégire. D'après Nicolas Puig, « toutes ces bourgades forment […] ce que l'on appelle péjorativement gata° al-wed (de l'autre coté de l'oued) car ils ont en commun d'être situés au sud de l'oued de Tozeur qu'il faut traverser pour les atteindre quand on arrive des quartiers de l'actuel centre ». 

#### Bled el-Hadhar

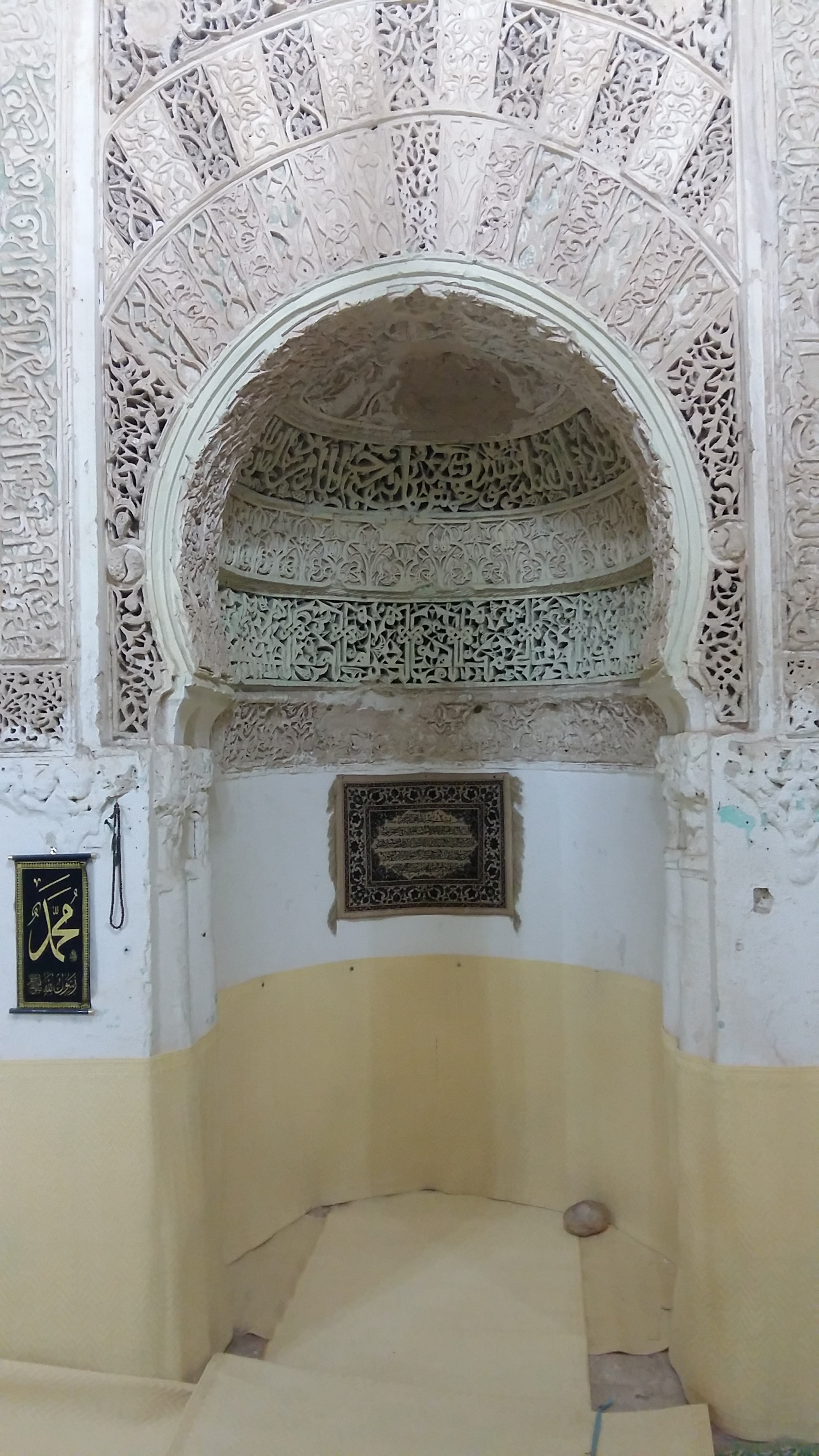
Mihrab de la mosquée de Bled el-Hadhar.

La hameau de Bled el-Hadhar est à l'origine le plus ancien foyer de peuplement de la ville de Tozeur, bien qu'il constitue désormais un simple village dans la palmeraie ; Bled el-Hadhar signifie « le pays de la civilisation », révélant d'après Nicolas Puig « une conception profonde de la civilisation arabe qui associe la civilisation à la cité et à la sédentarité, faisant suite à l'abandon du mode de vie nomade »,. Il a perdu son prestige ancien au fil du temps. Il comporte quelques parties datées de l'époque romaine, notamment les soubassements de pierre du minaret de sa mosquée. Il dispose d'une unique route goudronnée, reliant Tozeur au mausolée de Sidi Bou Liffa.

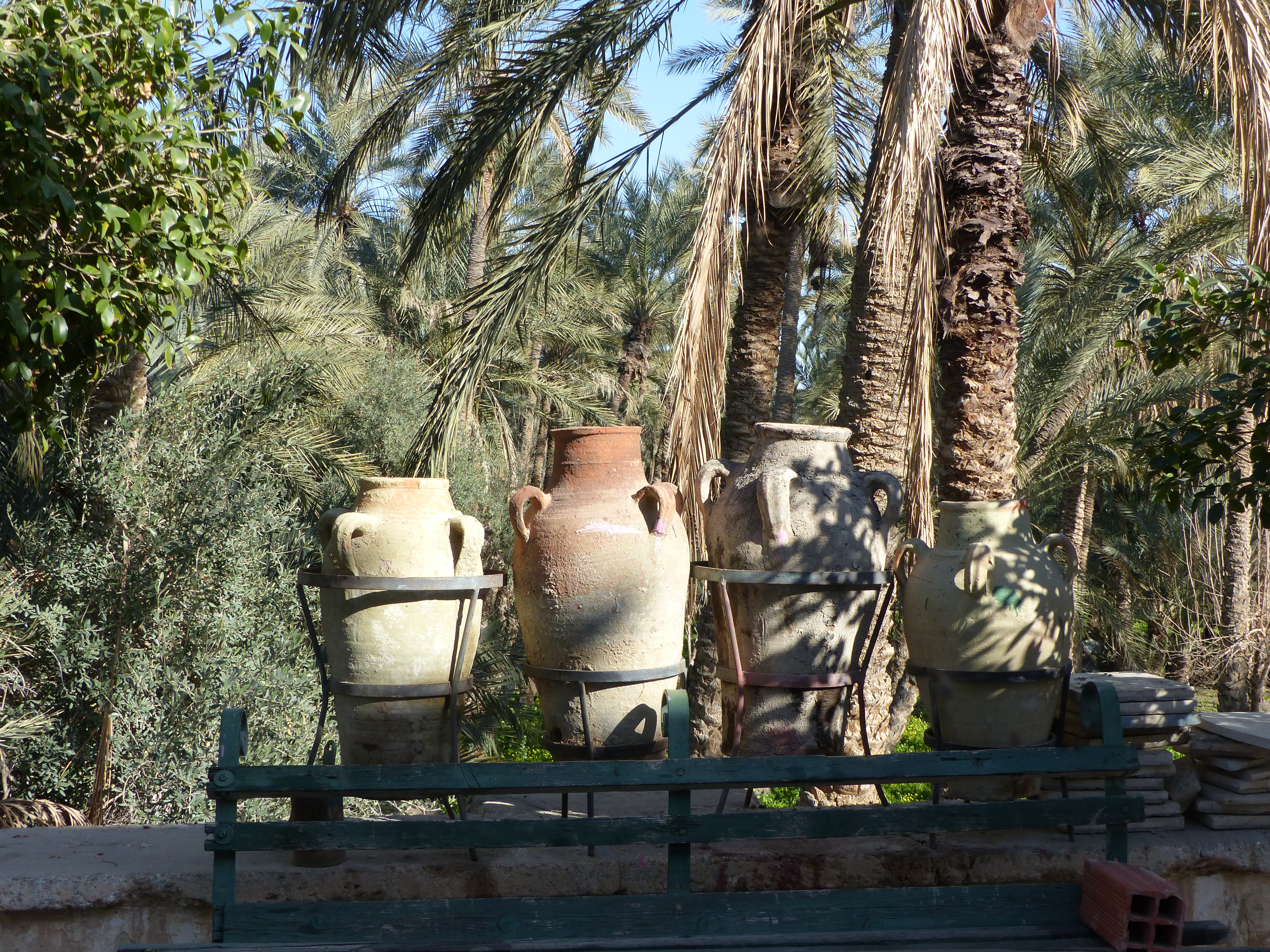
Jarres au bord de la route, près de la palmeraie, à Bled el-Hadhar.

L'usage de la brique traditionnelle y est rare. Il héberge une mosquée classée de style arabo-andalou et édifiée en 1193 par Ibn Ghaniya. Il abrite aussi le tombeau d'Ibn Chabbat.

#### Abbès
Le hameau d'Abbès, situé sur la même route que Bled el-Hadhar, se trouve à deux kilomètres au sud de Tozeur, au milieu de la palmeraie. Il est essentiellement bâti le long du chemin qui relie Tozeur au marabout de Sidi Bou Liffa. Il s'articule autour d'une placette comportant une épicerie. Le peuplement y est vraisemblablement très ancien. Sa mosquée a été reconstruite au XVe siècle.
Le marabout de Sidi Bou Liffa (un tombeau à coupole) y est accolé à un imposant jujubier, dont la légende locale voudrait qu'il ait été planté par Sidi Bou Liffa lui-même, et que ses racines s'étendent jusqu'à La Mecque, ce qui lui confère une certaine renommée au-delà de la région de Tozeur.
Ce hameau comporte aussi le jardin et le zoo du Paradis.

## Transports

### Réseau routier

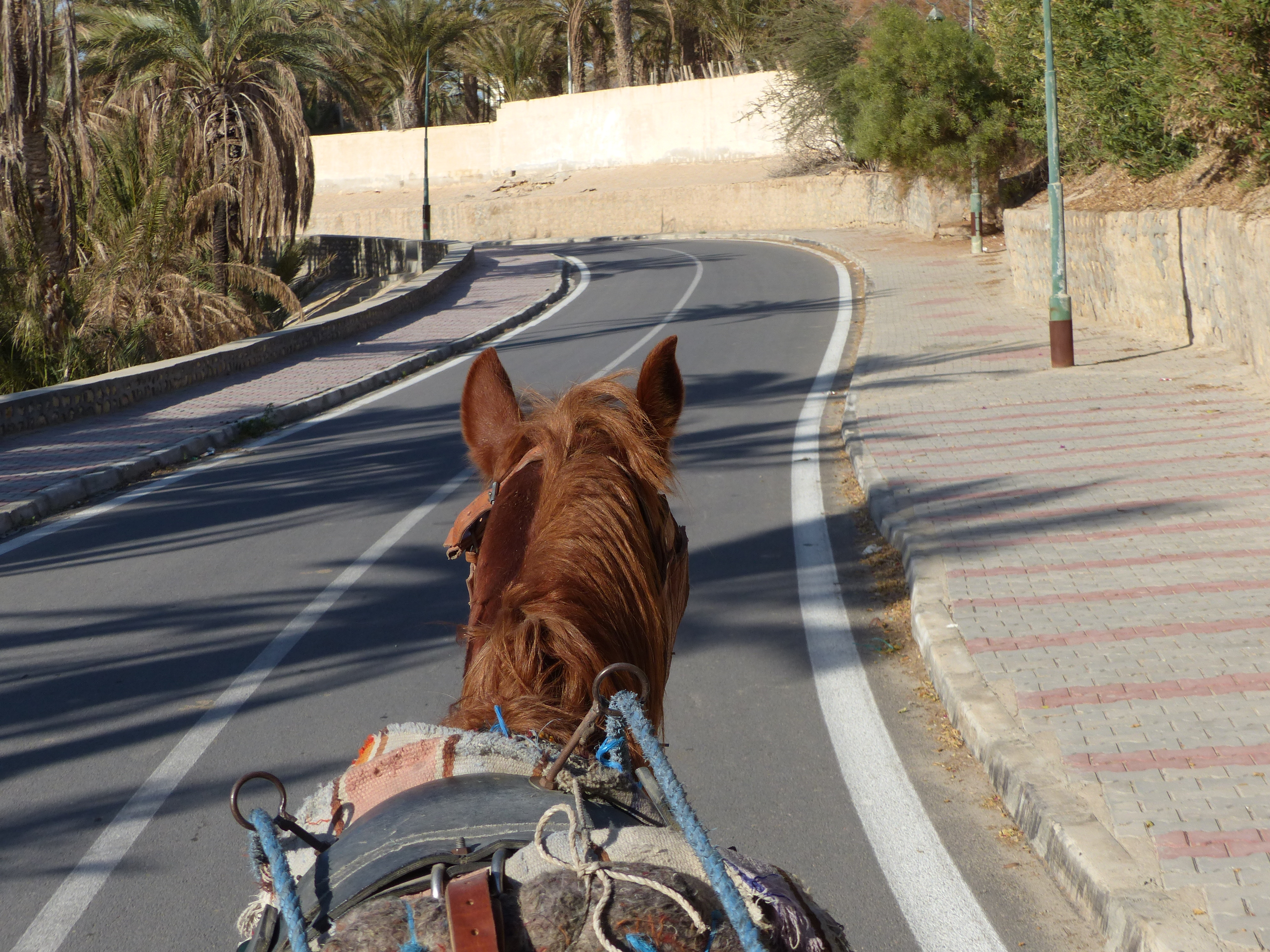
Vue sur la route de la zone touristique de Tozeur, depuis un attelage.

Les routes du Grand Sud tunisien (2004), en y incluant les grands axes de Tozeur, peuvent voir passer tous types de véhicules : vélos, mobylettes, voitures, taxis collectifs, ou encore charrettes à ânes,.
Le réseau routier de Tozeur est réputé d'excellente qualité et bien entretenu, avec une signalisation présente, résultat des investissements du gouvernement tunisien pour développer le tourisme. Les trois oasis de montagne dont fait partie Tozeur sont reliées entre elles par la route nationale 3 (RN3).
Tozeur dispose d'une gare routière située à 700 mètres de la gare ferroviaire, sur l'avenue Farhat-Hached, proposant des trajets en bus réguliers vers Métlaoui, Redeyef, Gafsa, Chebika, Tamerza et Kébili, ainsi que des trajets occasionnels vers Tunis, Kairouan, Sfax et Sousse. Il est également possible d'y trouver un louage pour les mêmes destinations.

### Réseau ferroviaire

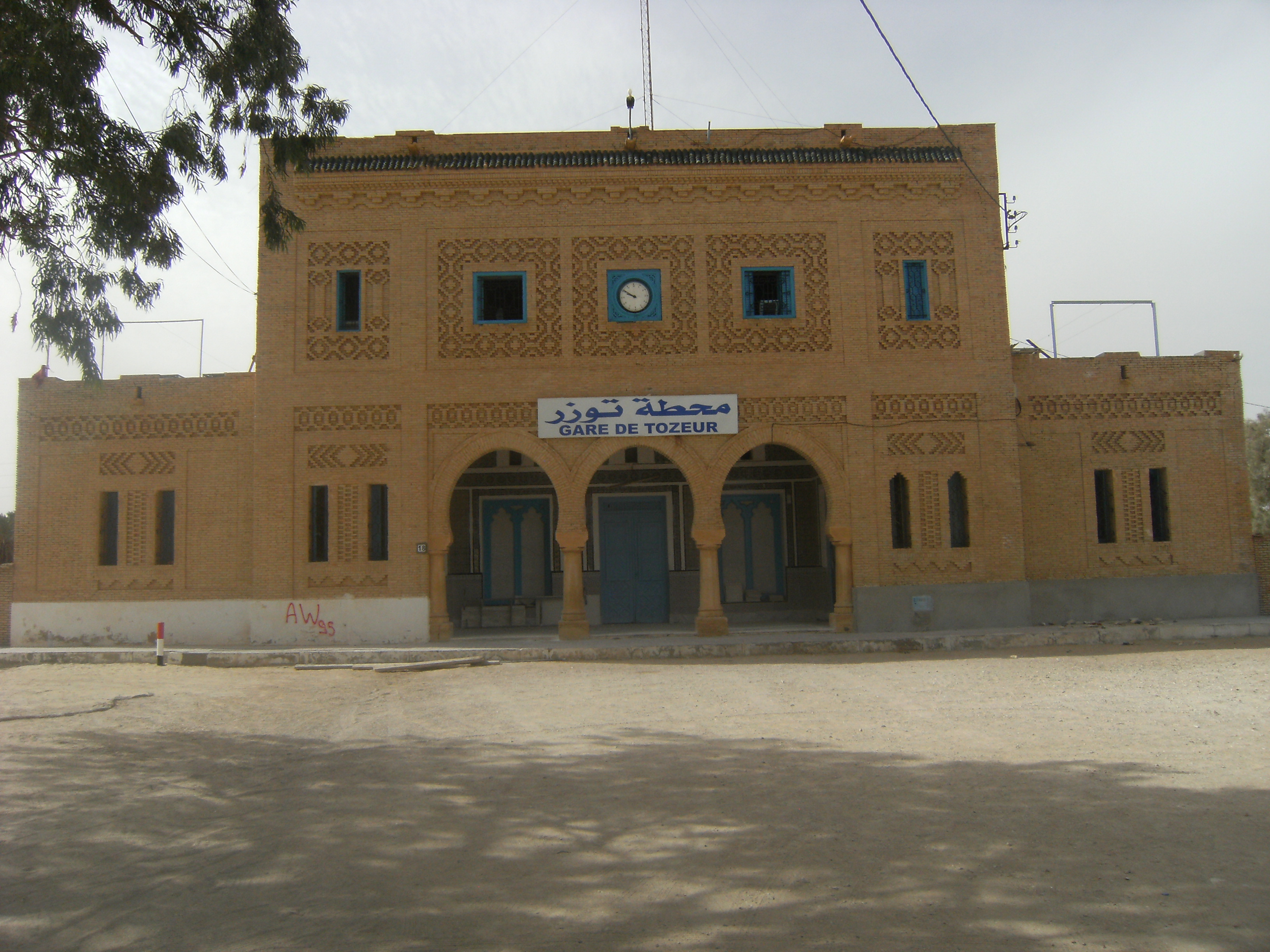
Façade de la gare de Tozeur, du côté des voies.

Le chemin de fer est arrivé à Tozeur en 1913 et la ville dispose depuis d'une gare. Deux trains par jour assurent une liaison avec Tunis en 8 h 30, en passant par Métlaoui, Sfax et Sousse. Cette ligne est interrompue en 2016, puis trois mois en 2017, en raison d'un sit-in dans la gare de Métlaoui, mais le trafic a repris depuis.

### Réseau aérien

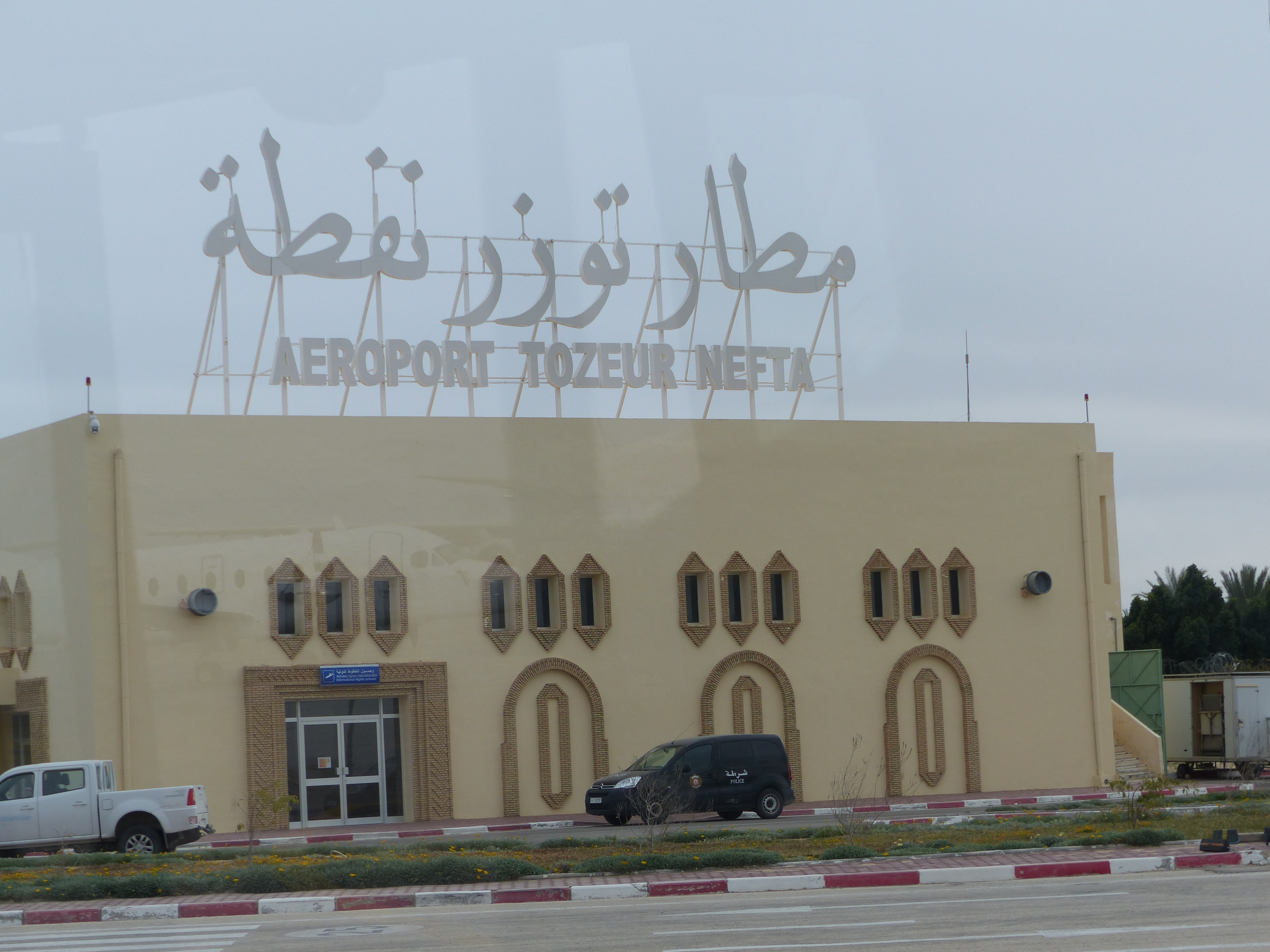
Aéroport de Tozeur.

L'aéroport international de Tozeur-Nefta est situé à 3 kilomètres au Nord de la ville. Voué aux vols charters, il n'atteint pas sa pleine capacité, avec 86 000 passagers en 2007, pour une capacité de 400 000.
Une liaison hebdomadaire de Tunisair depuis Paris reprend le 14 avril 2016 ; une liaison avec Lyon est proposée par cette même compagnie durant l'hiver 2018-2019. En mai 2019, le secrétaire général de l'Union régionale du travail de Tozeur, Mohamed Ali Hedfi, appelle à augmenter le trafic à l'aéroport de Tozeur afin de soutenir l'activité touristique dans la région, en programmant des vols directs depuis Djerba, Sfax et Milan.

## Démographie et ethnologie

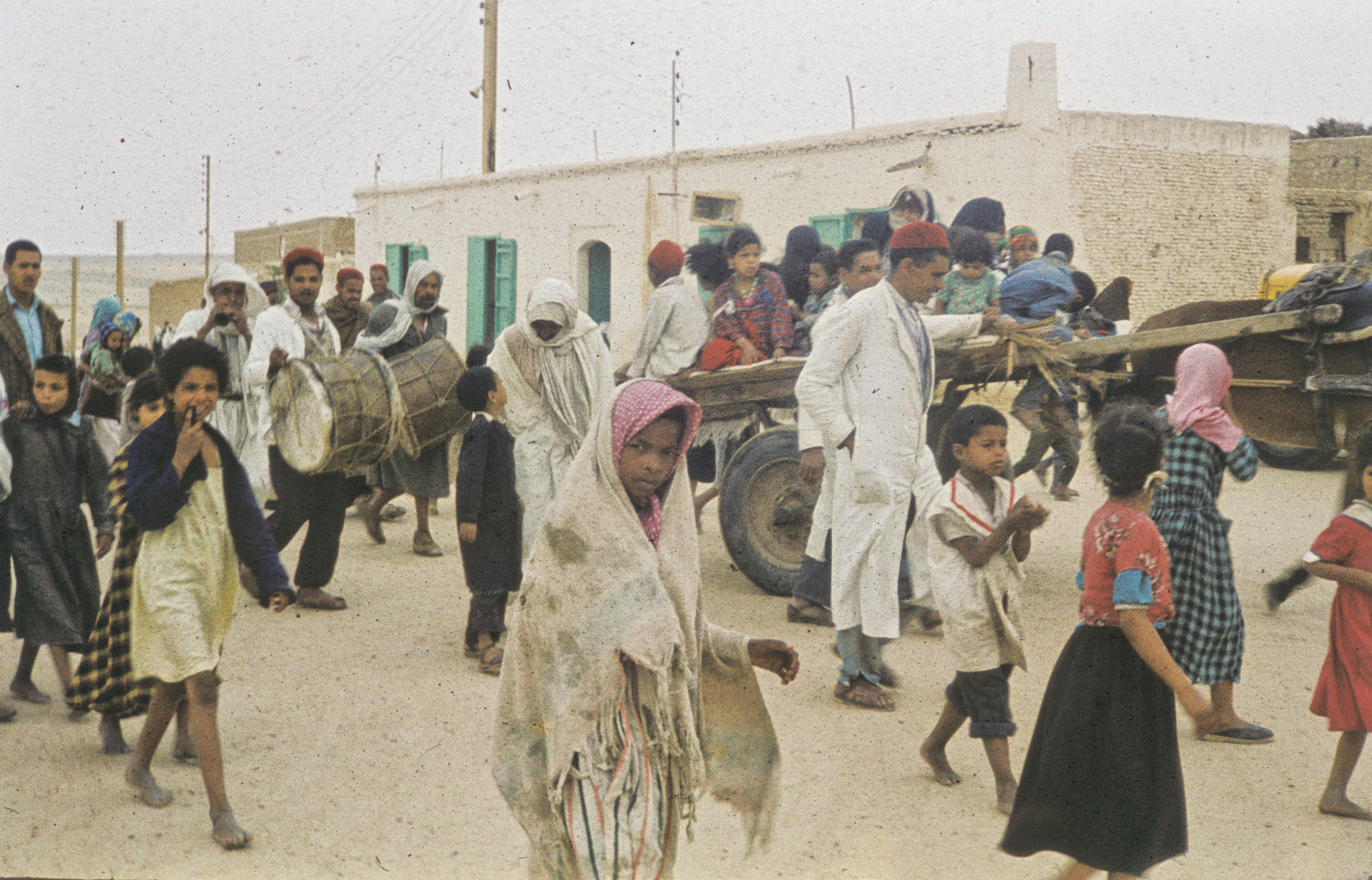
Habitants de Tozeur en 1960.

En dialecte local, les habitants de Tozeur se nomment eux-mêmes « tûzrî ». La population est restée très stable jusqu'au XXe siècle, soit entre 10 000 et 12 000 habitants.
La ville connaît une importante croissance durant les dernières décennies du XXe siècle, avec la sédentarisation définitive des pasteurs nomades, associée à un fort taux de natalité. Le tissu urbain de Tozeur reflète l'importance de cette sédentarisation, et son rôle dans la croissance de la population urbaine. Entre 1984 et 2008, le solde migratoire de Tozeur est positif, à l'inverse de celui des autres villes du Jérid tunisien. Cette croissance démographique récente contraste avec les autres foyers de peuplement du Jérid, mais place Tozeur dans la moyenne nationale tunisienne. Le gouvernorat de Tozeur est en effet l'un des moins peuplés de Tunisie. Tozeur rassemble à elle seule 40 % de la population de son gouvernorat.
Ce mouvement de sédentarisation, désormais achevé, a concerné essentiellement les nomades Rkârka, et plus largement Awlâd Sîdî Abîd, venus s'établir au Nord de la ville, dans les quartiers de Ras adh-Dhrâ° et d'Helba, tous deux situés derrière le cimetière Sîdî Abdel Rahim,. Ces nomades sédentarisés représentent environ 6 000 personnes, sur les 40 000 que compte Tozeur au début du XXIe siècle. Tozeur compte 37 365 habitants selon le recensement de 2014, dont l'âge moyen est de 31 ans.

### Ethnies

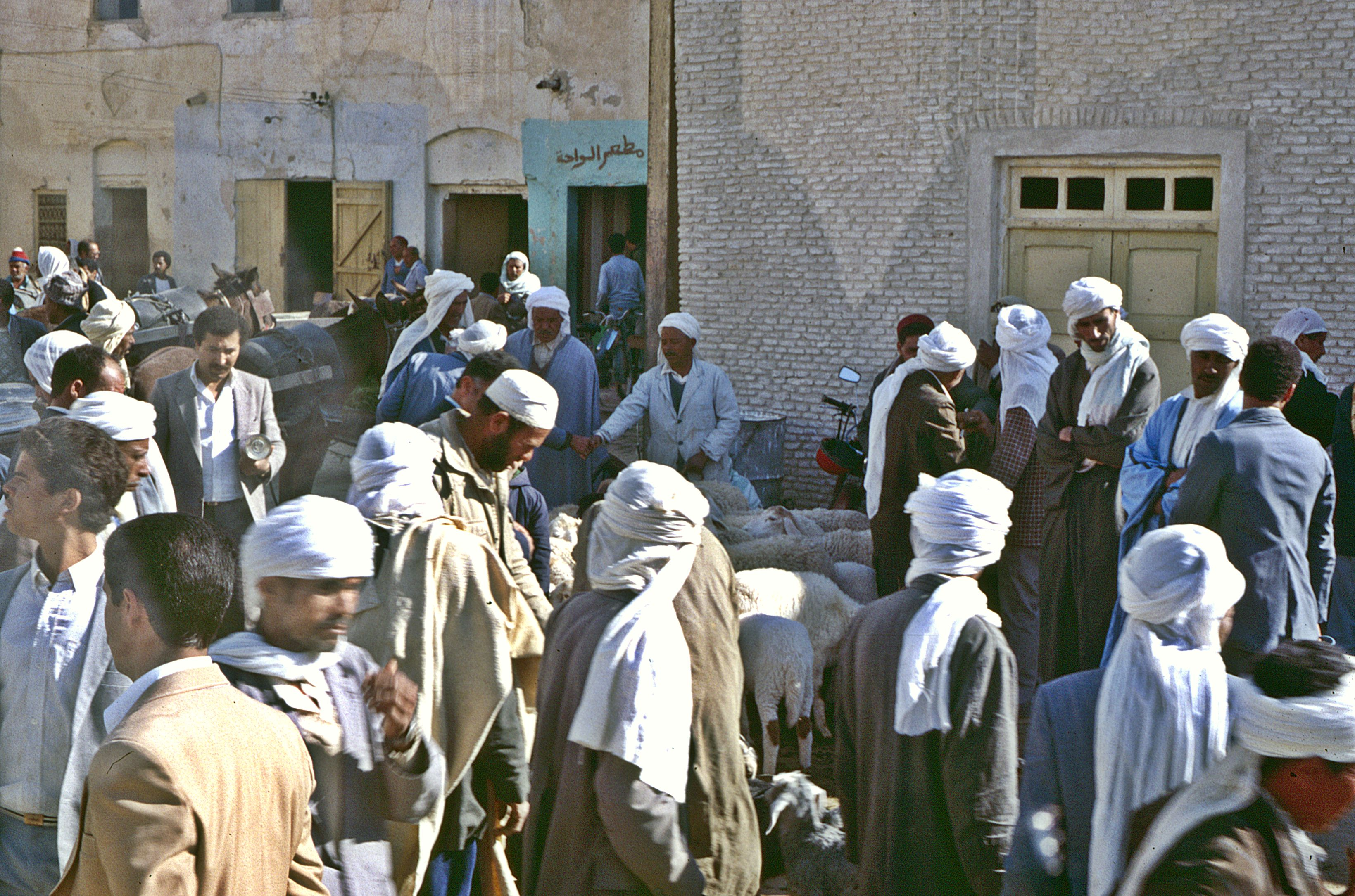
Fréquentation du marché de Tozeur en 1986.

Il existe des tensions tribales entre les Rkârka (singulier Rakrûki, ou « ceux qui vivent derrière le cimetière », d'après la description transmise par Nicolas Puig), et les Jéridis (singulier Jridîyya), habitants historiques du centre-ville, qui considèrent les Bédouins comme des étrangers,,. Les membres de ces deux ethnies se différencient par leur style vestimentaire — les hommes Rkârka portant souvent le long turban des Bédouins — et par des éléments de langage. Plus globalement, les tensions portent sur l'occupation des sols, opposant les sédentarisés de longue date et les derniers arrivants. Les Rkârka peuvent être insultés sur la base de leur origine rurale, de leur activité de bergers et d'éleveurs de dromadaires.
Tozeur accueille une petite population d'origine °abîd (anciens esclaves), ces personnes étant caractérisées par leur peau noire. Si cette origine issue de la subordination à un mâlek (propriétaire) est reconnue, l'évoquer peut-être une source de malaise.
Les familles de la tribu Ghrib vivent dans le quartier de Ras adh-Dhrâ°. D'après Nicolas Puig, les tensions ethniques découlent du fait que les Jéridis oasiens ont été presque marginalisés dans leur cité depuis la fixation des nomades.

### Mariages et système familial
La tendance est à la diversification dans le choix de son conjoint ou de sa conjointe : alors que les mariages concernaient autrefois majoritairement des personnes issues d'un même quartier ou d'une même famille, les deux tiers des mariages concernent des personnes éloignées du cercle familial et du lieu de résidence en 1996, et un mariage sur dix a lieu avec un cousin ou une cousine. Nicolas Puig signale aussi un affaiblissement du système patriarcal à Tozeur. Ce système reste davantage présent chez les Bédouins dont la sédentarisation est plus récente. Les « mariages mixtes » (entre Rkârka et Jéridi) sont très rares, les plus rares concernant les mariages des personnes des grandes familles (ashîra) avec d'anciens paysans (khammès) ou des esclaves noirs affranchis (usfân). La plupart des mariages sont décidés par les deux personnes concernées après une rencontre dans un lieu d'éducation (université), ou plus simplement dans la rue.
Traditionnellement, les femmes de Tozeur fréquentent peu les espaces publics urbains, à l'exception de celles des quartiers bourgeois (cafétérias, etc.) ; elles restent dans les espaces privés ou dans des lieux uniquement féminins, tels que le hammam.

## Culture

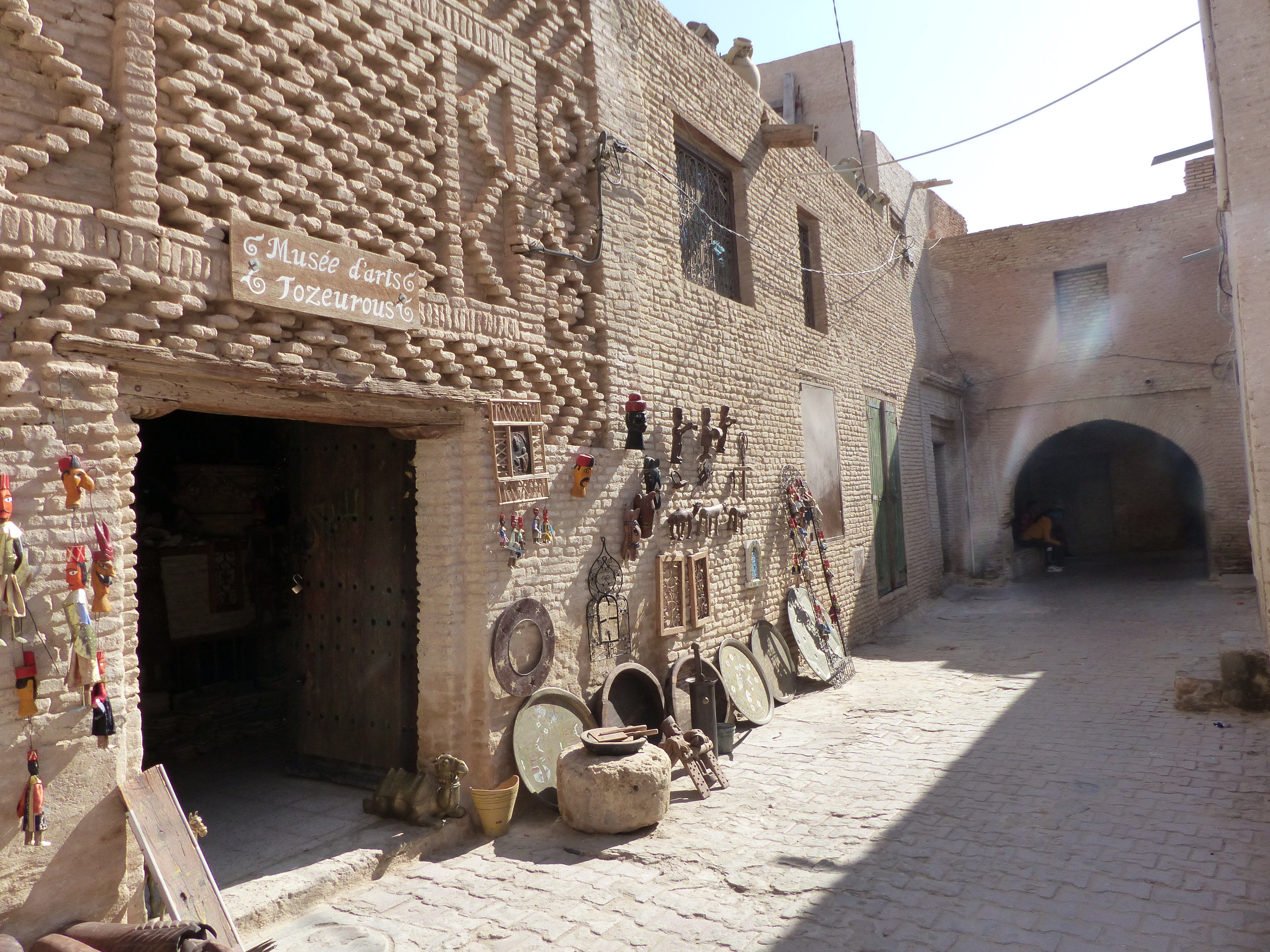
Musée des arts et traditions populaires de Tozeur.

Tozeur dispose d'un important patrimoine culturel, « composante essentielle » de la ville. La demande d'identité culturelle, qui découle des touristes, est satisfaite par différents acteurs locaux. Un risque de folklorisation pèse sur la culture de Tozeur.
Un petit musée des arts et traditions populaires est aménagé dans l'ancien marabout de Sidi Bou Aïssa, dans le quartier d'Ouled el-Hadef, proposant une reconstitution de chambre nuptiale et de cuisine traditionnelle. Dans la palmeraie, l'Eden Palm présente tous les produits fabriqués à partir du palmier-dattier (paniers, meubles, escaliers, cordes, chapeaux, charpentes, etc.).
Les oasiens de Tozeur ont l'habitude de boire du qashem (bû namûsa), fabriqué à base de sève de palmier fermentée, généralement en petit groupe dans les jardins,.
Le patrimoine architectural de Tozeur est mis en valeur dans plusieurs timbres postaux émis par la Poste tunisienne : l'un édité en 1956 représente une mosquée, un autre est édité en 1975 à l'occasion du Festival des arts populaires de Carthage, enfin un autre daté de 1981 montre la médina.

### Musée Dar Cheraït
Le musée Dar Cheraït est le premier musée privé tunisien, fondé en 1990. Bien que peu centré sur la vie locale, il abrite une collection de nombreuses œuvres d'art et d'ustensiles témoignant de la vie des familles tunisiennes au cours des différentes époques,. Il est attenant à un restaurant, un café et des appartements de luxe.

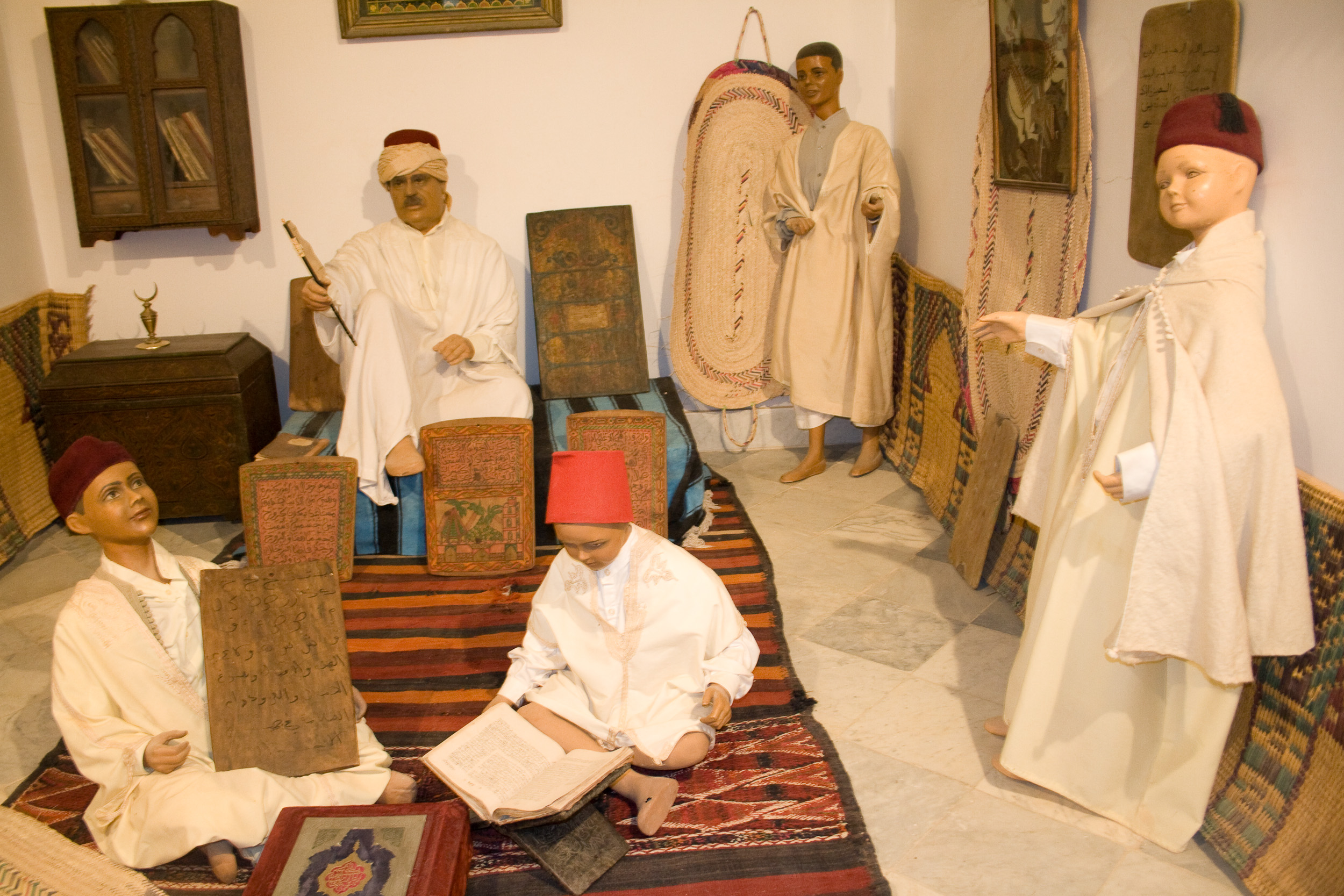
Représentation du kouttab (école coranique).
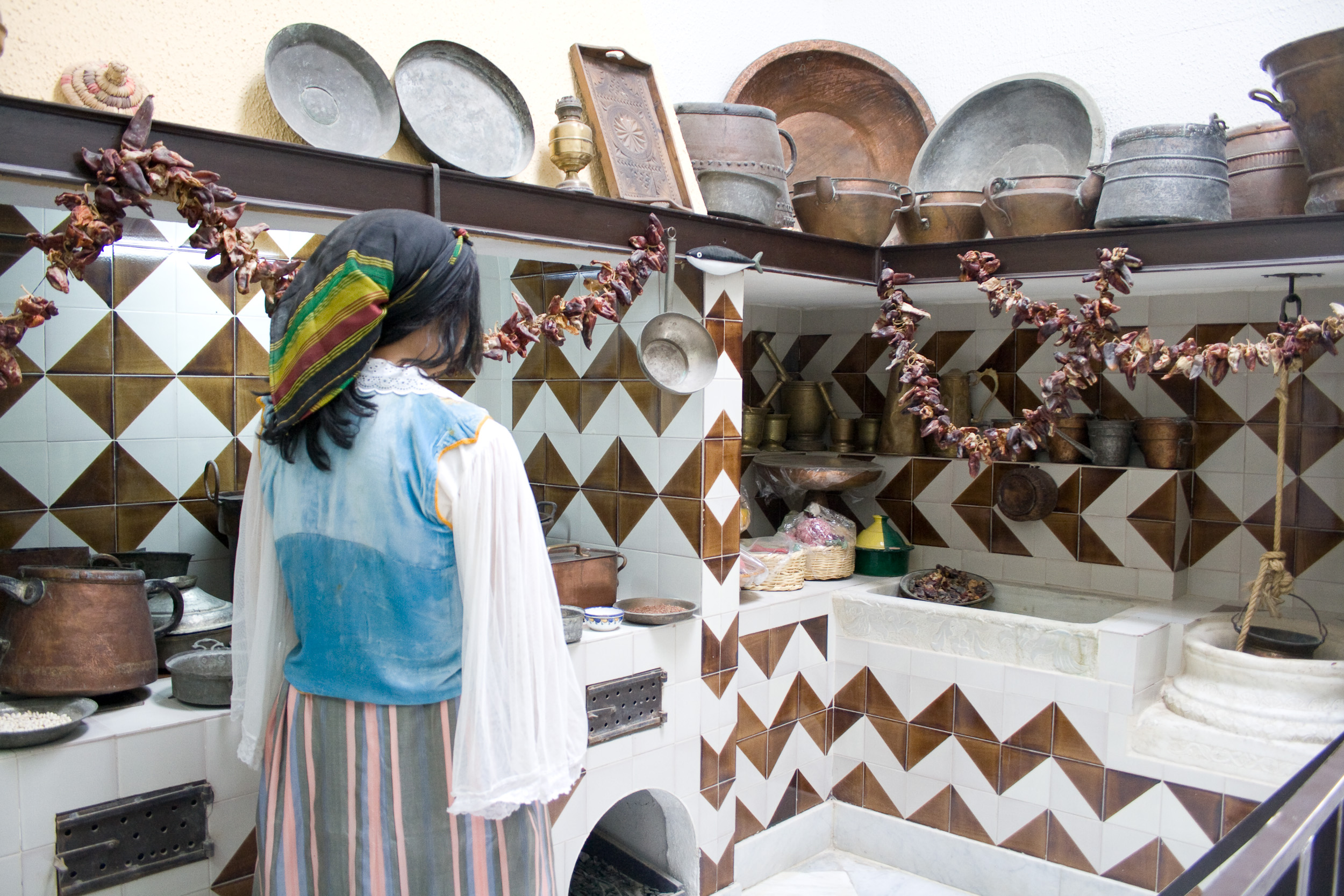
Représentation de la cuisine.
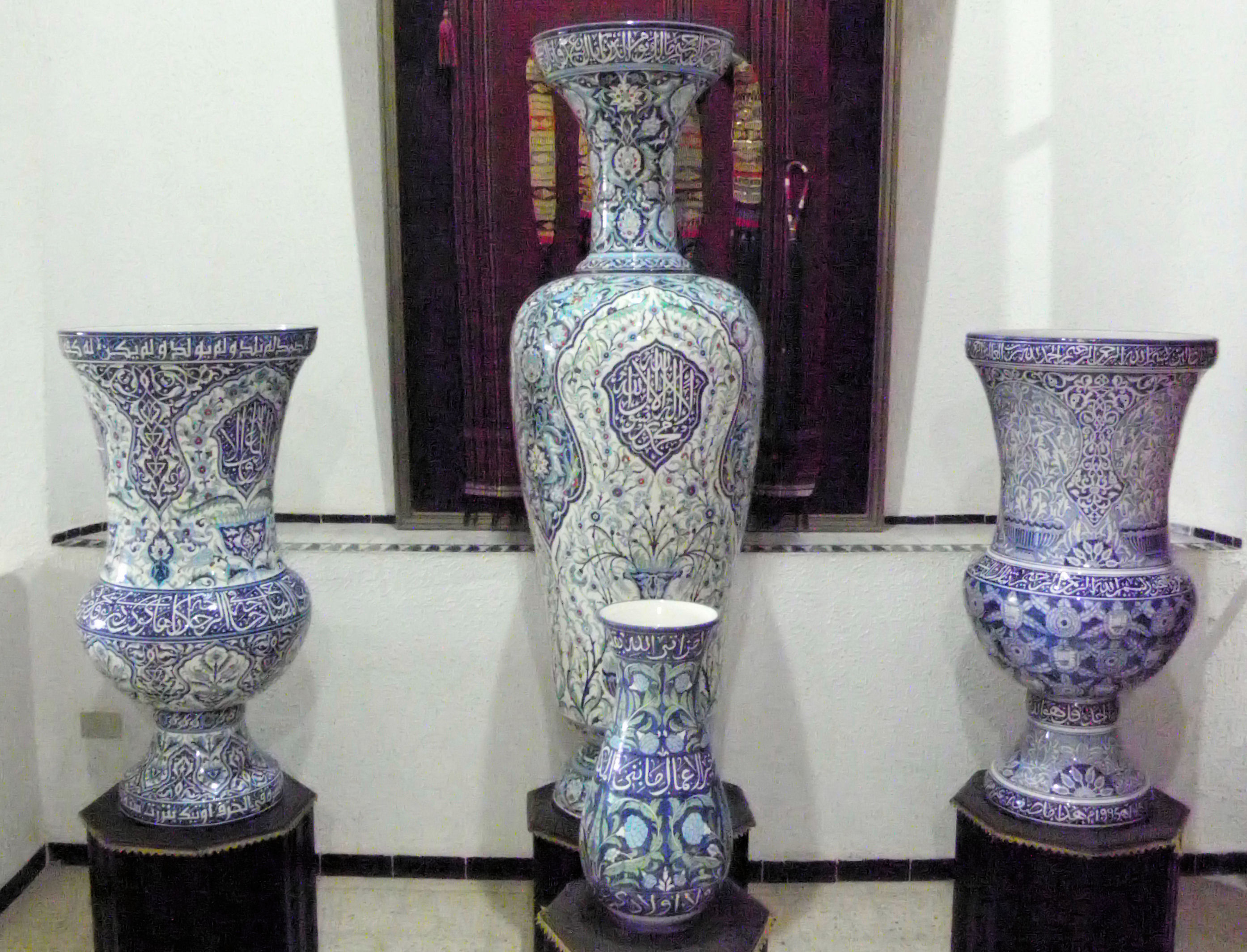
Série de vases.
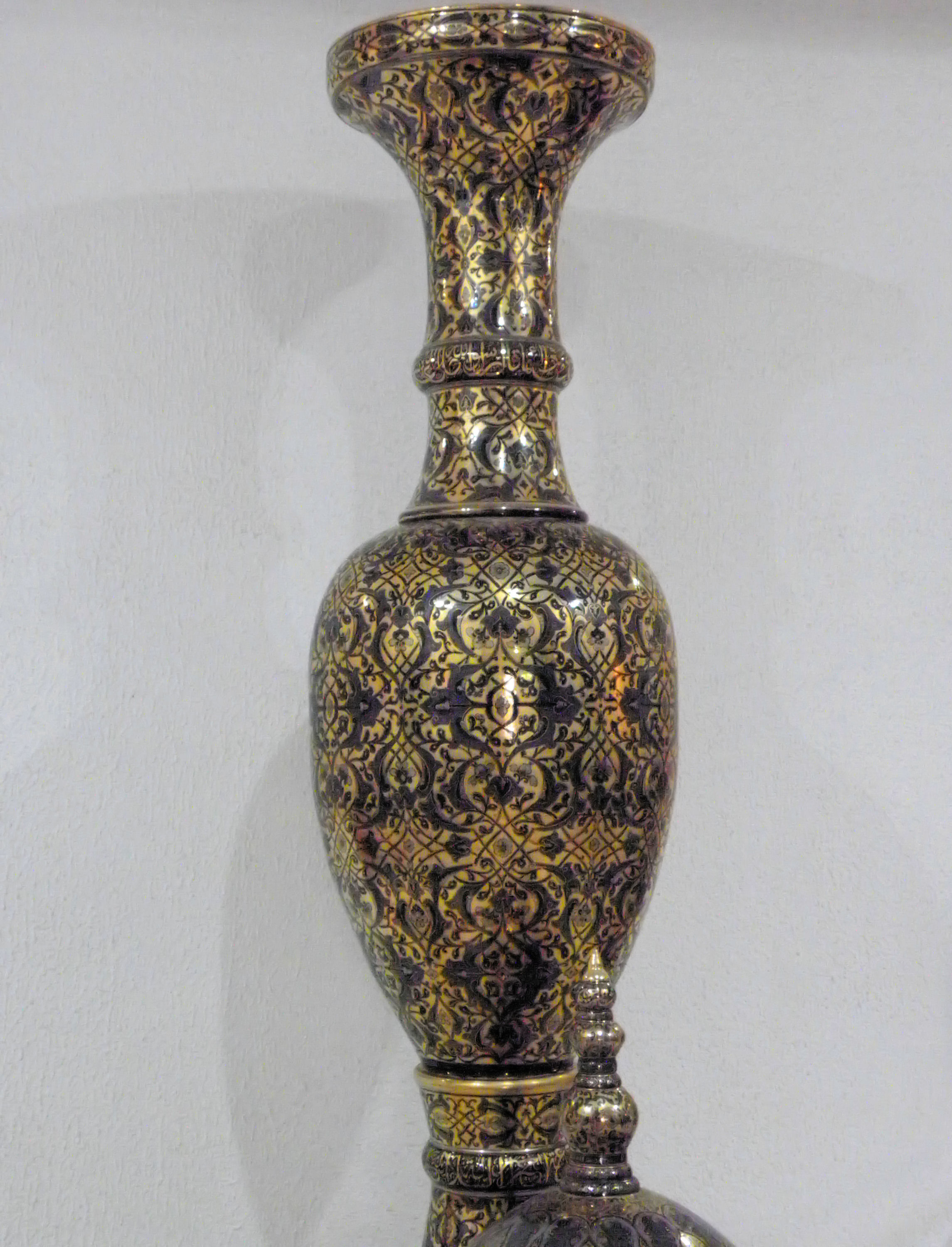
Jarre.

### Chak Wak
Le parc de loisirs Chak Wak, imaginé par Abderrazak Cheraït (dont le nom provient d'une île fantastique des Mille et Une Nuits), présente l'histoire de la Terre à travers des sculptures, celle de l'homme, ainsi que des différentes religions et leurs miracles.

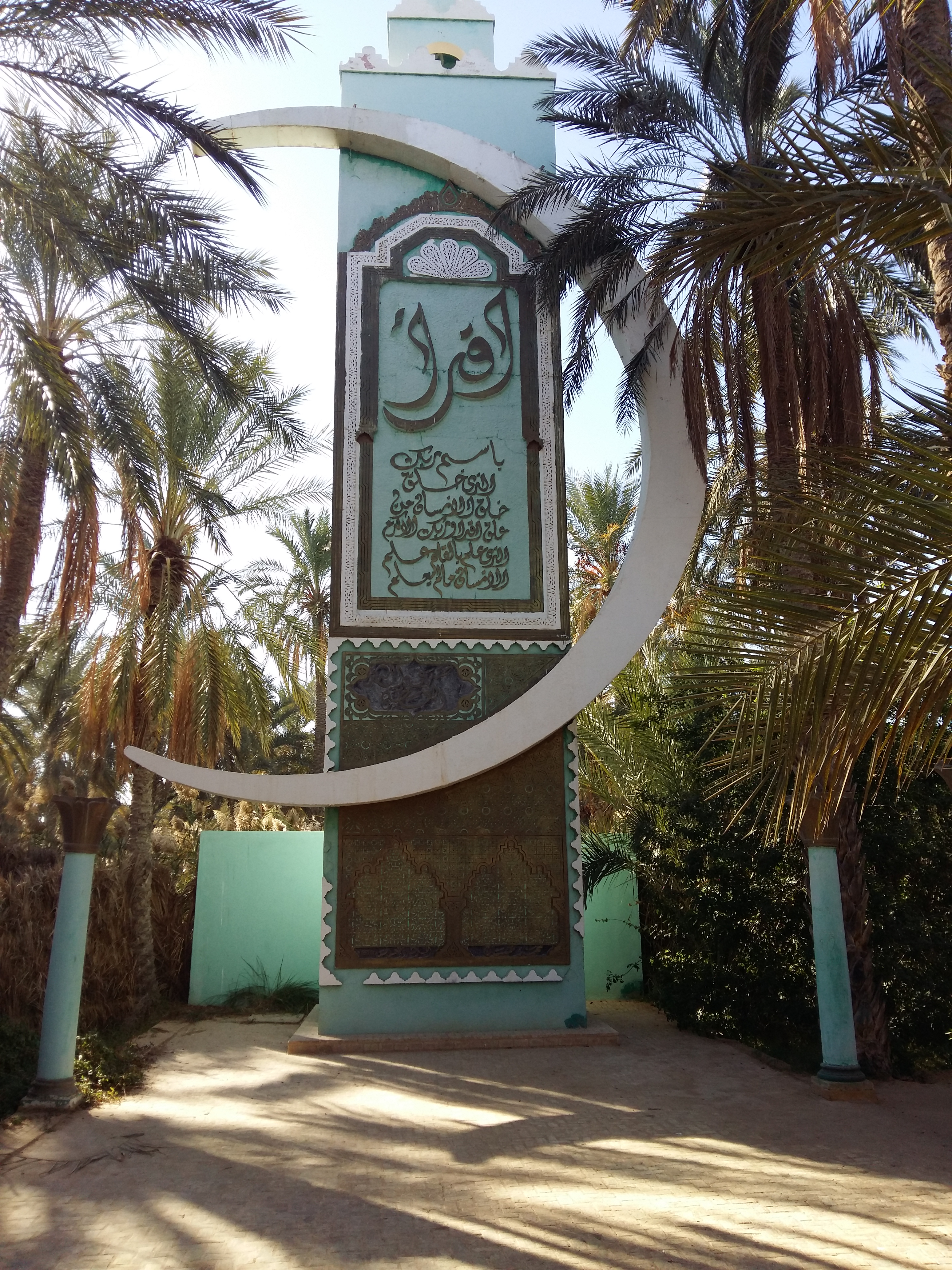
Sculpture.
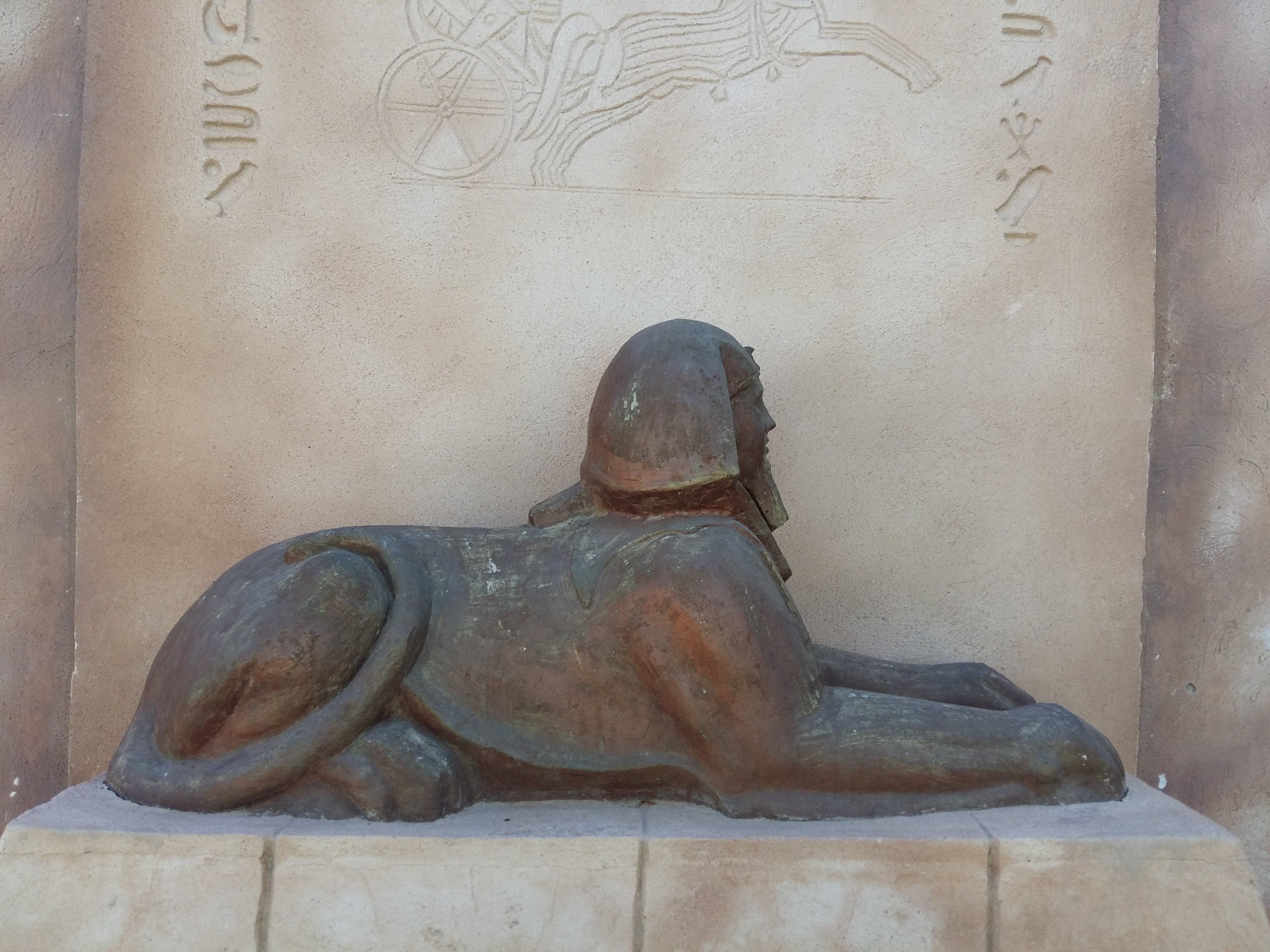
Sculpture.
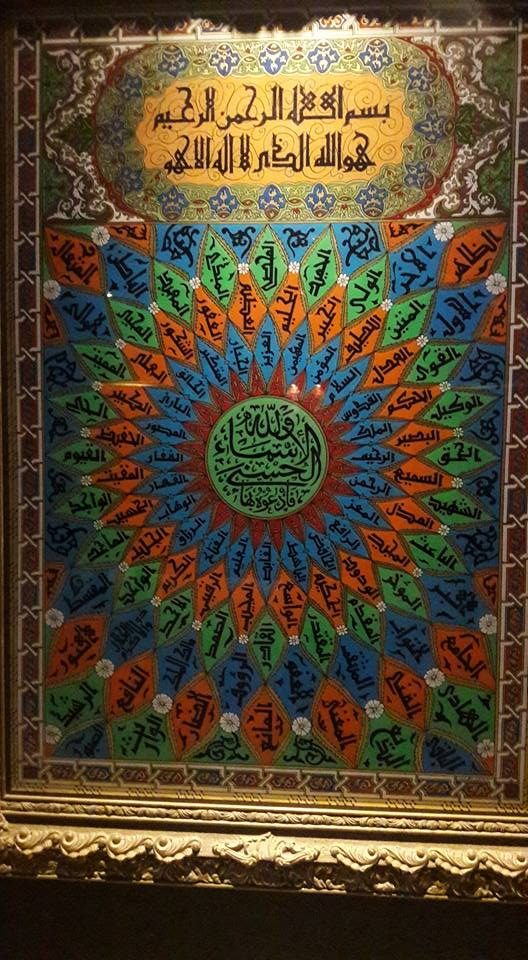
Histoire des prophètes.
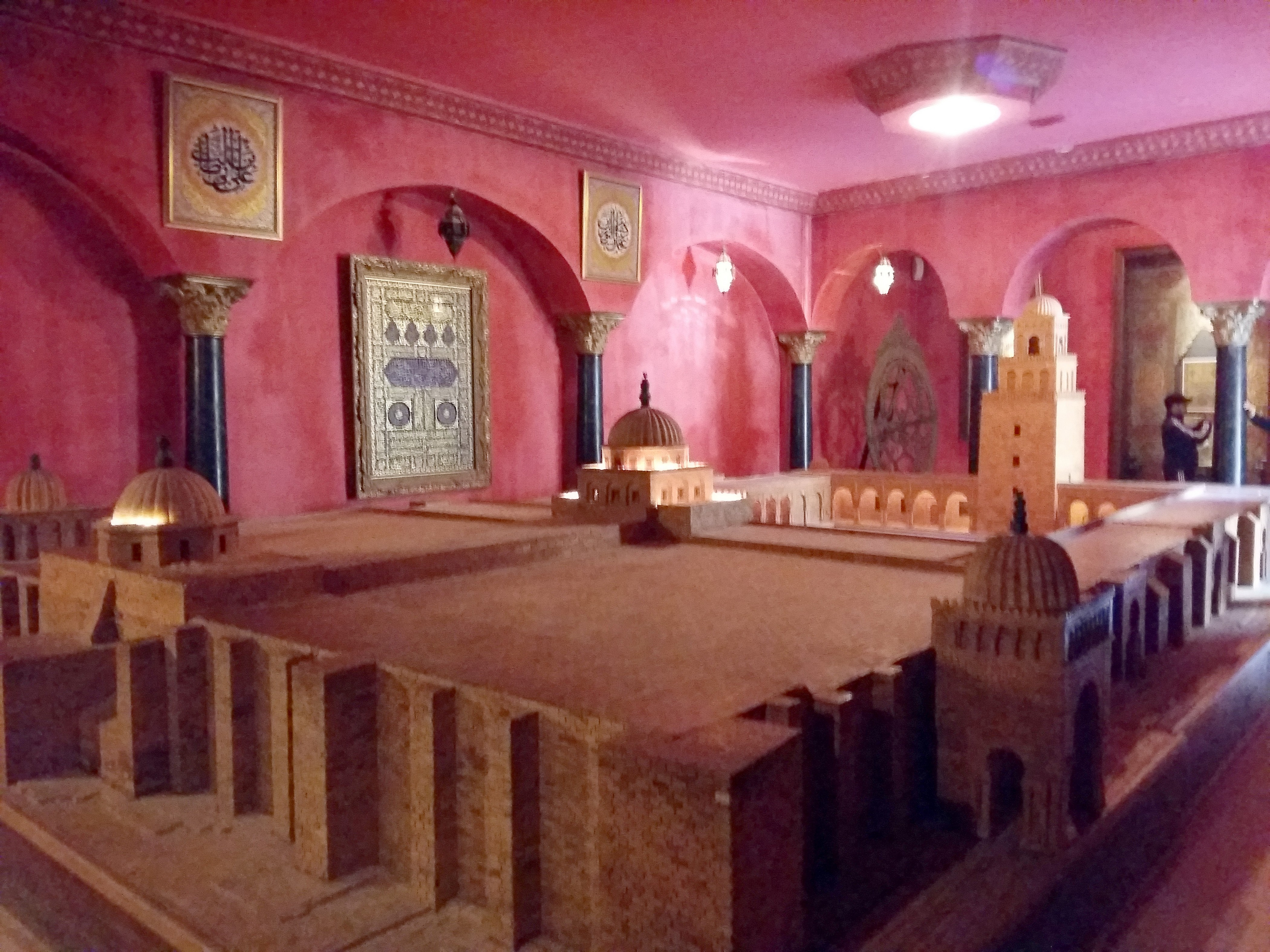
Maquette de la grande mosquée de Kairouan.

### Zoo du Sahara et jardin du Paradis

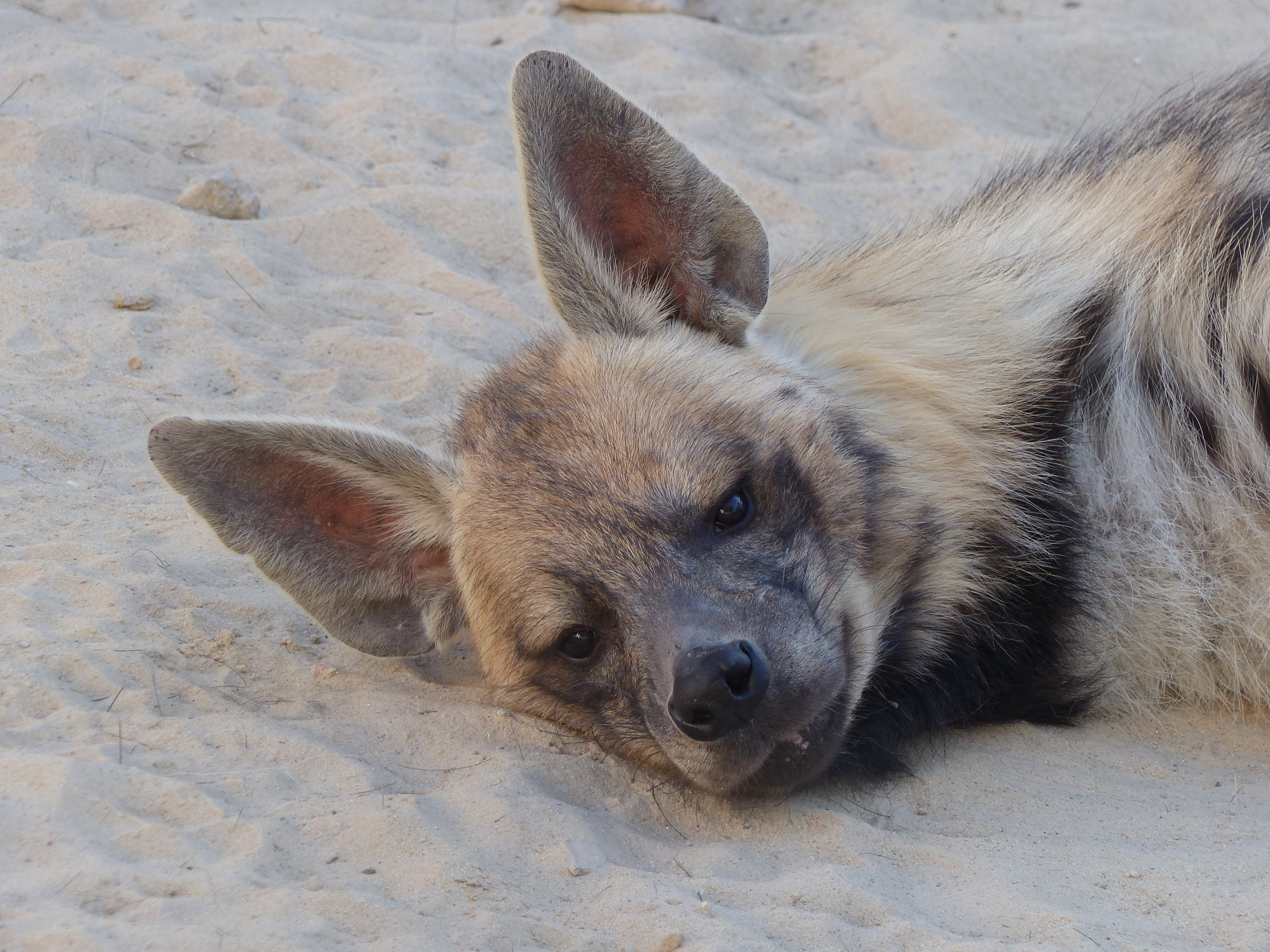
Hyène rayée au zoo de Tozeur.

Le zoo du désert (ou « zoo du Sahara ») héberge plusieurs animaux propres à cette région : serpents, scorpions, fennecs, gazelles, hyènes, couple de lions et des dromadaires, dont Ali Baba, réputé pour boire du Coca-Cola à la bouteille,.
Il est accolé au « jardin du Paradis », créé en 1936, et également nommé dans un objectif touristique pour répondre à l'imaginaire occidental du désert. Ce jardin contient des abricotiers, palmiers, bananiers, bougainvilliers, et du jasmin.

### Dialecte tozri
La socio-linguiste Lucienne Saada décrit l'arabe dialectal parlé à Tozeur, en le nommant tozri, et en insistant sur la gestualité rituelle qui accompagne le parler. Parmi les deux dialectes de la région du Jérid, celui de Tozeur appartient à la famille zànûb al gârbi (par opposition au zànûb as sarqi). L'intercompréhension entre le dialecte tozeurois et celui de Tunis est presque parfaite.

### Mythes, contes et légendes

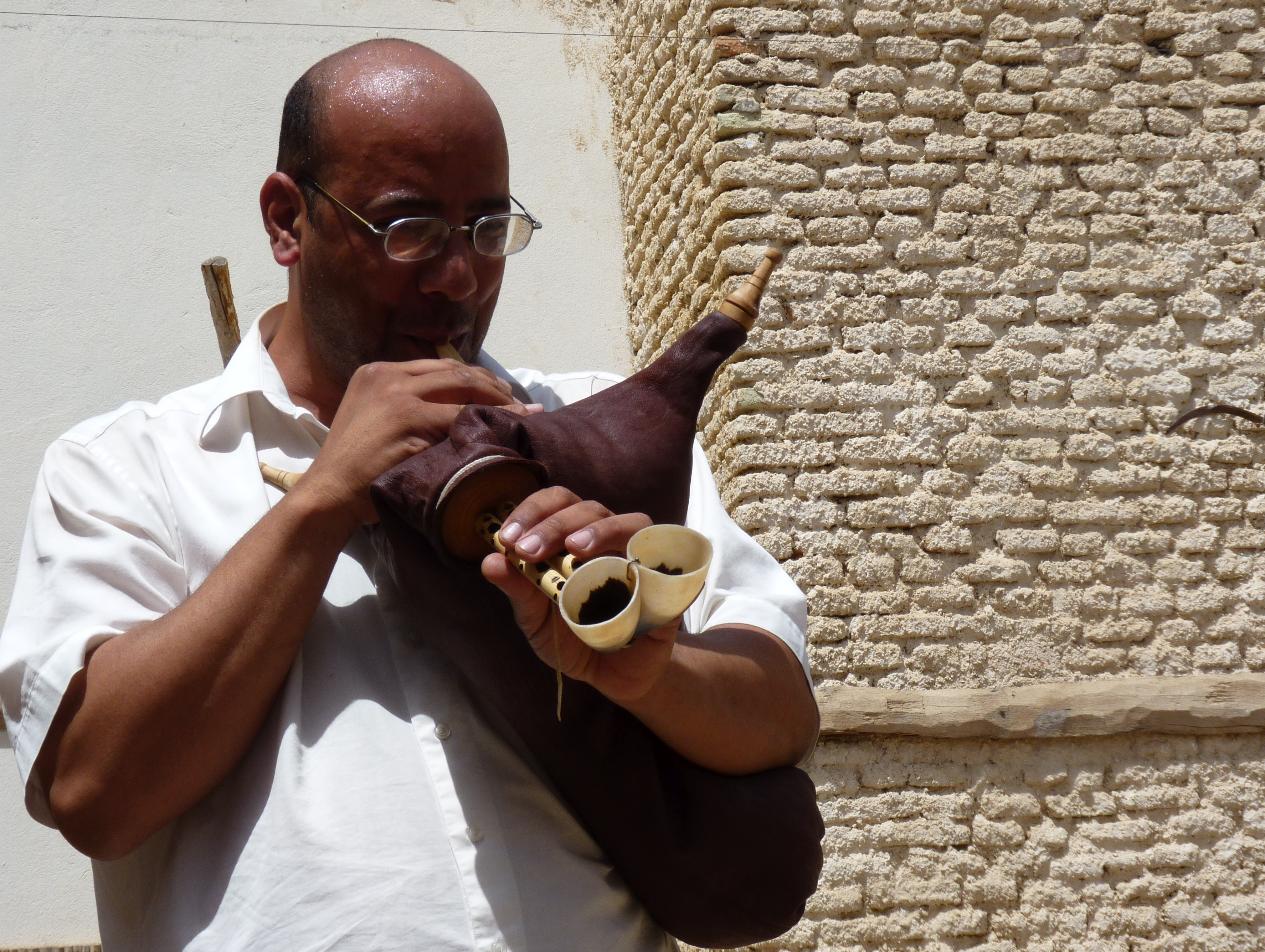
Joueur de mezoued à Tozeur, en 2010.

Comme d'autres localités du Jérid, malgré la pratique revendiquée d'un islam moderne, Tozeur a ses histoires surnaturelles, la croyance aux esprits et en un monde invisible étant souvent évoquée.
Ces histoires sont racontées par des habitants, qui évitent en parallèle d'aborder la question de la croyance. L'une d'elles, consignée en 1995, raconte qu'un khammês (paysan) devait irriguer son jardin à quatre heures du matin, accompagné d'un ami : lorsqu'il entend frapper à sa porte, par deux fois, il se retrouve en compagnie d'un esprit ayant l'apparence de son ami, qui finit par se volatiliser. Une autre parle d'un jardin nommé ghâba sâba rjêl (« jardin des sept hommes »), dans lequel vivait un grand serpent, zoregî, qui a tué sept hommes avant que le huitième puisse déguiser un tronc de palmier en homme et tuer le serpent grâce à cette ruse.
Le conte oral, dont l'un des exemples ayant pour cadre Tozeur s'intitule Le mystère des trois dormants, s'introduit avec des formules telles que « il était une fois un sultan », puis se conclut avec des formules comme kemlet hàdikà lahkàyà (« c'est tout, c'est là l'histoire »), ou ufift (« le conte est terminé »). Henri Gougaud cite l'histoire d'Ali, considéré comme saint dans la région, qui s'est un jour assis près d'un bus de Tozeur dont le chauffeur avait refusé de lui laisser une place faute d'argent pour la payer : le bus n'a pu repartir avant qu'il n'ait pris place à bord.

### Festival international des oasis

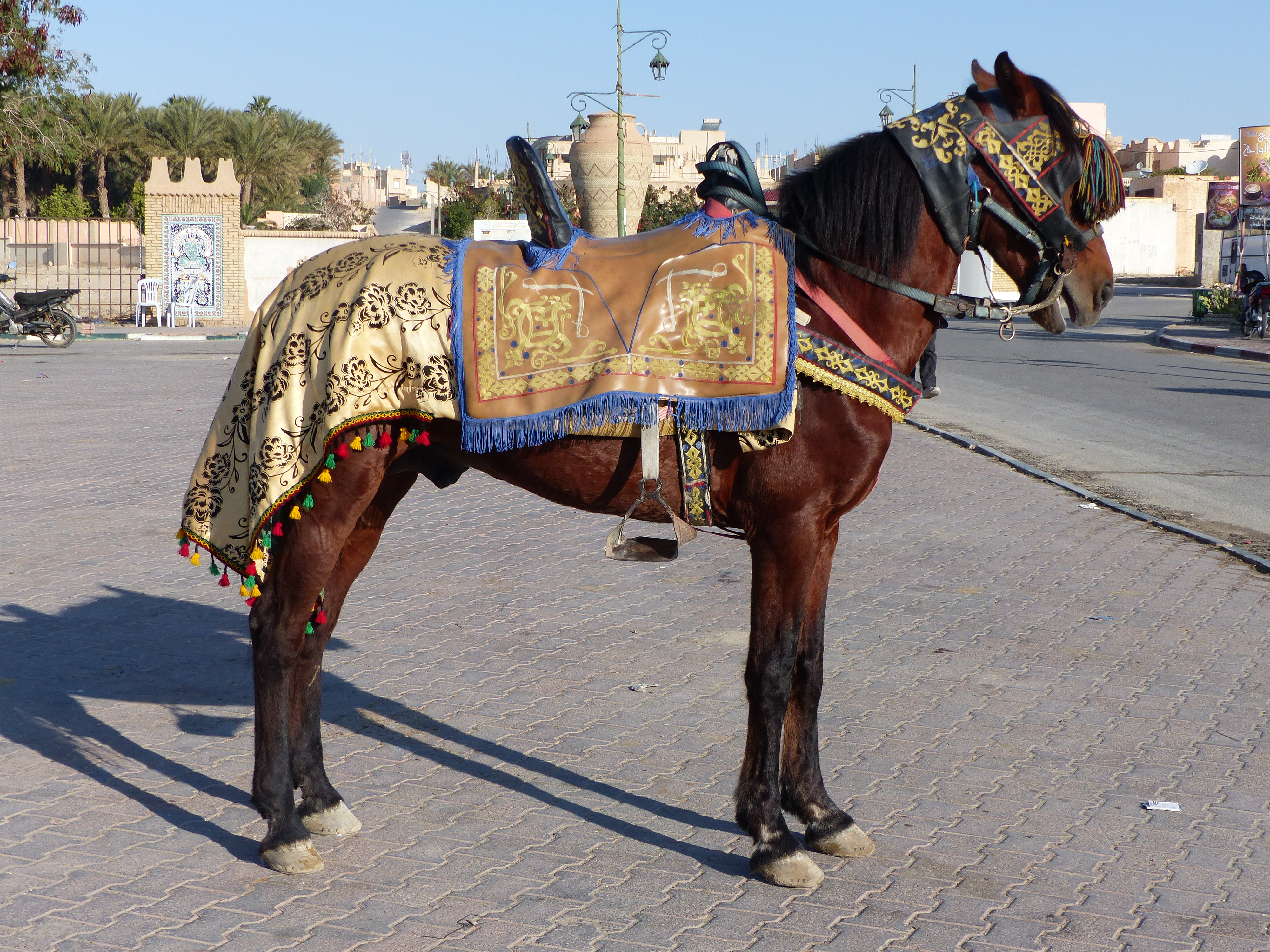
Cheval paré pour un spectacle.

Organisé chaque année au mois de décembre, le Festival international des oasis a fêté sa 40e édition en 2018. Il attire des touristes tunisiens, mais aussi algériens et européens.
Sur quatre jours, il met en valeur la culture cavalière bédouine, avec organisation de courses de dromadaires et de chevaux, et reconstitutions de scènes de la vie nomade,. Il propose aussi des animations de rue, concerts, défilés et joutes de poésie. Selon Nicolas Puig, ces festivals entretiennent une image « fantasmée » de la société saharienne et de la « fierté bédouine ». Les danses des éleveurs Ghrib et le dressage de la tente bédouine répondent ainsi davantage à une attente locale urbaine et à une demande des responsables politiques pour créer de l'animation, qu'à une tradition véritable.

## Enseignement

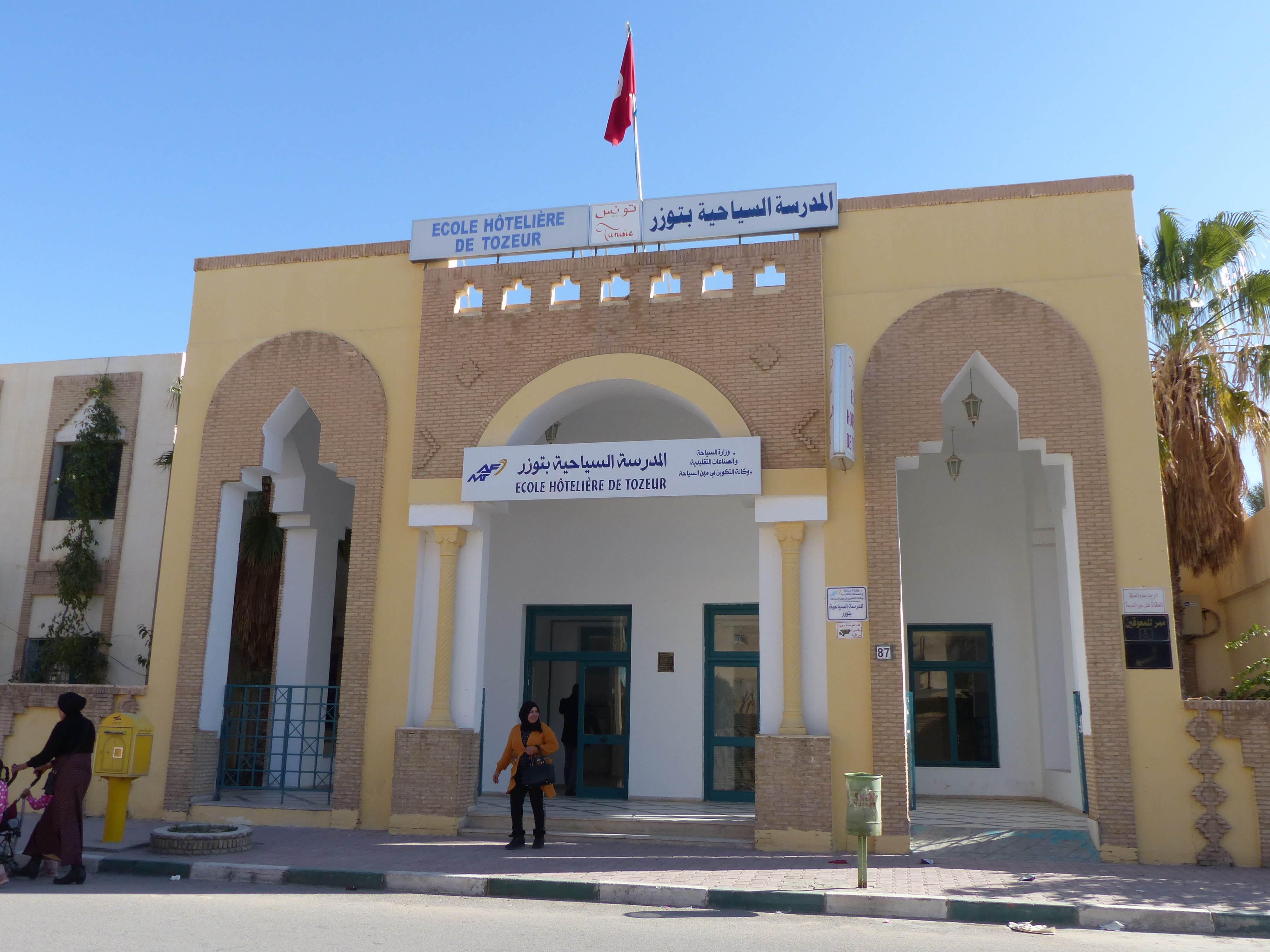
École hôtelière de Tozeur.

Le taux de scolarisation dans la délégation de Tozeur s'établit à 98,1 % en 2014. Parmi les structures d'enseignement à Tozeur, on compte le collège Ibn Chabbat, et le lycée Abou-El-Kacem-Chebbi,, premier lycée du gouvernorat de Tozeur créé en 1966. Il accueillait 1 126 élèves pour l'année scolaire 2015-2016, suivant les cours dispensés par 125 professeurs.
Tozeur dispose d'une école hôtelière formant aux métiers de l'hôtellerie et du tourisme, mais aussi aux langues vivantes et à l'informatique ; le but de cette école est d'aider au développement du tourisme dans la région. Un don du Japon début 2015 permet d'améliorer les équipements de cuisine. Elle reçoit par ailleurs une visite de la ministre du Tourisme, Selma Elloumi, en novembre 2015.
En mars 2019, Tozeur accueille la deuxième conférence internationale sur l'éducation, consacrée à l'abandon scolaire, à laquelle participent des chercheurs et professeurs universitaires issus de différents pays arabes.

## Politique
Le 15 mars 1956, une délégation spéciale est nommée à la tête de Tozeur, qui est présidée par le khalifat Sadok Djeffal ; le premier conseil municipal de l'histoire de Tozeur est élu l'année suivante. Ses prérogatives portent sur les travaux, la jeunesse, les sports, la culture, les relations extérieures, les associations, les relations économiques, les affaires sociales, la santé, la propreté, la protection de l'environnement, les affaires administratives et financières.
Abderrazak Cheraït, maire de Tozeur de 1995 à 2008, en a fait un pôle touristique et culturel majeur. Comme dans toute la Tunisie, Tozeur connaît une situation politique très instable à la suite de la révolution tunisienne de 2011. Les premières élections qui ont suivi permettent à deux députés d'Ennahdha, sur les quatre que compte le gouvernorat de Tozeur, d'être élus à l'Assemblée constituante en octobre 2011.
La section locale d'Ennahdha à Tozeur organise des « sessions de réflexion » autour de questions d'actualité en s'appuyant sur le Coran et les hadîths, une méthode nommée ijtihad.
Ali Hafsi Jeddi, homme d'affaires, ancien dirigeant de Nidaa Tounes et de la Fédération tunisienne de football, est élu maire à la tête de la liste indépendante Espoir et travail face au candidat d'Ennahdha, Mufdi Jeddi, à l'issue des élections municipales de 2018. À la suite de son élection comme député de la circonscription de Tozeur à l'Assemblée des représentants du peuple, l'indépendant Abdelaati Bey est élu maire à l'âge de 34 ans.

## Économie

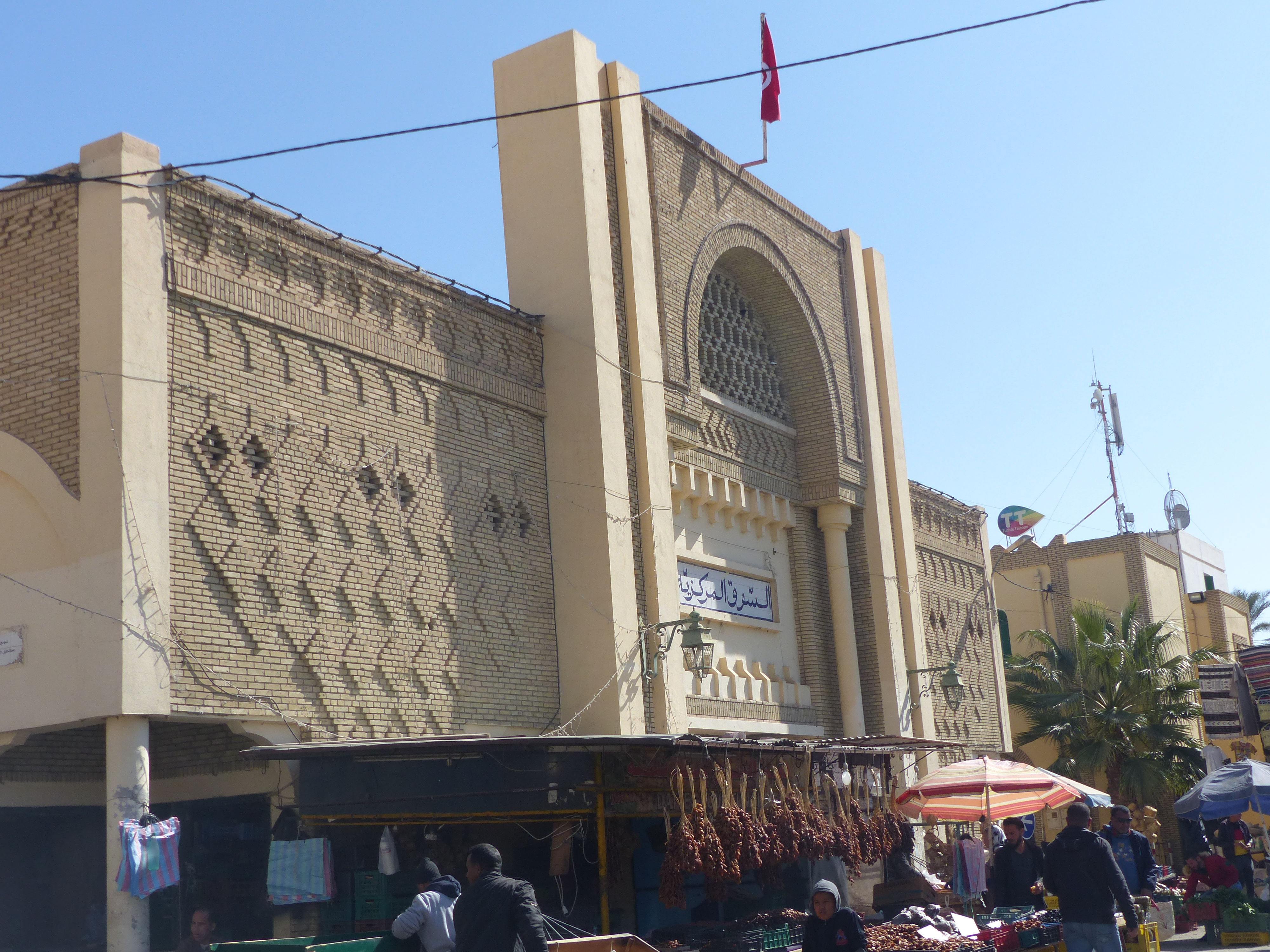
Marché couvert de Tozeur.

L'agriculture représente le principal secteur économique de Tozeur, suivie par le tourisme, qui lui fait concurrence pour l'accès aux ressources aquifères. Tozeur vit surtout de la monoculture du palmier-dattier. Selon Claude Llena (dans son article de 2004) la situation des agriculteurs s'est fortement dégradée au XXe siècle, car l'eau est « devenue un bien comme les autres », payant, conduisant nombre d'agriculteurs à travailler dans le tourisme. D'après Abdelaziz Barrouhi, 90 % de la consommation en eau de la ville reste liée à l'agriculture.
Le taux de chômage dans la région de Tozeur est l'un des plus élevés de toute la Tunisie, s'accompagnant de problèmes de pauvreté et de développement. Le travail dans les palmeraies étant pour l'essentiel saisonnier (entretien, fécondation et récolte), il autorise une deuxième activité pour les ouvriers agricoles. Hormis le tourisme, les autres activités sont peu nombreuses et peu organisées. Des femmes tissent des tapis, couvertures et vêtements artisanaux de manière traditionnelle. Le commerce est généralement une activité de complément.

### Cultures végétales

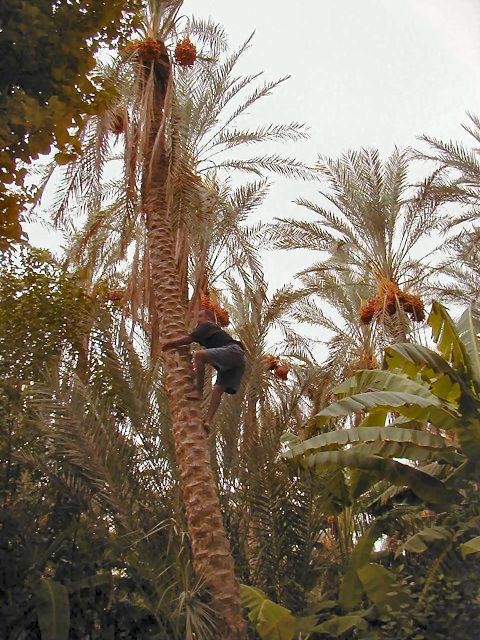
Travailleur sur un palmier-dattier.

Les palmeraies de Tozeur sont différenciées entre les anciennes (jar) et les nouvelles, nommées numru (numéro) et huktar (huktarât au pluriel), désignant les lots distribués aux agriculteurs Ghrib, situés au sud du chott,,,. Les plus anciennes palmeraies ont probablement été plantées dès l'Antiquité. Les trois jar de Tozeur sont Abbas (jar °abbâs) au Sud-Ouest, al-Wasat (jar el-wasat, soit « le milieu ») et ar-Ribat (jar elrebât, désignant une place forte) au Sud-Est,,. La palmeraie de Castilia, créée dans les années 1950, est attenante à la ville. La palmeraie d'Ibn Chabbat, située entre Tozeur et Nefta, est créée au milieu des années 1990.
Les frontières de la palmeraie de Tozeur sont floues et non-fixées, l'usage local officieux étant de prendre des terres sur le désert en les mettant en culture, grâce à l'irrigation. D'après Vincent Battesti, ces extensions sont nommées mazyûd ou sênya (swânî au pluriel). En 1995, la palmeraie de Tozeur couvre 973 hectares, auxquels il faut ajouter les 171 hectares d'extensions. Les jardins sont typiquement divisés entre zone mise en culture et nuwâla (zone de la cabane).
L'organisation agricole permettait jadis une production maraîchère importante (salades, blettes, carottes, bananes, dattes, etc.) qui assurait l'autosuffisance de la population. La palmeraie actuelle se découpe en milliers de petits jardins (en moyenne d'un demi-hectare), plus ou moins bien entretenus : seules 25 % des terres sont cultivées, et de nombreux palmiers meurent faute d'entretien. Néanmoins, 500 nouveaux hectares ont pu voir le jour grâce à l'exploitation de la géothermie. La gestion de la circulation de l'eau y est centrale, afin d'éviter stagnations (nezz) et évaporations.
D'après les chiffres officiels, la moitié des 417 500 palmiers de Tozeur sont productifs. C'est essentiellement une monoculture de dattes la variété deglet nour : la production annuelle de dattes se monte à 35 000 tonnes, dont 4 000 issues de l'agriculture biologique, et deux-tiers de deglet nour ; elle représente le tiers de la production dattière nationale. Ces monocultures sur de grandes surfaces représentent l'activité la plus rentable à Tozeur, malgré des inégalités notables dans la répartition des terres : en 1993, 48 % de la surface cultivée dans la palmeraie appartient à 16 % des exploitants, et 36 % des exploitants possèdent moins d'un demi-hectare.

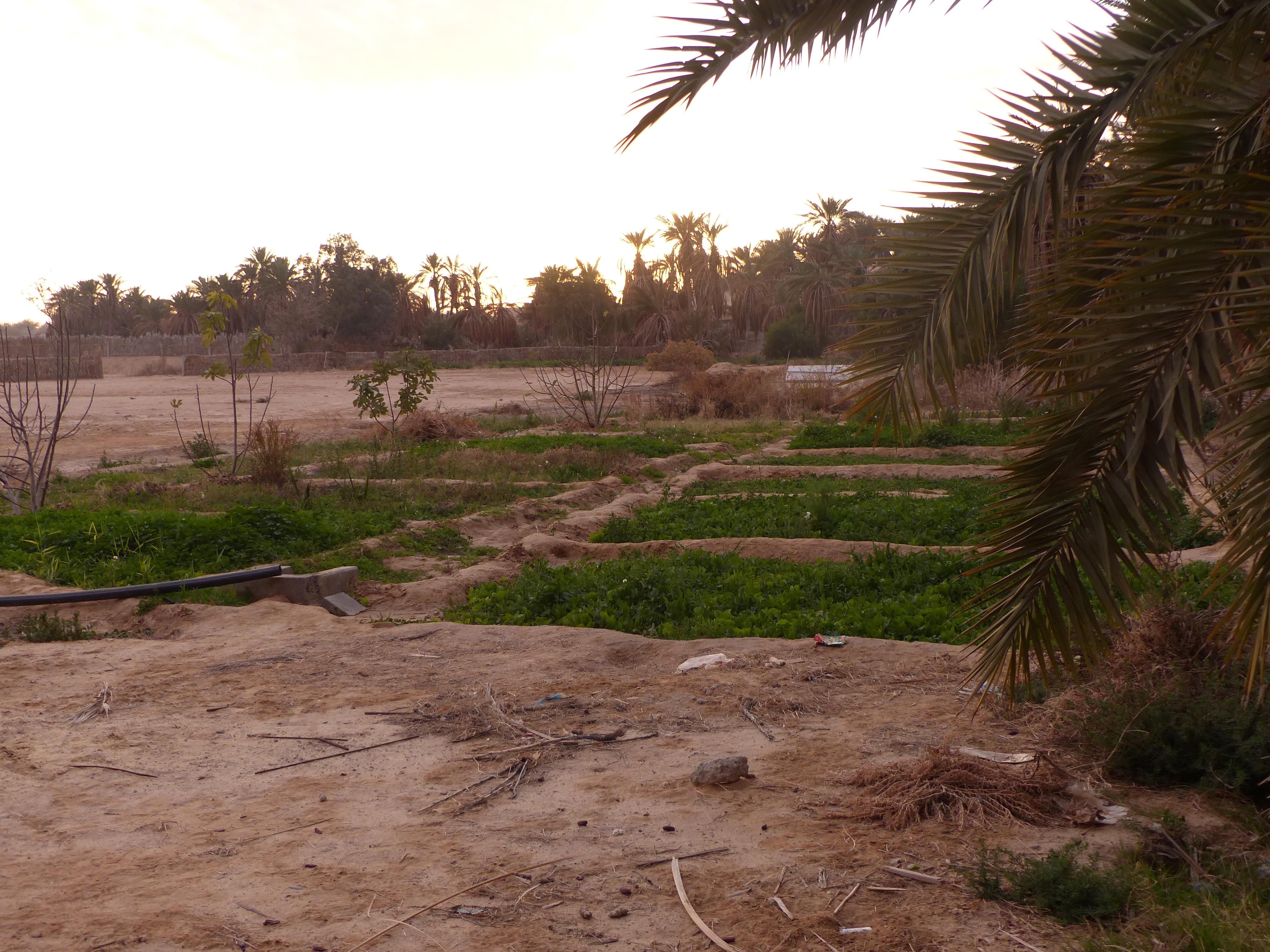
Culture à étages.

En avril 2012, le responsable de l'arrondissement agriculture biologique de Tozeur prévoit de convertir totalement la production dattière locale en bio d'ici 2030. Les autorités cherchent à développer la pratique de la culture à trois étages : maraîchage au sol, arbres fruitiers, puis palmiers au-dessus. Quelques arbres fruitiers et des légumes (carottes, tomates, courgettes) sont cultivés dans les palmeraies.
La culture dattière s'est nettement libéralisée, avec une réduction des subventions. Une partie des cultures relève de la mise en valeur paysanne, basée sur une diversification. La culture d'autoconsommation reste importante pour la sécurité alimentaire des familles.
Le travail dans les palmeraies, réalisé à la sape, est physiquement éprouvant. D'après Barrouhi, en 2008, le coût d'arrosage se monte à 30 à 50 millimes par mètre cube pour un arrosage hebdomadaire, le coût annuel de l'irrigation de 5 000 m2 de palmeraie équivaudrait donc à la production dattière de deux palmiers. Une partie des dattes sont traitées dans une usine du cap Bon, empêchant la population locale d'en tirer revenus et emplois.
En 2012, il n'existait aucune production ni utilisation organisée des plantes fourragères à Tozeur. Des expérimentations agricoles recensées en 2012 portent sur la culture de variétés d'orge résistantes à la salinité.
Un marché de légumes et de fruits, ou sûq al hodra, se tient dans le souk, habituellement du samedi après-midi au dimanche midi.

### Élevage

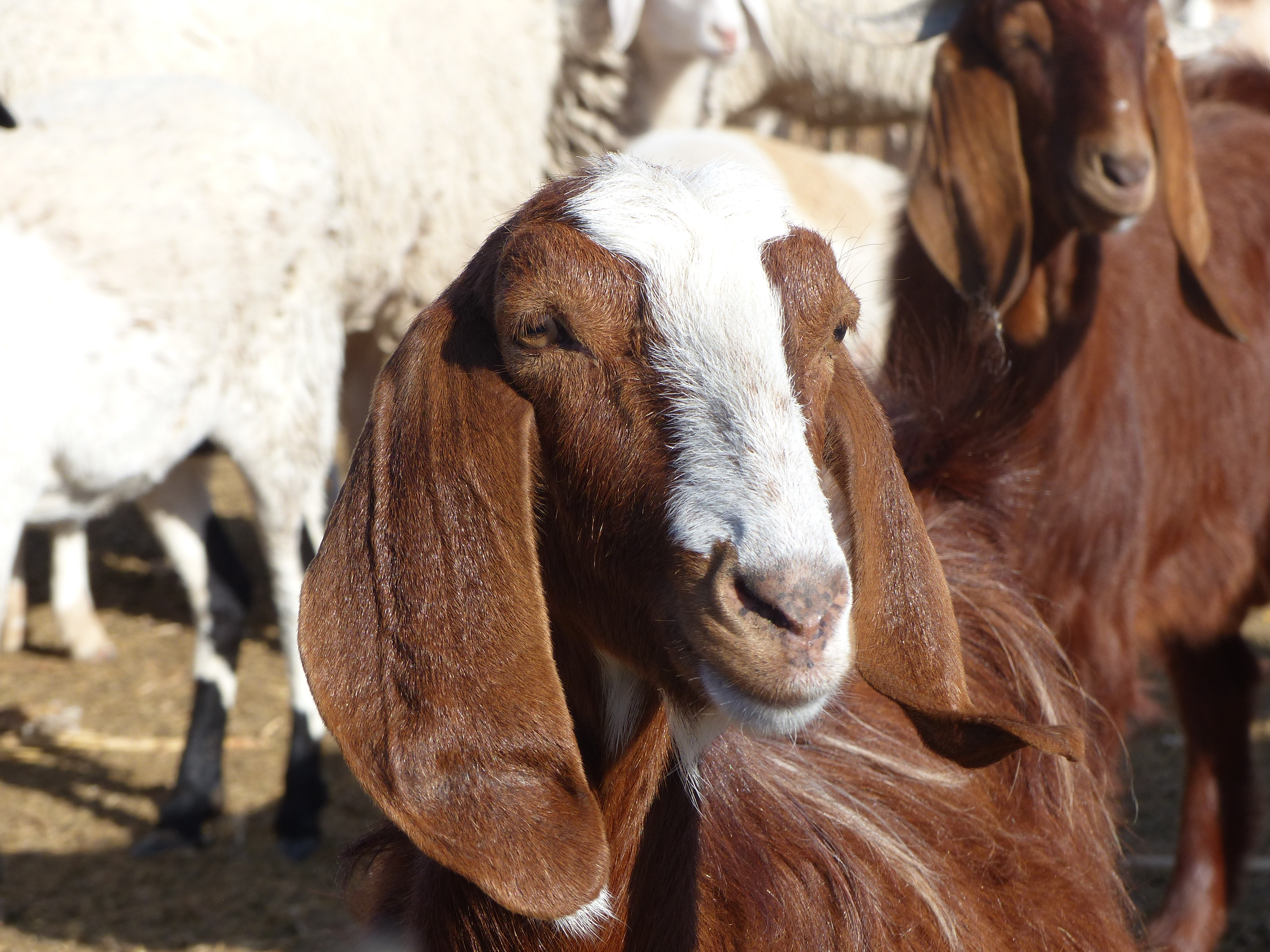
Chèvre d'un petit troupeau mixte d'ovins et de caprins élevé dans le désert autour de Tozeur.

Une tradition d'élevage caprin et ovin existe à l'extérieur des oasis de Tozeur, généralement des « microtroupeaux » peu intégrés aux autres exploitations agricoles. L'élevage a toujours historiquement représenté l'activité principale des Awlâd Sîdî Abîd, habitués à nomadiser dans les steppes environnante, et dont un certain nombre de membres exercent comme bouchers. La ville accueille un marché aux bestiaux, principalement de moutons, chèvres et chevaux, et dispose d'un abattoir municipal depuis 2018. Les nomades échangeaient jadis des produits animaux contre les dattes produites par les Jéridi. Le petit bétail tend à disparaître de l'intérieur des habitations, mais la présence de dromadaires, d'ânes et de chevaux entravés le soir dans des ruelles reste sensible (2012).
L'élevage de ruminants est souvent mixte, avec un mélange de chèvres et de moutons. L'élevage bovin laitier ne s'est pas implanté, car la tentative découlait d'importantes aides financières indirectes de l'État tunisien, sans succès.

#### Ovins
Des ovins de la race marocaine D'man ont été introduits pour être élevés dans les alentours de la ville ; les autres populations ovines, numériquement majoritaires, sont représentées par les races locales de la Barbarine et de la Queue fine de l'Ouest. L'« agneau du Sud », frugal et élevé en extérieur toute l'année, présente une chair peu grasse à la saveur fine et est consommé localement avec le couscous, ou bien en mosli (rôti d'agneau aux pommes piquantes).

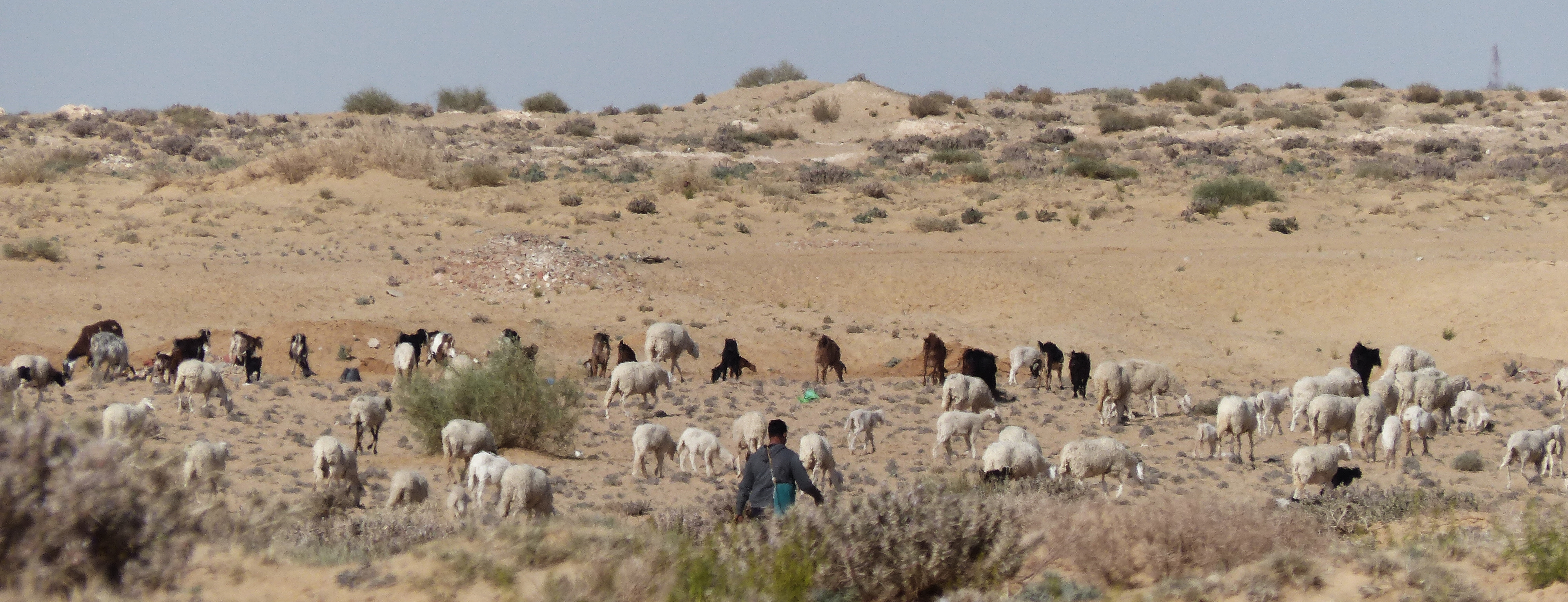
Berger dans le désert entre Tozeur et Nefta.

#### Caprins
L'élevage de la chèvre est tourné vers la production de viande, les éleveurs ayant l'habitude de « tirer le lait » pour une consommation familiale. Dès l'automne 1992, une coopération bilatérale tuniso-française met en place un projet d'intensification de l'élevage caprin à vocation laitière dans plusieurs oasis du Sud tunisien, dont Tozeur. Ce cheptel caprin est essentiellement composé de la race locale de chèvres oasiennes laitières, avec quelques croisements sur les races maltaise et nubienne, ou algériennes des oasis ; des croisements avec la chèvre alpine ont été tentés à titre expérimental dans les années 1990 pour augmenter la productivité laitière,.

Caprins élevés dans l'oasis de Tozeur
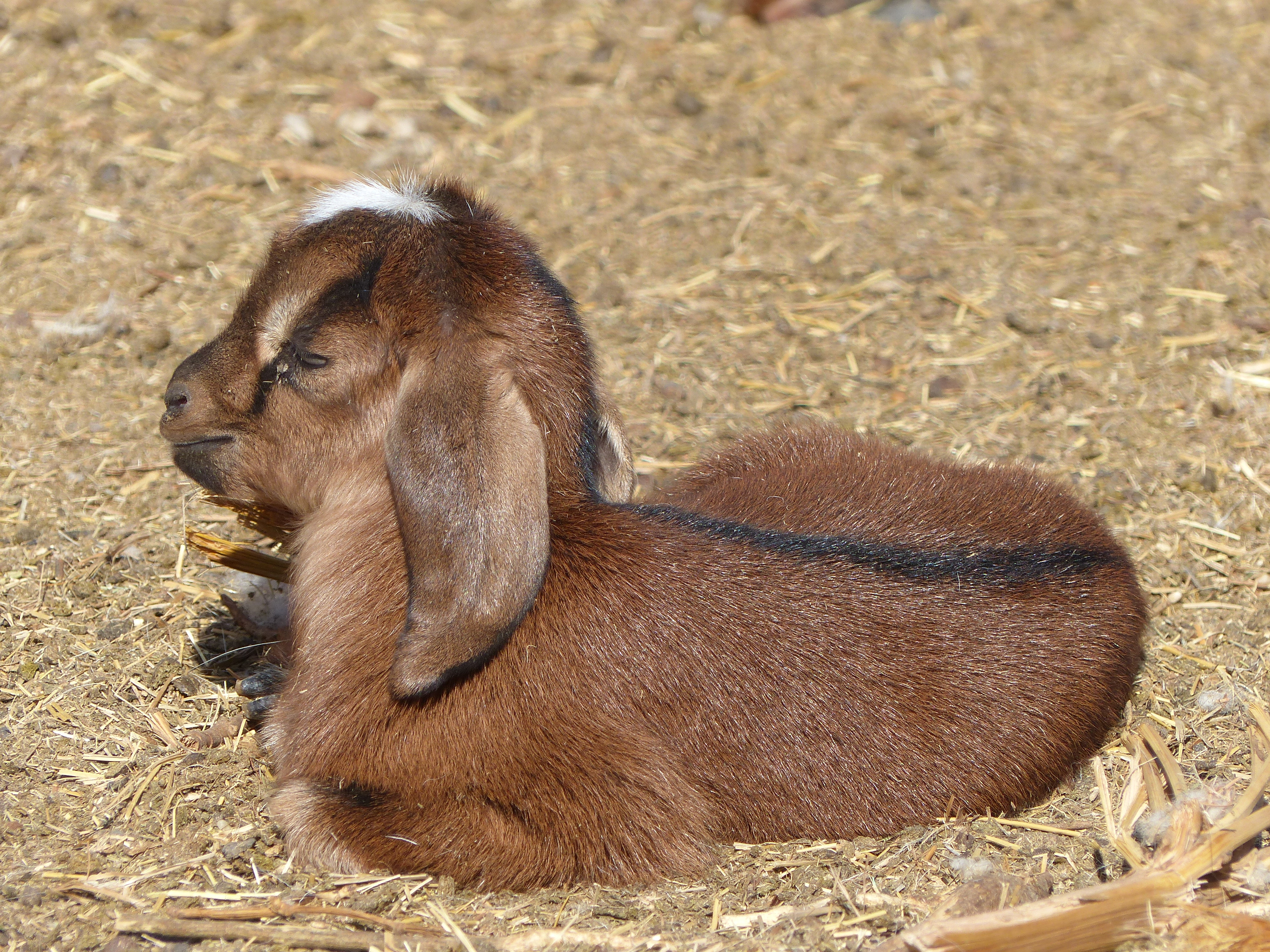
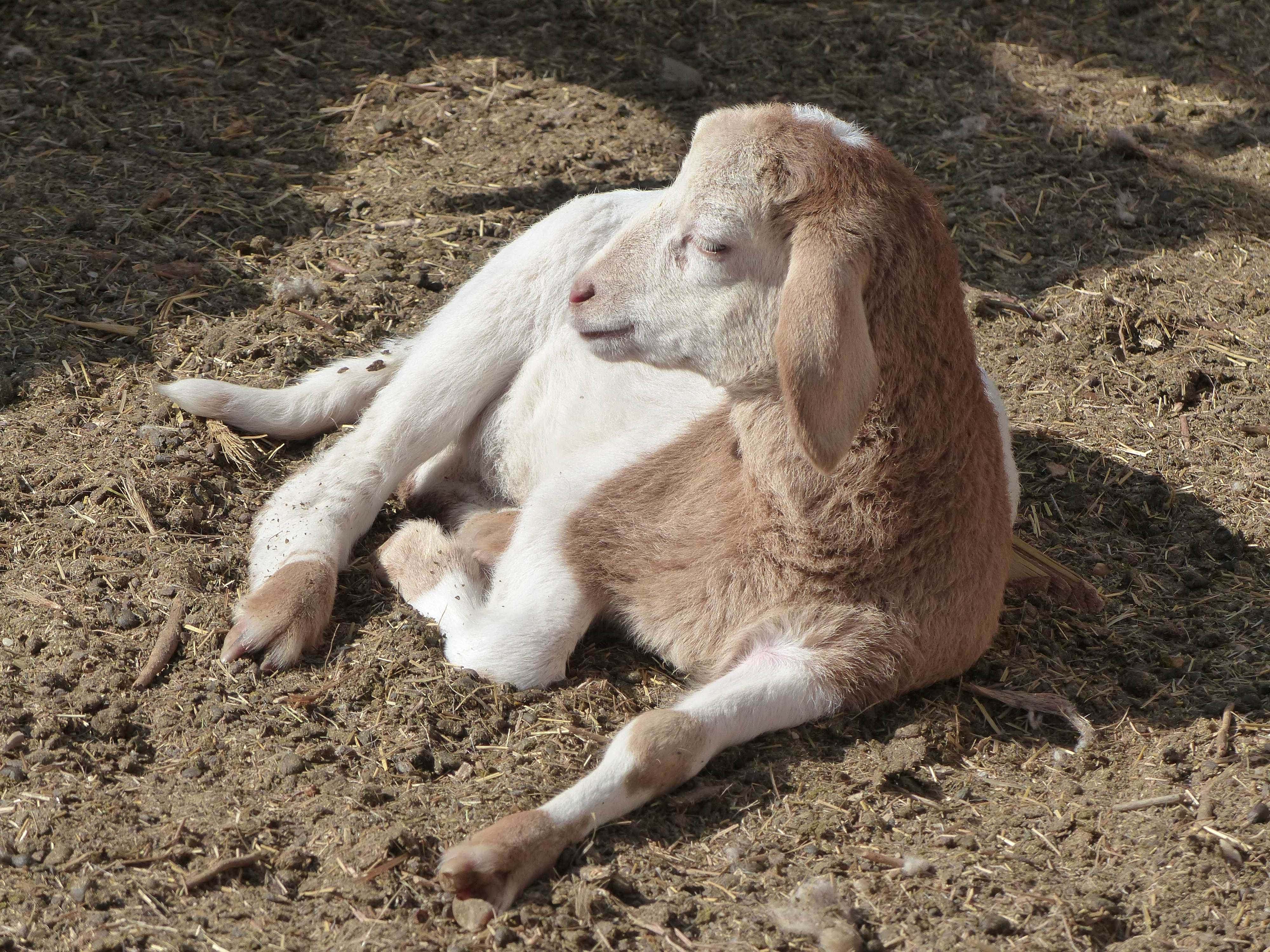
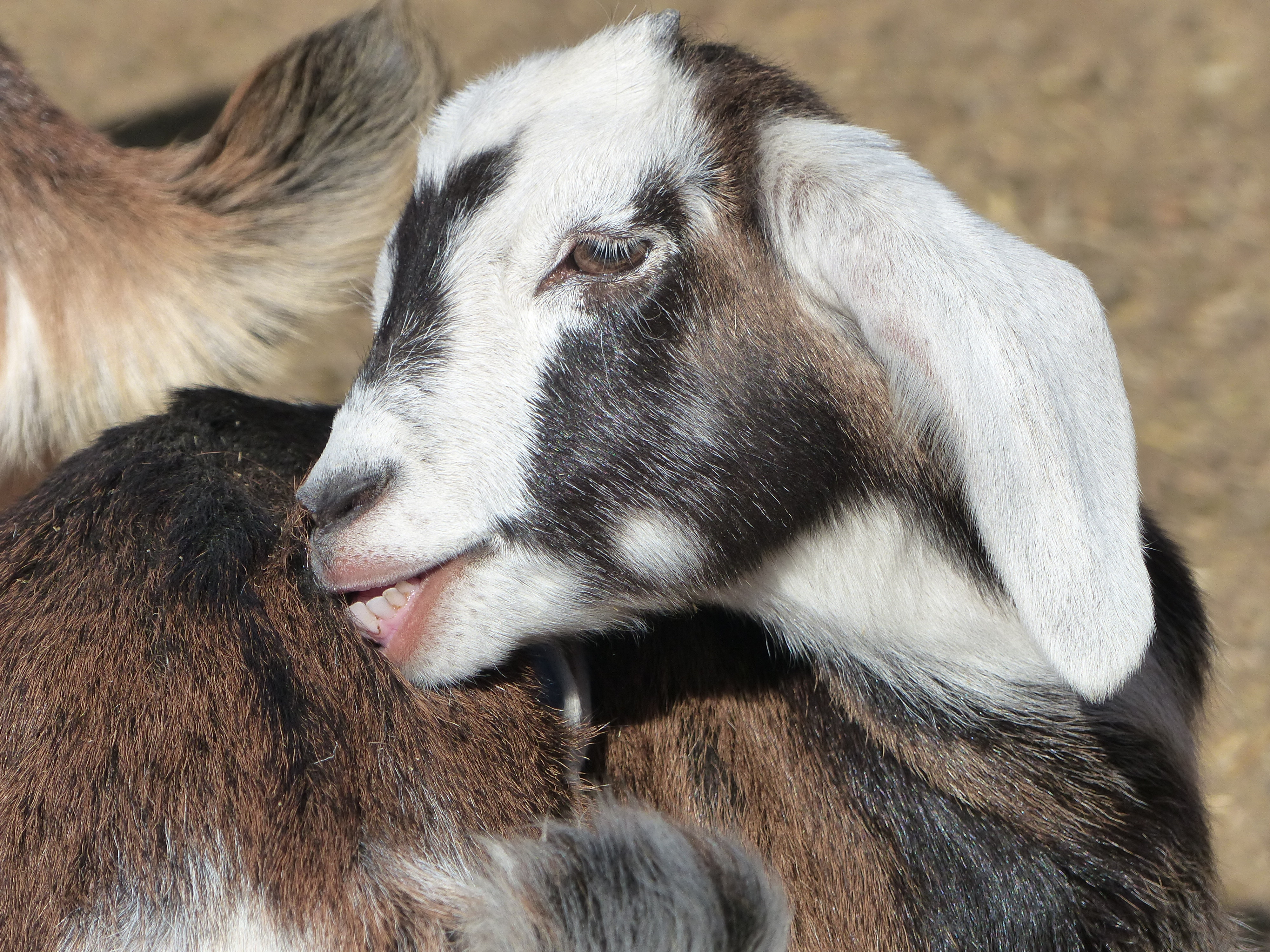
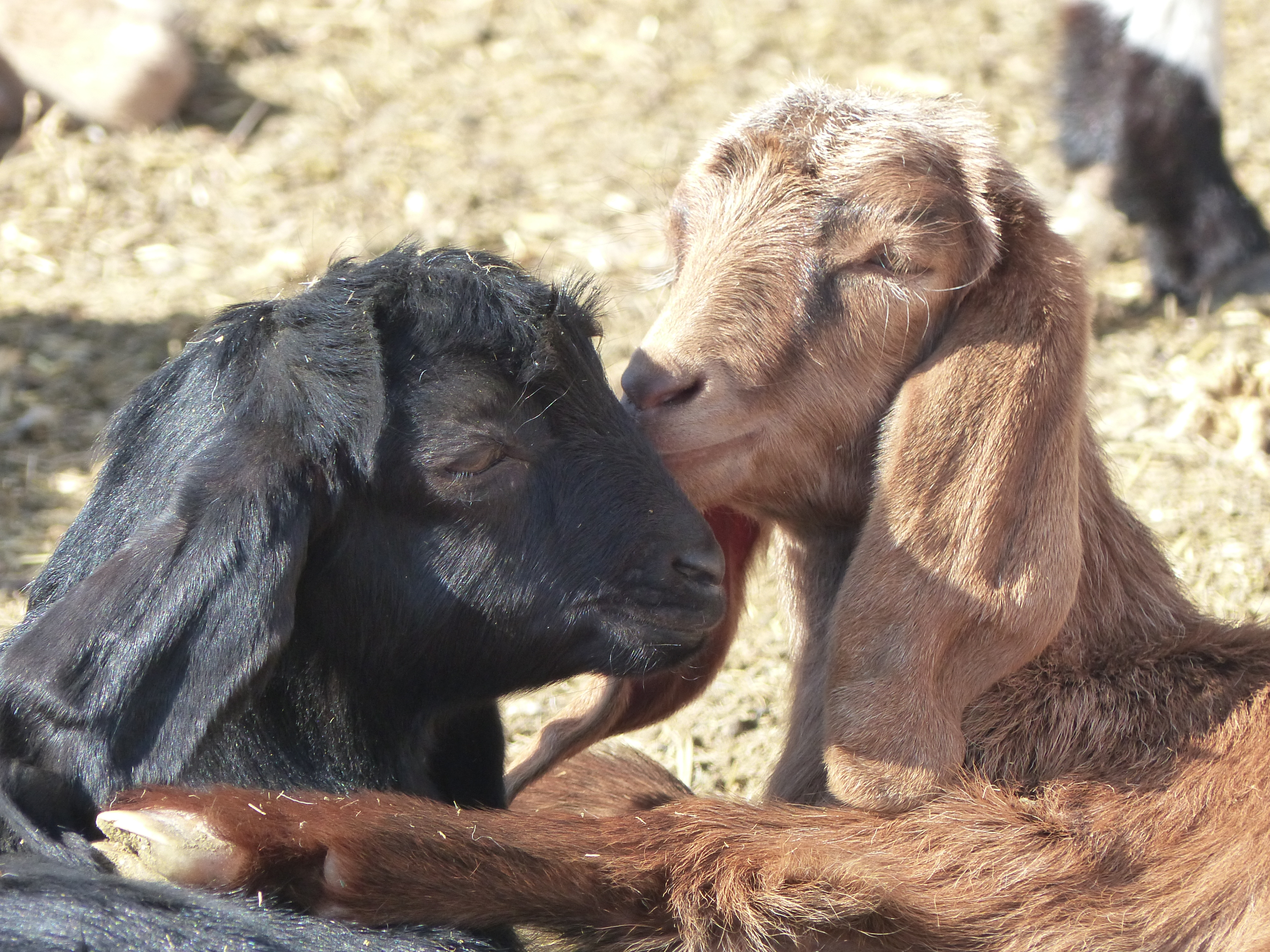
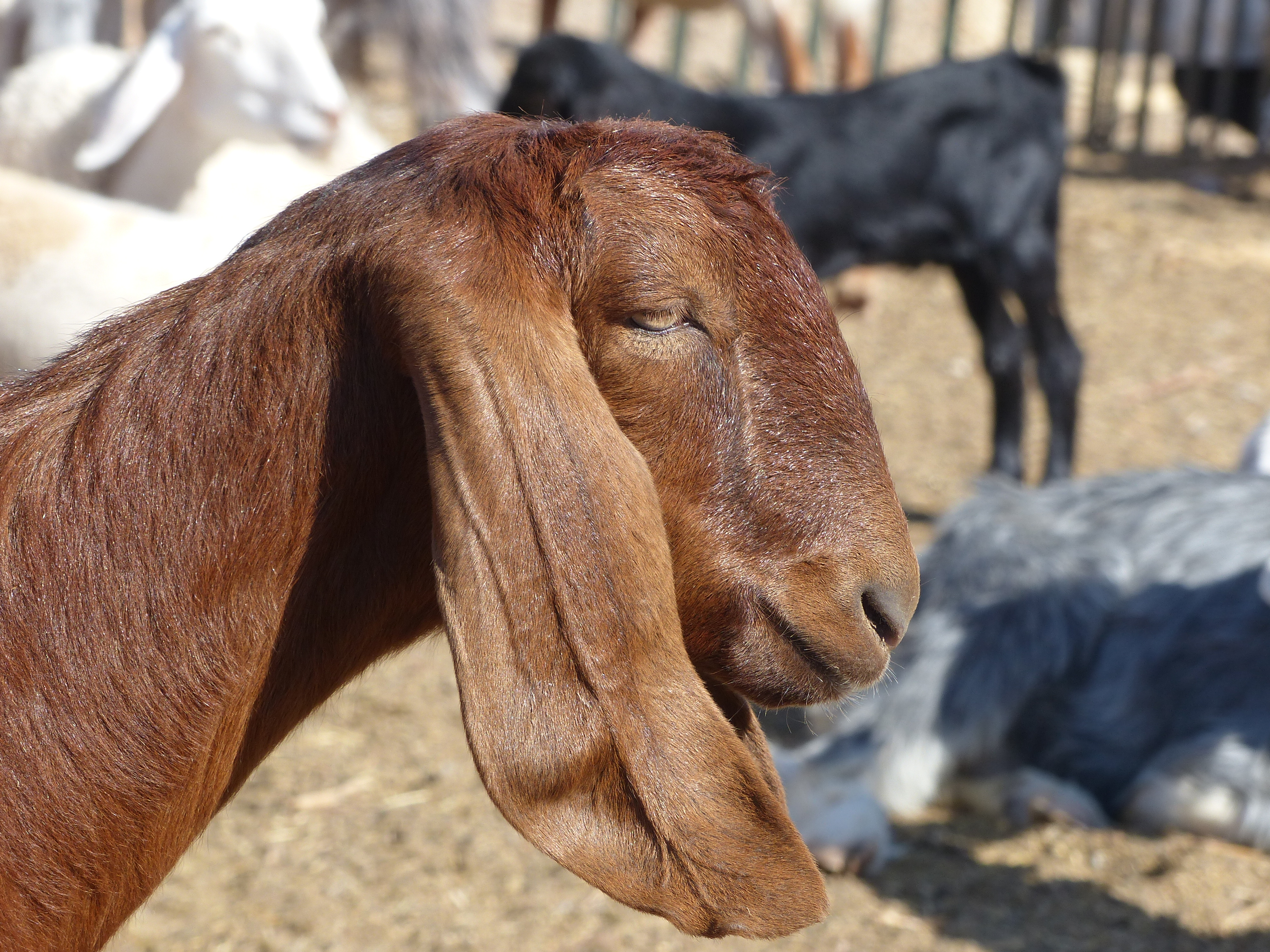

#### Camélidés

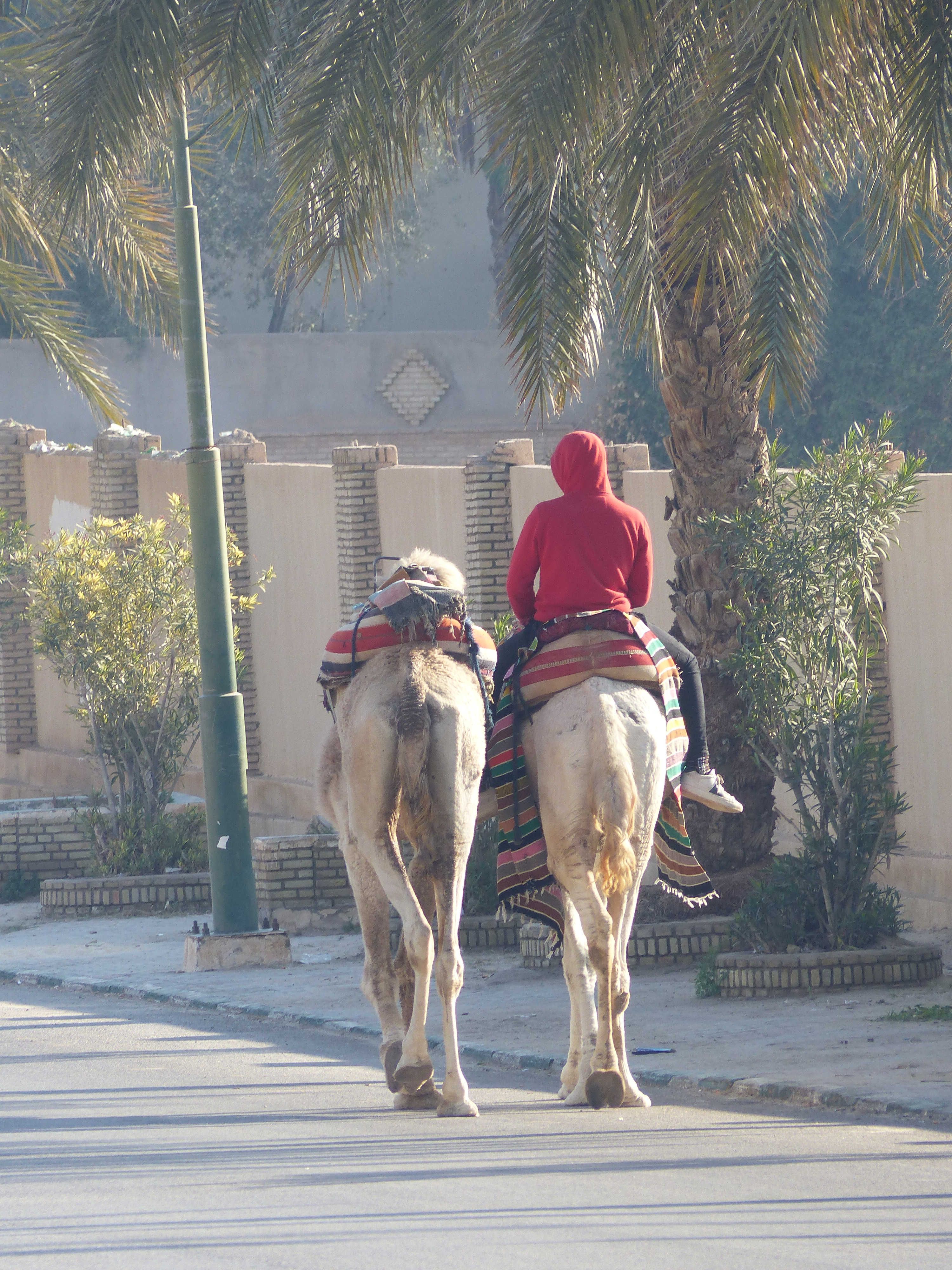
Dromadaires sur l'avenue du 14-Janvier 2011 dans la zone touristique.

L'élevage de camélidés reste présent à Tozeur, notamment dans le quartier bédouin d'Helba. La viande et le lait de dromadaire sont consommés localement, avec des encouragements officiels au maintien de cet élevage. Une collision entre un dromadaire et un véhicule ayant fait trois morts sur la route de Métlaoui à Tozeur en 2014, des bandes réfléchissantes sont distribuées en 2019 aux propriétaires de ces animaux, afin de permettre de les repérer durant la nuit.

#### Équins
L'élevage équin est représenté par les races locales du Barbe, et plus fréquemment de l'Arabe-Barbe (également nommé « hybride », le cheval Arabe de pure race étant réputé rare et cher). L'Arabe-Barbe est prioritairement dévolu aux spectacles et cérémonies, le Barbe étant le cheval de travail, notamment attelé aux calèches touristiques. Quelques charettes à âne peuvent être croisées, mais l'âne est globalement en voie de disparition dans le Sud tunisien, faute d'usage.
L'emploi de chevaux pour tirer des calèches est récent, ne remontant pas au-delà des années 1990.
Une épizootie de grippe équine a frappé la ville à la fin du mois de janvier 1998, et s'est propagée en touchant les chevaux, les mulets et les ânes.

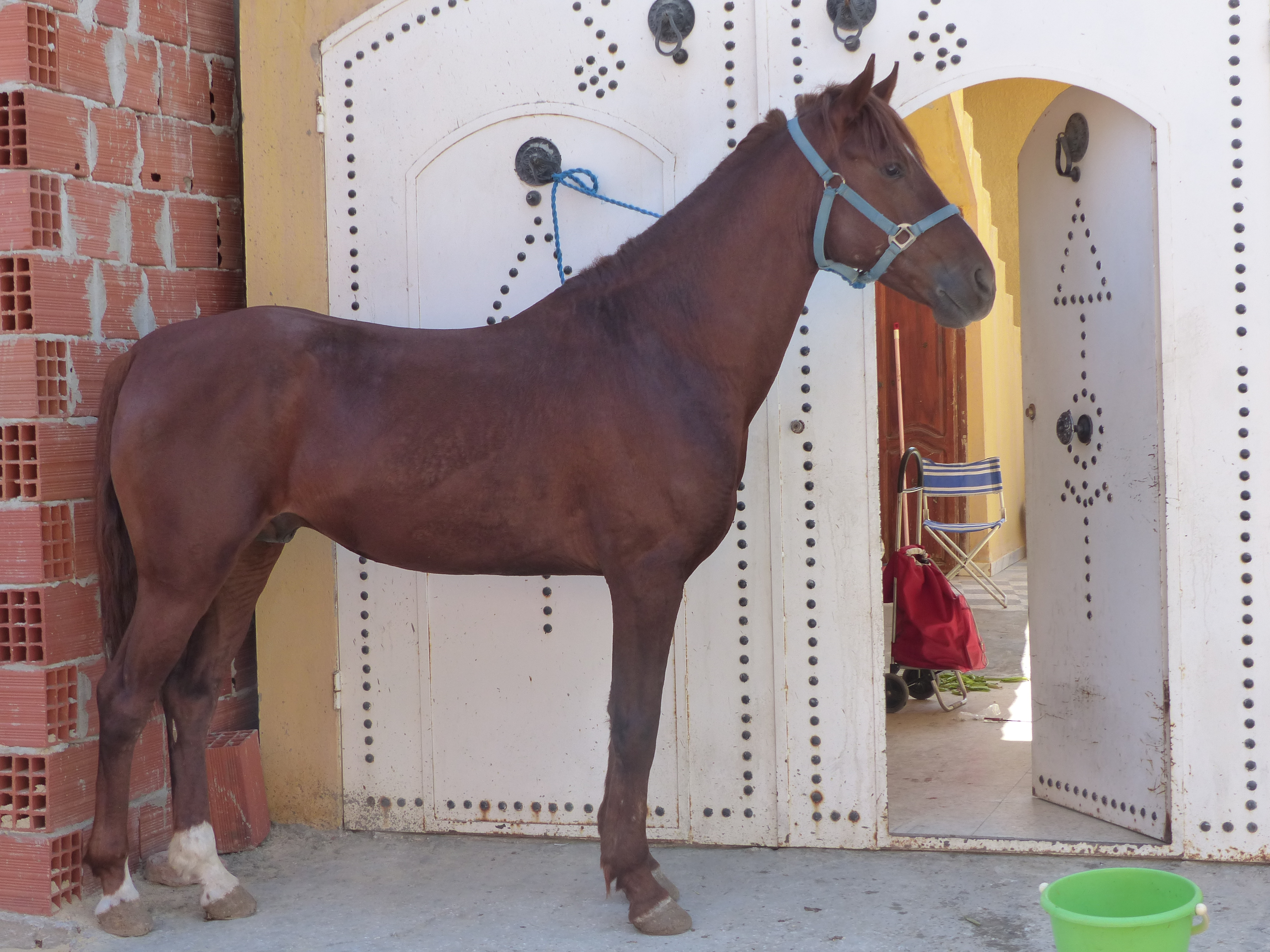
Arabe-Barbe nu.
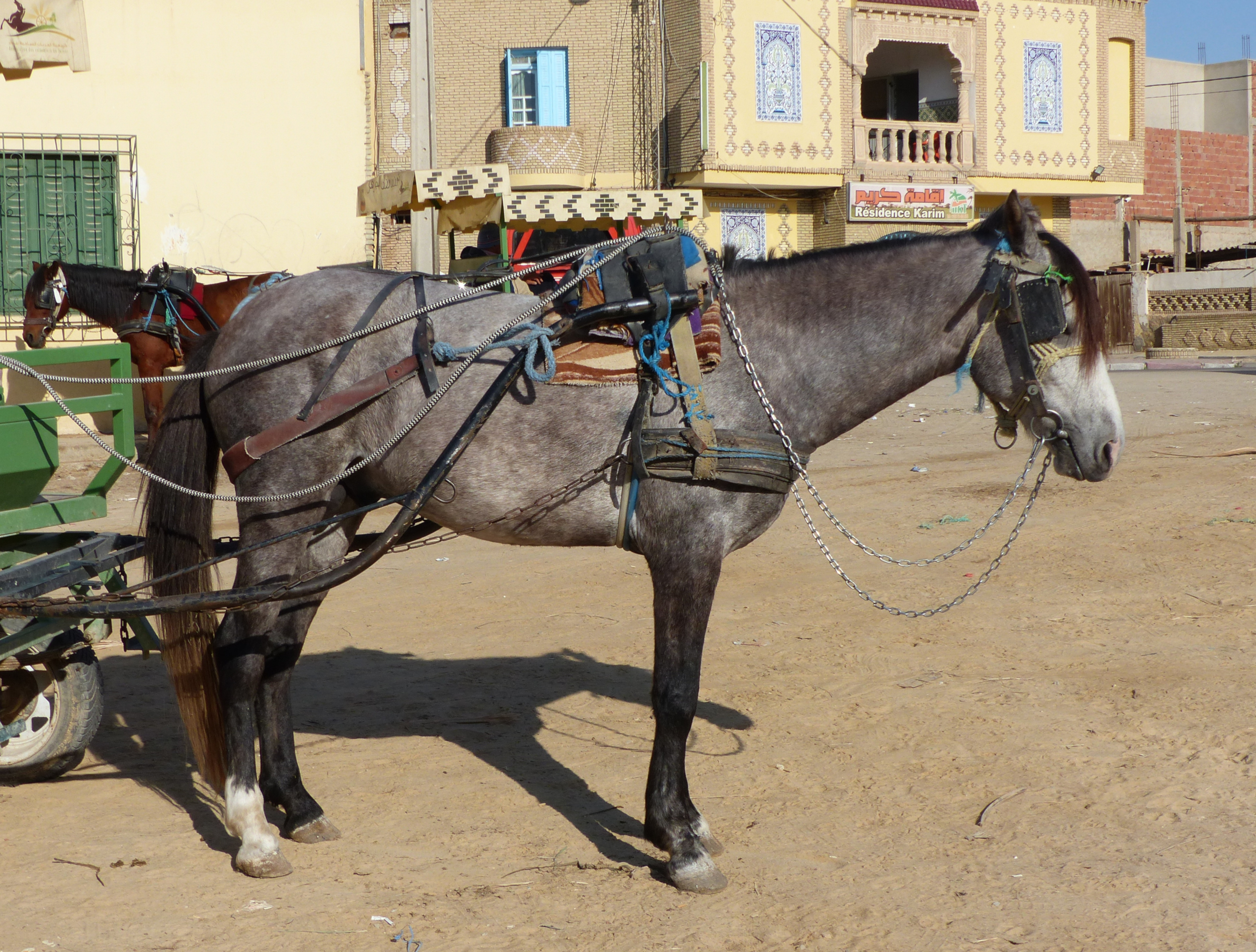
Barbe attelé.
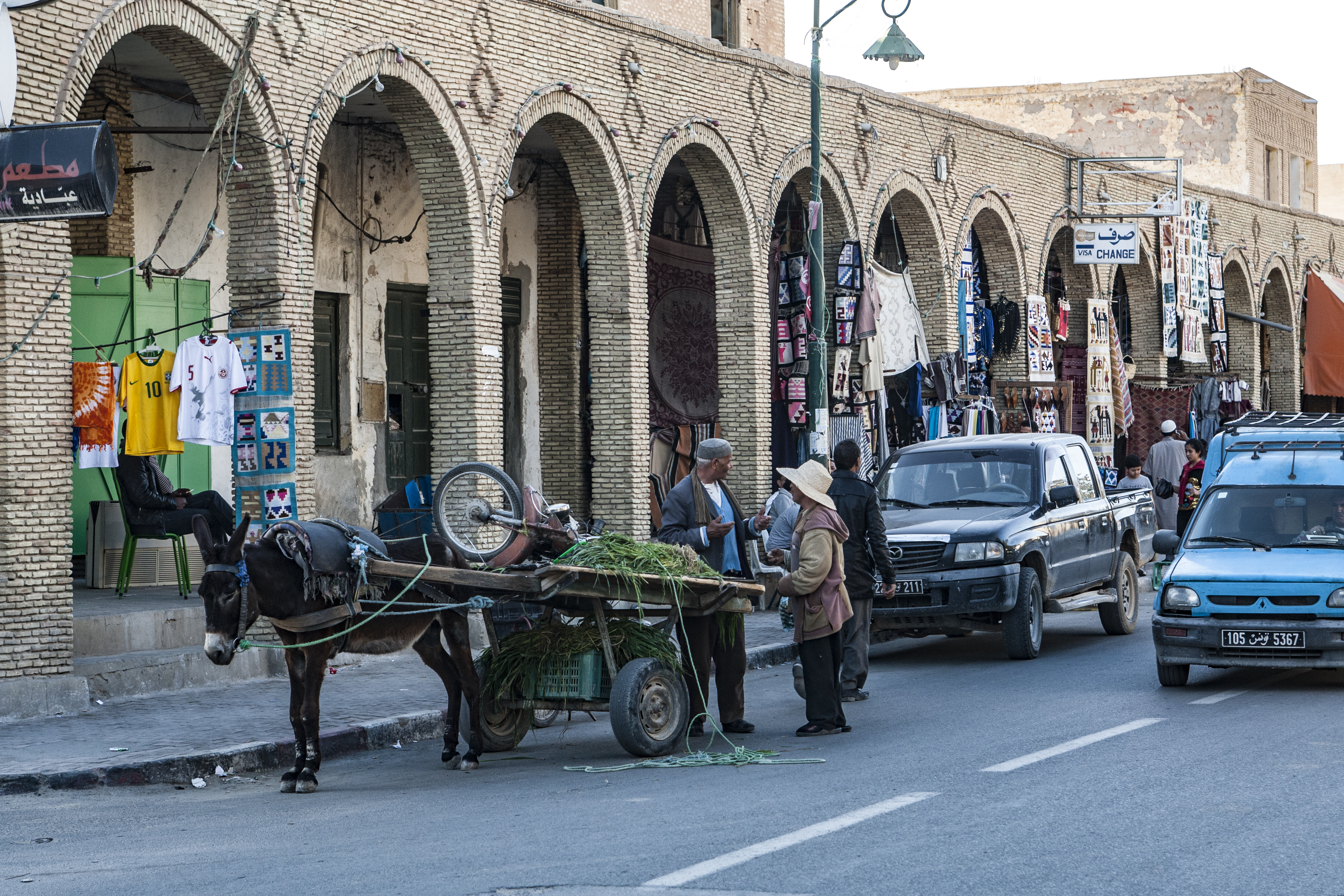
Charrette à âne.

### Tourisme

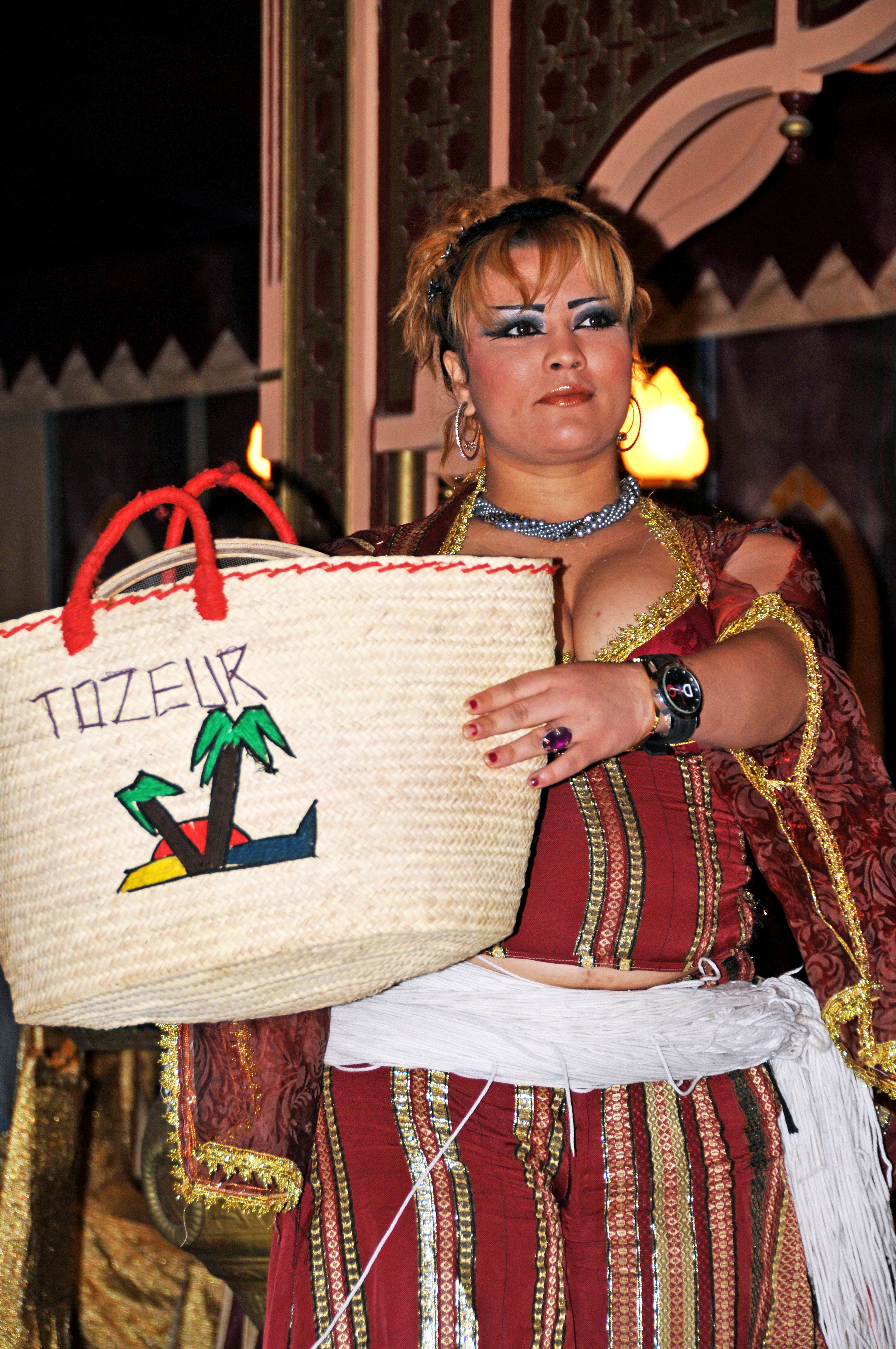
Panier décoré au nom de la ville.

Tozeur est la principale destination touristique du Sud-Ouest de la Tunisie. En mai 2008, la région incluant Tozeur, Nefta et Tamerza compte 41 unités hôtelières, dont trois établissements cinq étoiles. Elle a accueilli 338 000 visiteurs en 2007, pour 400 000 l'année suivante.
La majorité des touristes sont Français et Allemands. La durée moyenne du séjour reste faible (environ un jour et demi) ; certains l'expliquent par le fait qu'ils sont de passage dans le cadre de circuits organisés depuis les stations balnéaires du littoral, d'autres soutiennent que cela résulte de l'orientation vers un tourisme haut de gamme, que le nombre d'activités proposées aux touristes est trop faible, ou encore que le climat est trop rude.
Les circuits touristiques sont balisés, sur des routes goudronnées, entretenues et éclairées la nuit par endroits. Les activités touristiques proposées incluent des visites à pieds dans la palmeraie et la médina, et des promenades en calèche, en quad, en vélo, ou encore à dos de dromadaire. En 2001, l'entreprise Aéroasis proposait des promenades en montgolfière en partant de Tozeur ; le site a depuis été transformé en « Temple de l'amour », plus exactement un parc de jeux. L'accro-branche est proposé au Sahara Lounge. Un parking à calèches, attenant à la palmeraie, accueille divers marchands qui attendent le passage des cars de tourisme. L'avenue Habib-Bourguiba comporte, dans le quartier du souk, des boutiques qui vendent des souvenirs tels que des tapis et des roses des sables.

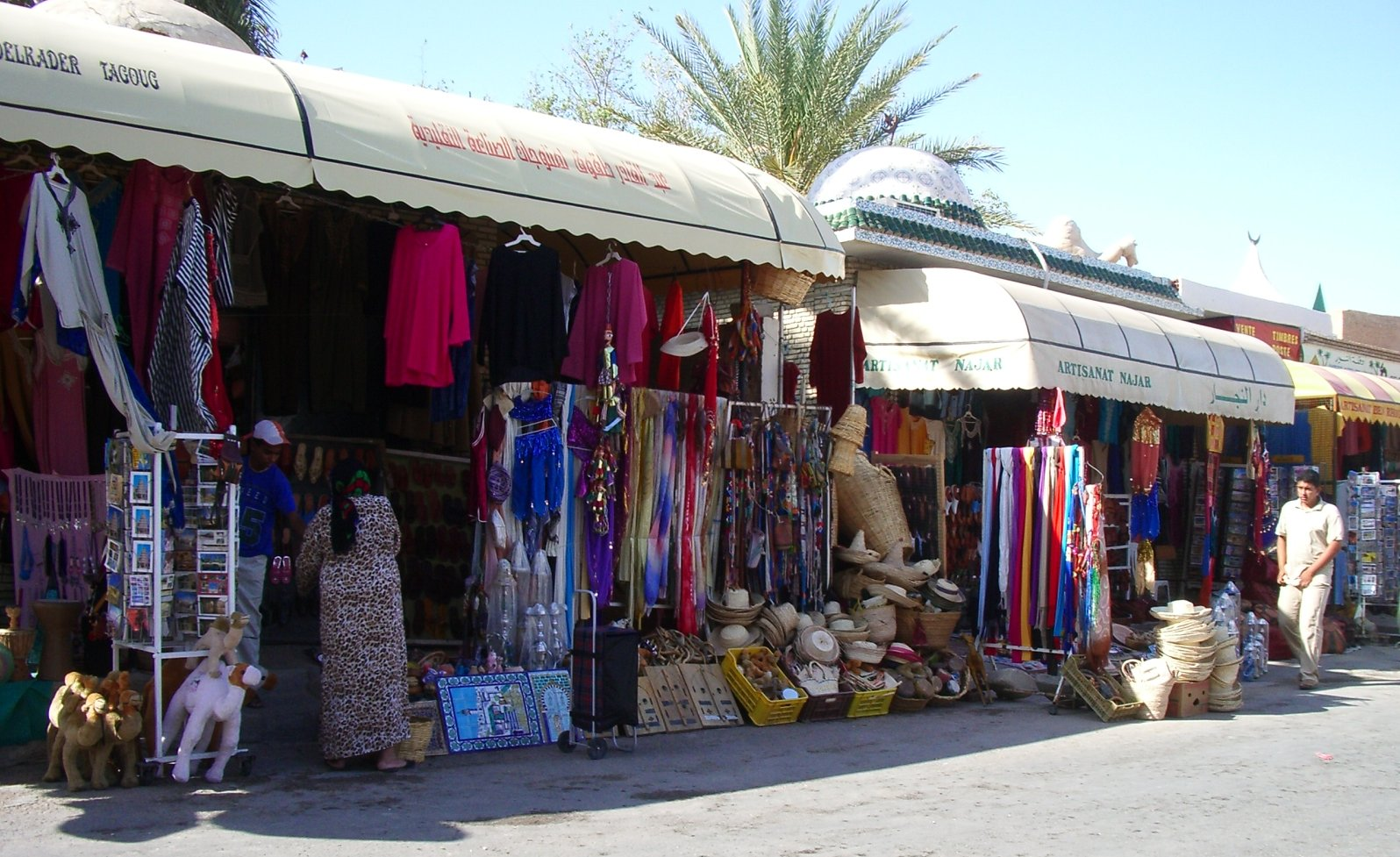
Boutiques de souvenirs dans le souk.

Les habitants de Tozeur tirent diversement parti des activités de tourisme : si les nomades du Nefzaoua en tirent l'essentiel de leur revenus, et les membres de la tribu Ghrib louent leurs dromadaires, les Rkârka travaillent au contraire très peu dans ce secteur. Les jeunes tirant leurs revenus du tourisme, reconnaissables à leur style vestimentaire occidental, sont surnommés localement des beznessa (de l'anglais business). Il existe une forte concurrence entre eux. Il s'agit essentiellement de jeunes garçons refusant le travail agricole, parfois concernés par du tourisme sexuel avec des femmes européennes ou des hommes homosexuels.
Les attentes des touristes quant au désert saharien ne correspondent pas toujours à la réalité : l'image du désert aux dunes de sable ne se retrouve que dans un petit champ de dunes desservi par des chameliers de la tribu Ghrib ; par ailleurs de nombreux touristes croient au mythe selon lequel les chotts entourant Tozeur sont des mers intérieures asséchées, alors qu'ils sont situés au-dessus du niveau de la mer. Cette méconnaissance du Sud tunisien est souvent partagée par les touristes tunisiens originaires du nord du pays ou des régions du Sahel. Il en résulte des présentations parfois erronées, les dernières tentes des Awlâd Sidî Abîd étant par exemple présentées comme un village berbère, alors que ces derniers sont d'origine arabe ; de façon plus générale, la revendication de « berbérité » résulte d'une demande touristique à laquelle répondent les habitants de Tozeur.
Les habitants locaux, hormis s'ils sont guides touristiques, ne se déplacent pas dans le désert, qu'ils considèrent comme un espace hostile. Au contraire, les touristes n'osent généralement pas se rendre seuls dans la palmeraie ni dans les quartiers de la périphérie de Tozeur, « une gêne exploitée à Tozeur et Nefta par les conducteurs de calèches tirées par des chevaux », d'après Vincent Battesti.
Les médias tunisiens communiquent abondamment sur l'image de palmeraies entourées par un désert de dunes. Les brochures touristiques à propos de Tozeur continuent d'évoquer les « 200 sources » qui arroseraient la ville, alors que celles-ci ont disparu avec les forages.

#### Golf des Oasis

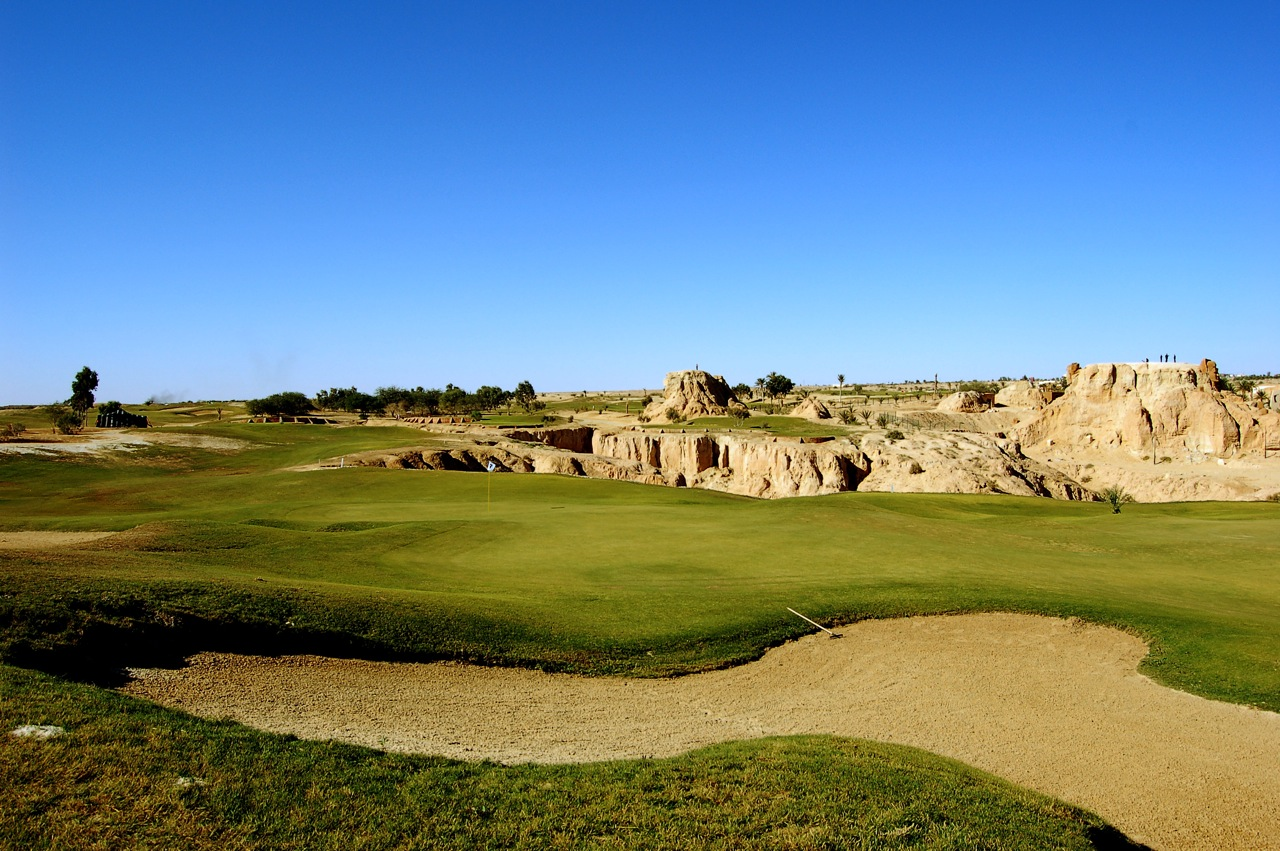
Golf des Oasis.

Un terrain de golf, le « Golf des Oasis », est inauguré en novembre 2006 par le ministère du Tourisme. Le parcours dessiné par le Californien Ronald Fream comporte 18 trous, répartis sur 25 hectares,. Toujours selon Claude Llena, ce golf touche les abords de la palmeraie et puise dans la nappe phréatique pour maintenir la verdure du gazon planté en plein désert. D'après les sources institutionnelles, le golf est arrosé par de l'eau provenant du recyclage des eaux usées des établissements hôteliers ; une installation de relèvement et quinze kilomètres de conduites, installées en partie au fond de l'oued qui passe au pied du golf, permettent cette récupération. Par ailleurs, le golf est installé sur des terrains désertiques, près de la briqueterie sur la rive droite de l'oued, et ne touche pas la palmeraie.
Dès le début de l'année 2013, ce golf connaît des difficultés financières ; l'alimentation en électricité et en eau est suspendue en novembre, dans un contexte de fermeture de plusieurs hôtels, de baisse du nombre de vols vers l'aéroport et d'absence de tournois de golf. La pratique du golf est globalement décriée en Tunisie, en raison de la crise de l'eau.

#### Parc du belvédère

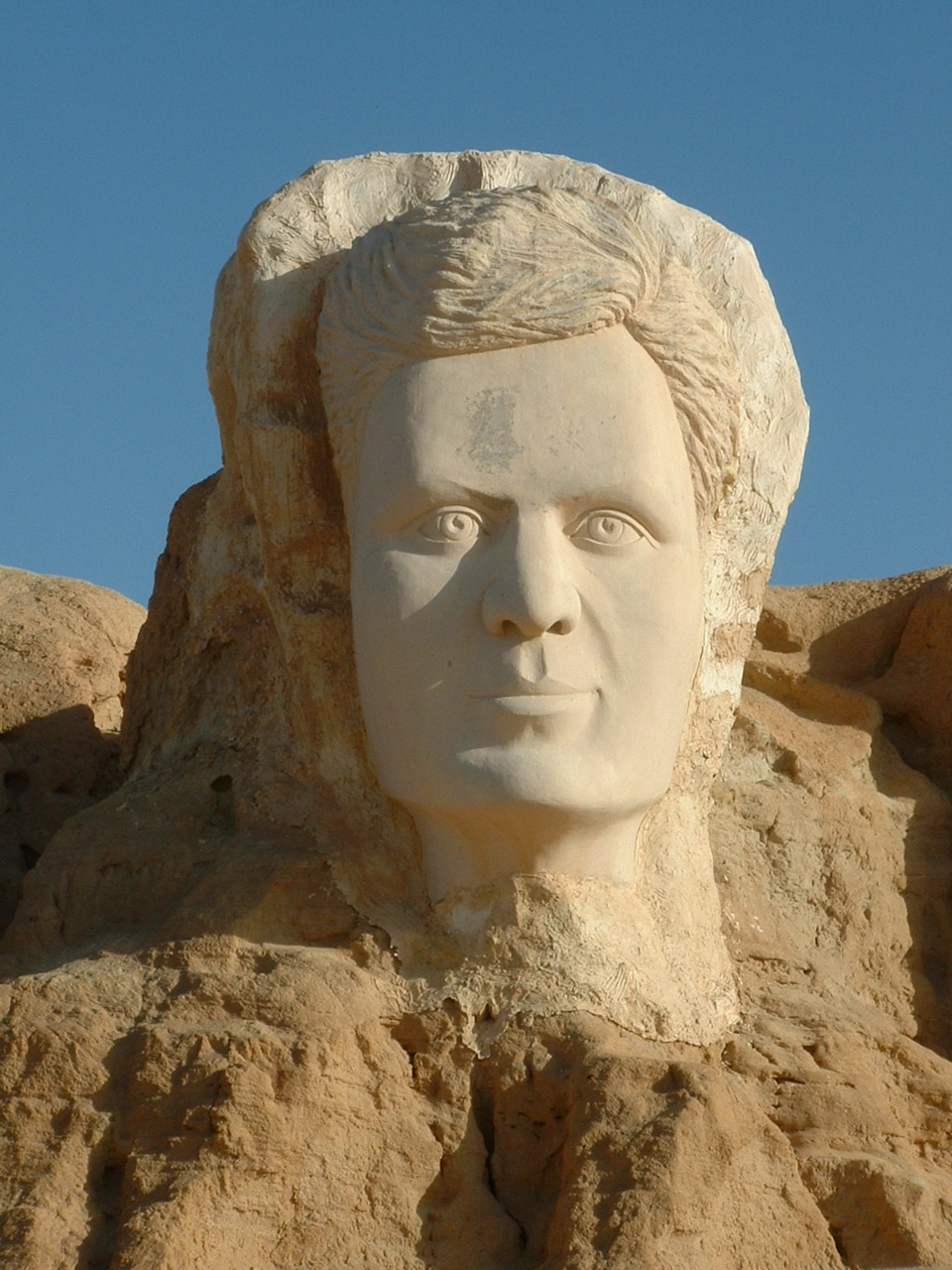
Buste d'Abou el Kacem Chebbi dans le parc du belvédère.

Le parc du belvédère de Ras El Aïn (ou râs el-°ayûn, soit « Tête des sources » en arabe), situé à l'Ouest de la ville, a été érigé sur des monticules issus du drainage successif des sources. Il est dédié au poète Abou el Kacem Chebbi, natif de Tozeur. Il est aussi appelé « parc des amoureux », car il est bordé de grandes plaques en céramique bilingues (arabe-français) portant des textes célébrant l'amour. C'est un ensemble rocheux, avec des marches taillées dans la roche, permettant d'accéder à un point de vue élevé sur le désert du Sahara, les chotts, la palmeraie et la ville de Tozeur, : il constitue le plus haut point de vue sur Tozeur. Le rocher qui constitue son centre est une construction artificielle de métal, de carton et d'argile.

### Briqueterie
La production de la brique traditionnelle de Tozeur, outre son impact sur l'architecture des villes du Jérid, fait partie de l'économie locale. Une extension de cette activité a été planifiée entre 2006 et 2011.
La brique dite arbi (arabe) de Tozeur mesure 19 x 19 x 3 centimètres.
Ces briques sont fabriquées à partir de trois composants : deux-tiers d'argile blanche, un tiers d'argile rouge et de l'eau. La pâte est étalée puis égalisée dans un cadre de bois sans fond, aux dimensions de la brique. La pâte obtenue étant très liquide, des cendres de palmes sont utilisées pour protéger les briques lors de leur séchage au soleil. Elles sont ensuite empilées par charges de 10 000 et cuites dans des fours verticaux. Les fours à briques de Tozeur disposent d'une sole généralement plus solide que dans d'autres régions. Le combustible utilisé est de la palme séchée, une énergie renouvelable abondamment disponible dans l'oasis. La couleur de la brique obtenue dépend de la durée de la cuisson, et varie du rouge au vert, en passant par le marron et le jaune sable, qui est la couleur de référence.
Le secteur emploie une vingtaine de familles, les plans de développement insistant sur la nécessité de préserver l'utilisation de ces briques traditionnelles ; elles permettent notamment de substantielles économies en matière de climatisation par leurs propriétés, mais aussi par leur disposition en relief sur les murs, qui diminuent l'absorption des rayons solaires.

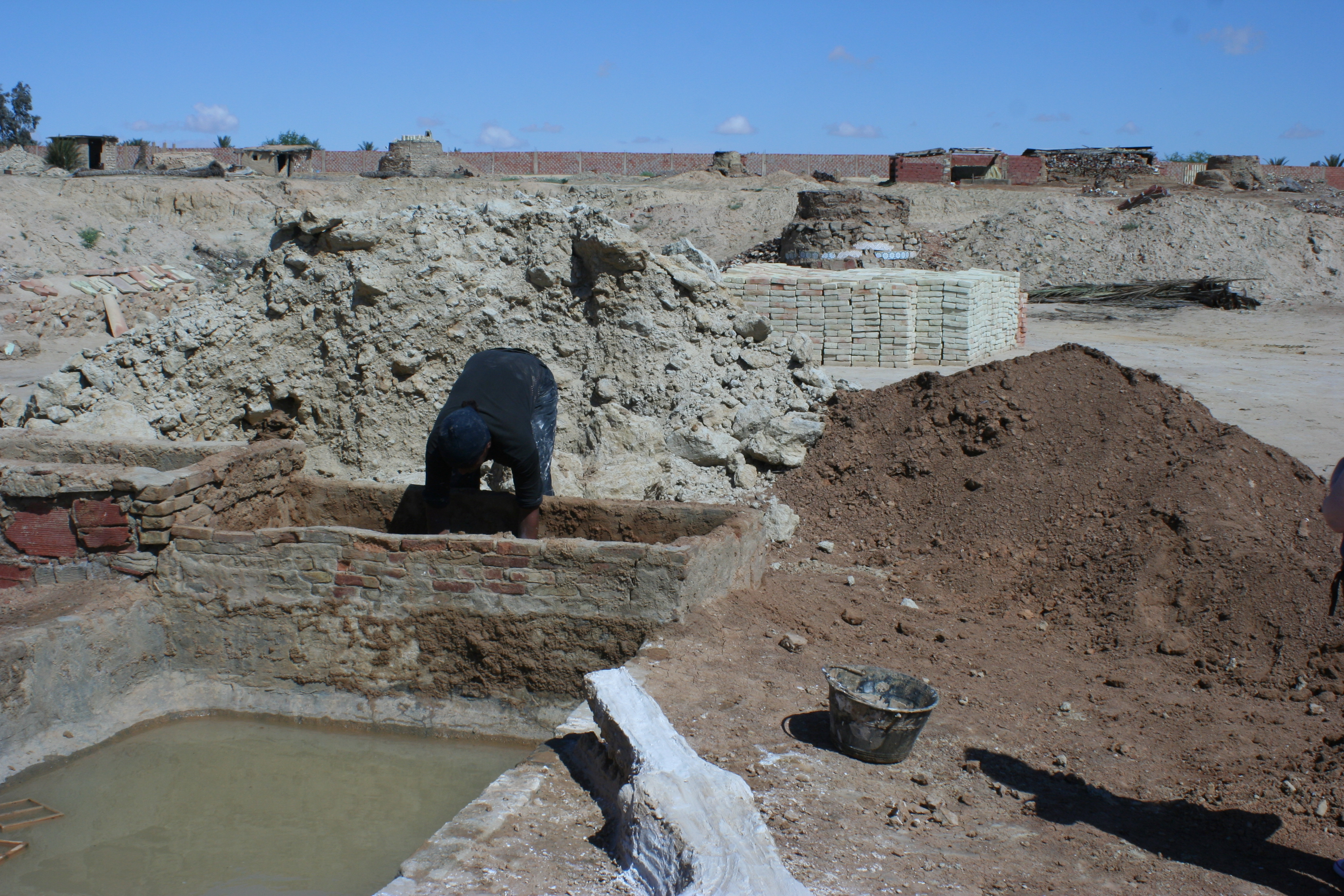
Argile blanche, argile rouge, eau au milieu desquelles un artisan malaxe la pâte dans l'auge de mixage.
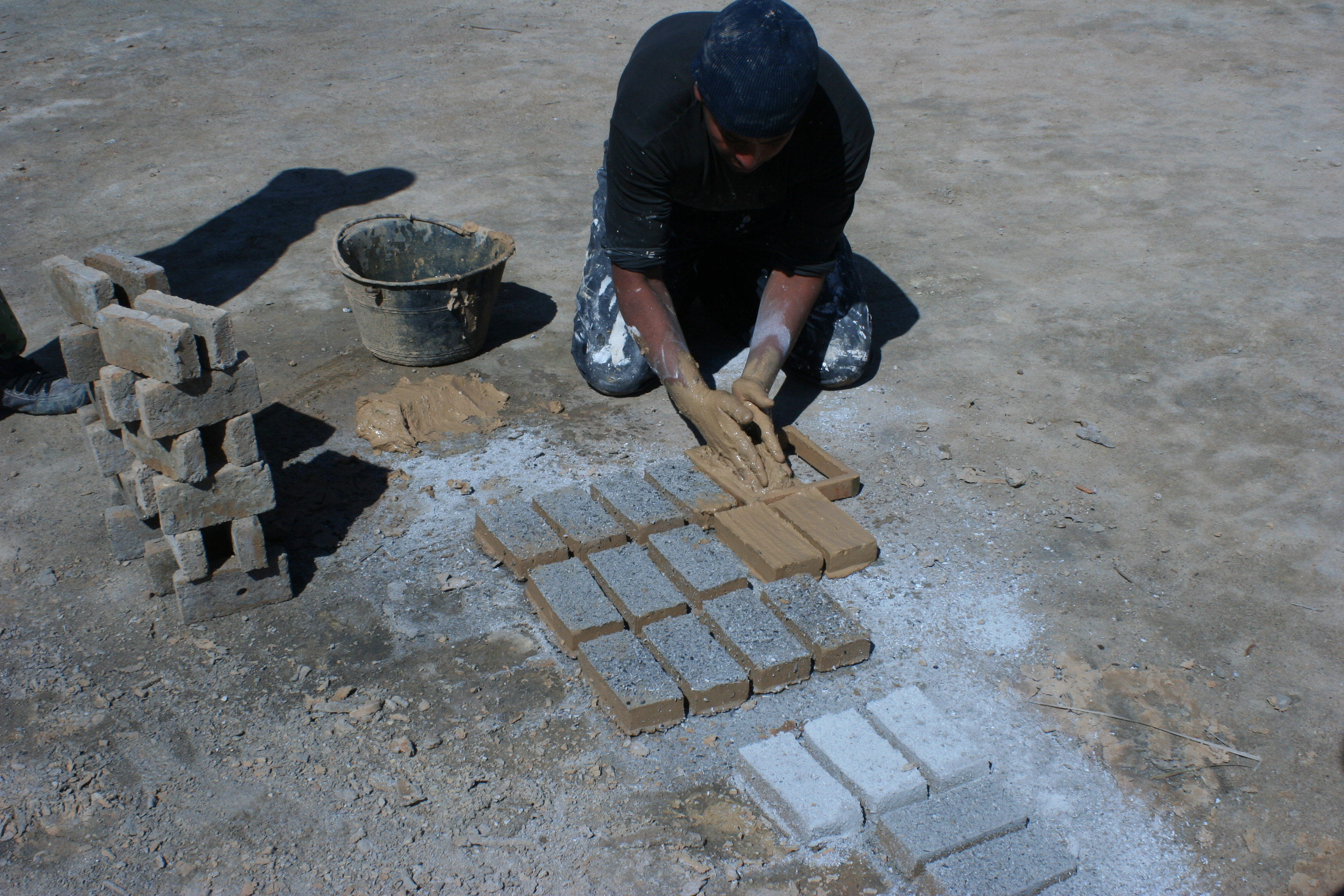
Moulage des briques : protection par de la cendre de palme et séchage naturel.
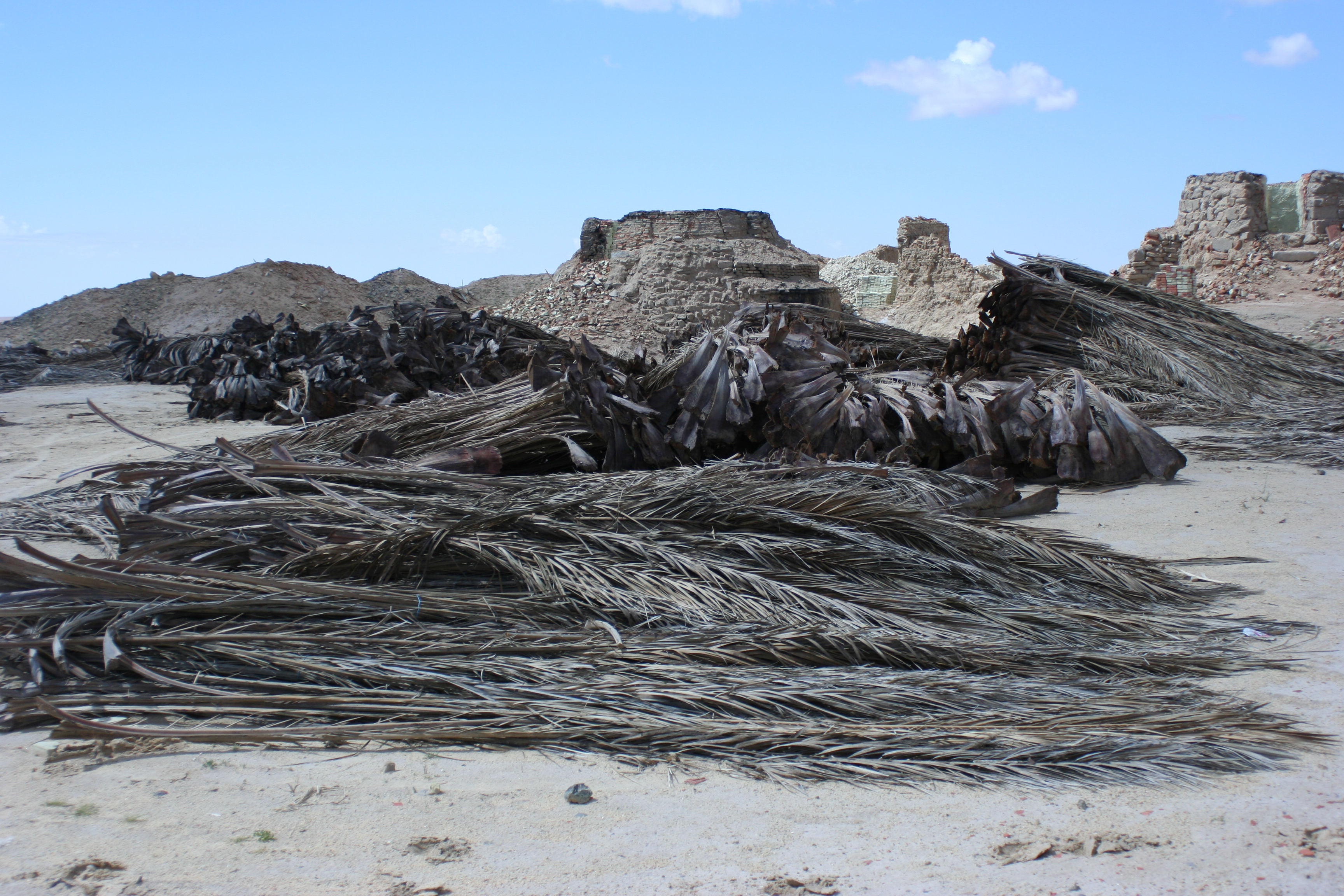
Combustible renouvelable pour la cuisson des briques.
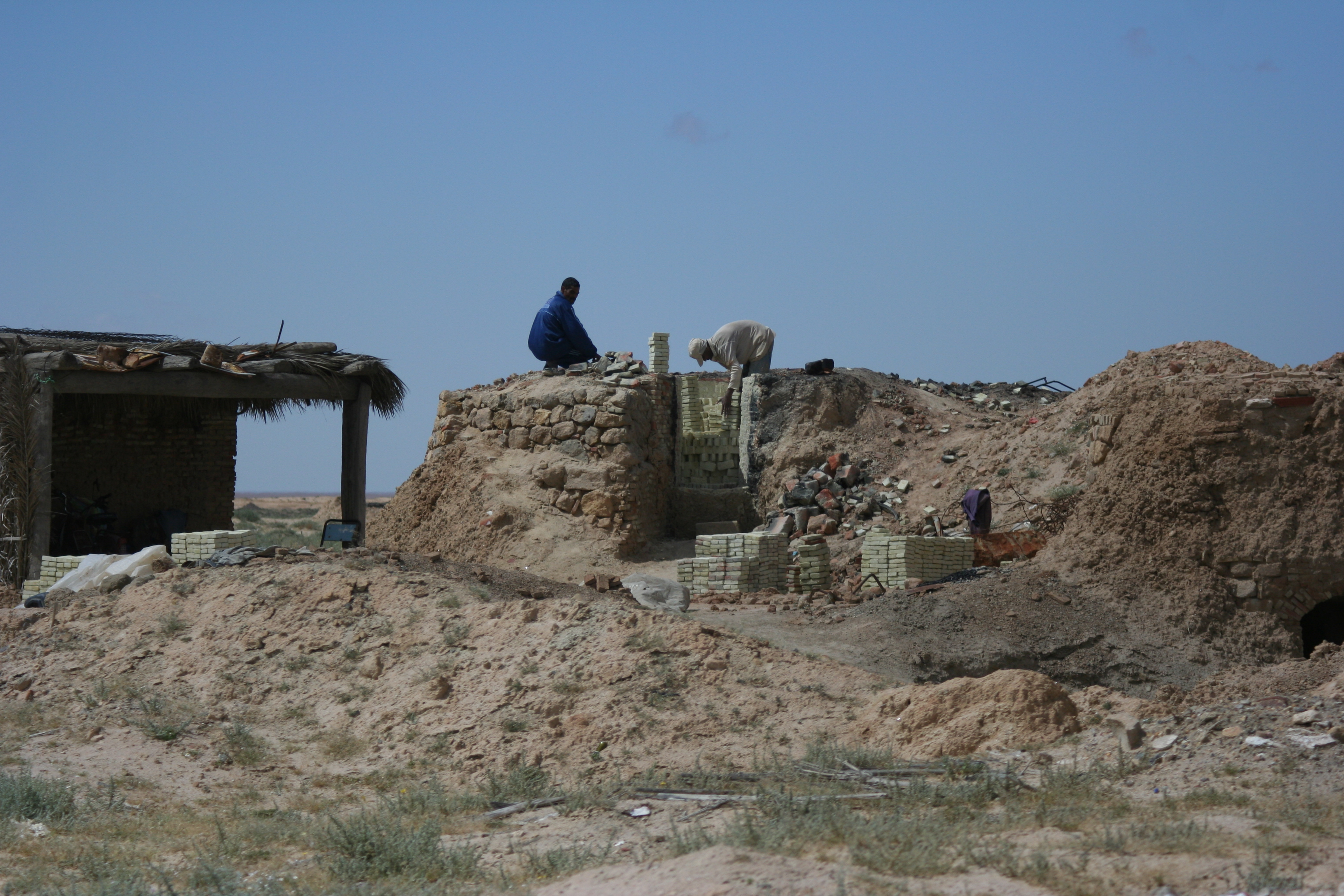
Préparation de la cuisson : empilage de 10 000 briques séchées dans un four vertical.

### Centrale photovoltaïque
La construction de la première centrale solaire photovoltaïque de Tunisie, d'une puissance de dix mégawatts, est lancée à Tozeur, avec une mise en service prévue fin juin 2019. Conçue par TerniEnergia et Enerray pour un coût d'environ 11,5 millions d'euros, elle est gérée par la Société tunisienne de l'électricité et du gaz. Elle démarre finalement en septembre 2019. Le site s'étend sur 20 hectares et couvre 14 % de la consommation électrique annuelle de la région.

### Gestion des déchets

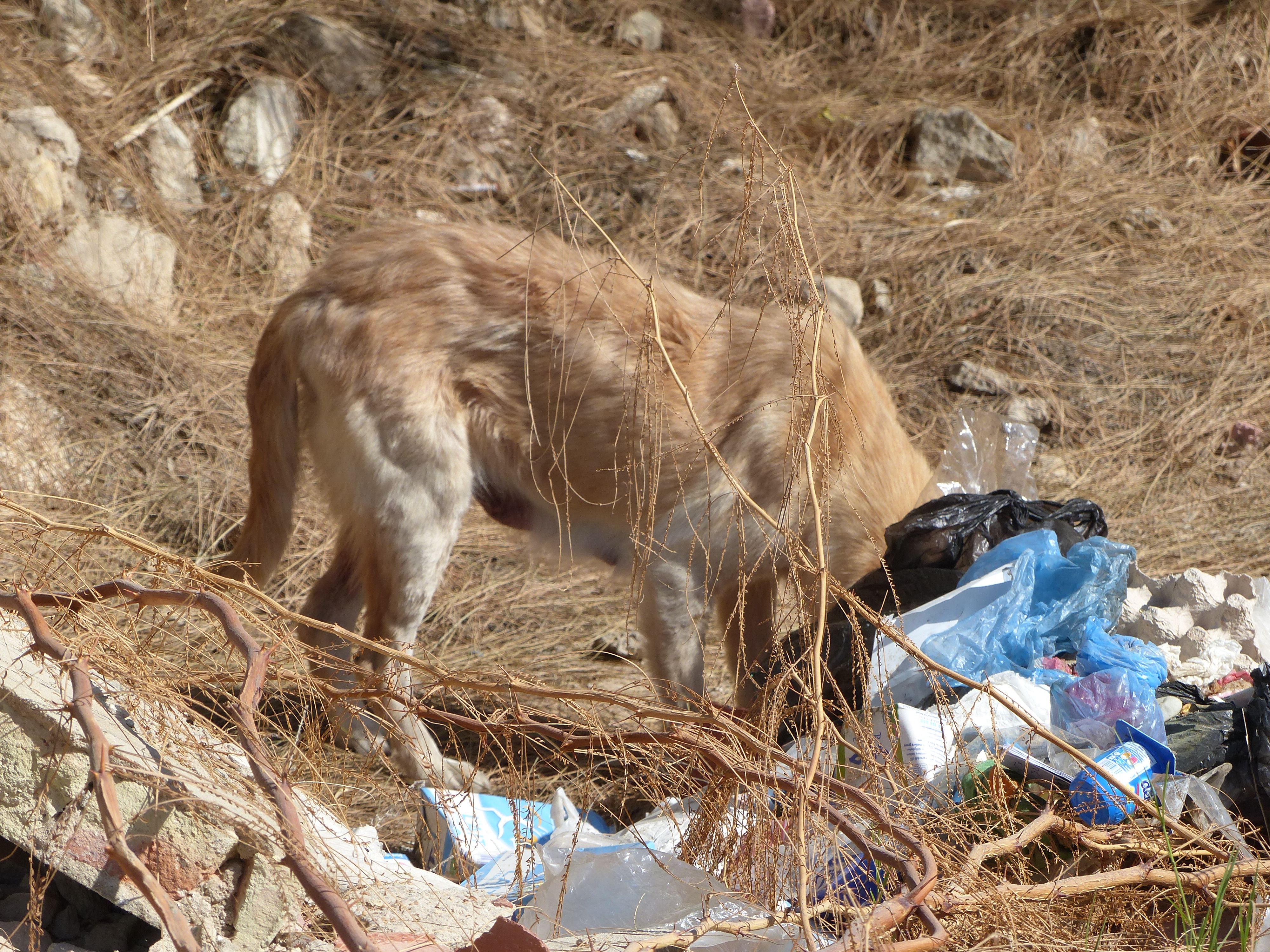
Chien errant fouillant dans des déchets, à la sortie de la ville.

La gestion des déchets, en particulier celle des déchets toxiques, est l'une des problématiques environnementales majeures à Tozeur. En juin 2019, durant la saison touristique, un sit-in et une grève de la part des agents municipaux chargés de nettoyer la ville entraînent une pollution par les ordures,.

## Sport

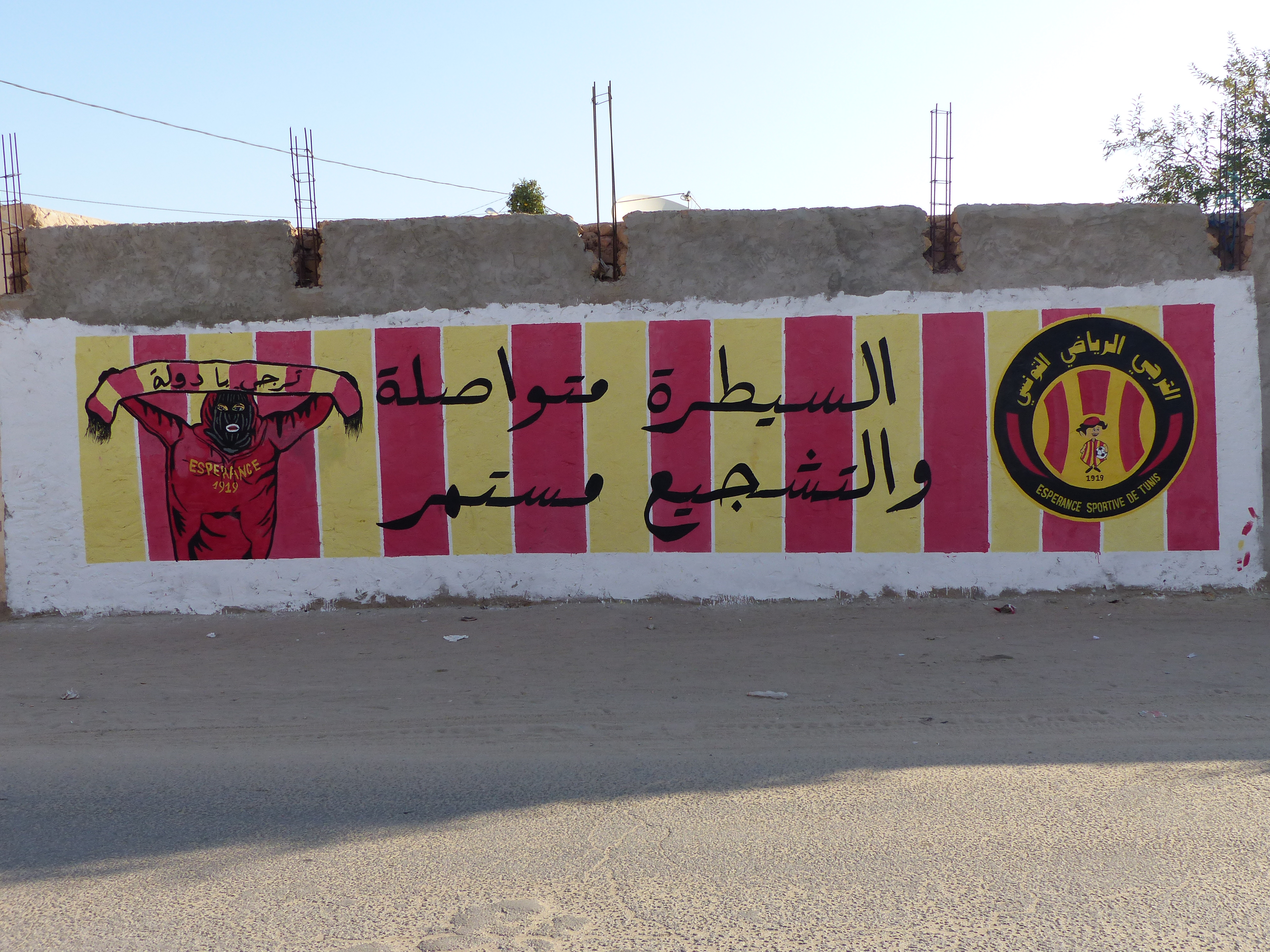
Graffiti de supporters de l'Espérance sportive de Tunis, sur un mur du stade de Tozeur.

Le football est largement pratiqué à Tozeur, depuis les matchs amicaux sans enjeux aux matchs entre quartiers, un tournoi annuel ayant lieu dans la ville. Les spectateurs de ces tournois locaux de football se répartissent généralement « par quartier » sur les gradins. Le club local, La Palme sportive de Tozeur, n'enregistre généralement pas de bons résultats sportifs. Le stade de la ville est réputé, d'après Nicolas Puig, pour avoir l'une des plus belles pelouses de toute la Tunisie, accueillant régulièrement l'équipe nationale de football.
Le stade de Tozeur est un lieu de rencontre pour les hommes, plutôt citadins. Comme dans de nombreuses autres villes tunisiennes, les habitants sont souvent supporters de l'un des deux clubs de Tunis.

## Tissu associatif
Avant la révolution, Tozeur compte deux associations : l'Association de sauvegarde de la médina de Tozeur, créée en 2001, et le Club Unesco,. Ce dernier a fait financer un projet de réintroduction de variétés autochtones dans les palmeraies. Considérées comme inféodées au régime de Zine el-Abidine Ben Ali, ces deux associations sont dissoutes en 2011.
Tozeur dispose aussi d'un bureau local de la Ligue tunisienne des droits de l'homme, historiquement très opposé au régime de Ben Ali. Elle est connue pour avoir soutenu la révolte des mineurs de Gafsa en 2008.

## Personnalités

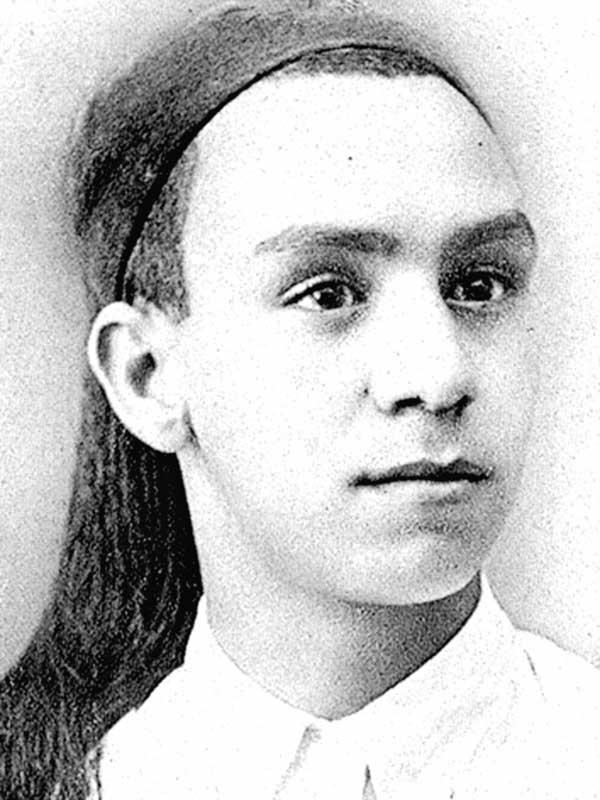
Abou el Kacem Chebbi.

Ibn Chabbat (1221-1285) a étudié à Tozeur, avant d'être choisi comme imam puis comme cadi, puis de partir à Tunis où il enseigne à l'université Zitouna pendant quelques années.
Tozeur est aussi la ville de naissance d'Abou el Kacem Chebbi (1909-1934), poète d'expression arabe considéré par Abderrazak Cheraït comme le poète national, et « l'un des premiers poètes modernes de Tunisie ». Surnommé « le Voltaire arabe », il écrit dans les thématiques de la liberté, de l'amour et de la résistance. Son poème Ela Toghat Al Alaam, qui s'adresse « aux tyrans du monde », est rédigé en exil à Tozeur en avril 1934, en plein protectorat français, alors qu'il est malade et en fin de vie. Ali Chebbi, ministre tunisien des Affaires religieuses de 1992 à 1999, fait partie de sa famille, de même que la poétesse Fadhila Chebbi (née en 1946).
Le philosophe et islamologue Youssef Seddik est né à Tozeur, et y a appris le Coran avec sa famille.

#### Ouvrages
- [Abachi 2012] Farid Abachi, Construire son chez-soi : dynamiques de l'espace domestique et mutations socio-familiales et urbaines à Tozeur (thèse de sociologie pour l'obtention du titre de docteur de l'École des hautes études en sciences sociales), Paris, École des hautes études en sciences sociales, 2012, 823 p. (OCLC 823349667, lire en ligne).
- [Battesti 2005] Vincent Battesti, Jardins au désert : évolution des pratiques et savoirs oasiens. Jérid tunisien, Paris, Institut de recherche pour le développement, coll. « À travers champs », 2005, 440 p. (ISBN 2709923076 et 978-2-709-92307-1, lire en ligne).
- [Battesti et Puig 1999] Vincent Battesti et Nicolas Puig, « Le sens des lieux. Espaces et pratiques dans les palmeraies du Jérid (Sud-Ouest tunisien) », Journal d'agriculture traditionnelle et de botanique appliquée, vol. 41, no 2,‎ 1999, p. 19-44 (ISSN 0183-5173, DOI 10.3406/jatba.1999.3710, lire en ligne, consulté le 8 mars 2020).
- [Bohli Nouri 2017] Olfa Bohli Nouri, La fabrication de l'architecture en Tunisie indépendante : une rhétorique par la référence (thèse pour obtenir le grade de docteur en architecture), Grenoble, Université Grenoble-Alpes, 2017 (OCLC 892086669, lire en ligne).
- [Cheraït 2002] Abderrazak Cheraït, Abou el Kacem Chebbi, Tunis, Appolonia, 2002, 159 p. (ISBN 978-9973827128).
- [du Paty de Clam 1890] Antoine-Auguste du Paty de Clam, Fastes chronologiques de Tozeur, Paris, Challamel, 1890, 43 p. (OCLC 464709154).
- [Jacobs 2001] (en) Daniel Jacobs, The rough guide to Tunisia, Londres, Rough Guides, 2001, 528 p. (ISBN 1-85828-748-0 et 978-1-85828-748-5, OCLC 59495269, lire en ligne).
- [Larguèche 2005] Abdelhamid Larguèche, Revoir El Jerid, Tunis, Mirage, coll. « Collection Villes », 2005, 112 p. (ISBN 978-9973936769).
- [Mrabet 2004] Abdellatif Mrabet, L'art de bâtir au Jérid : étude d'une architecture vernaculaire du Sud Tunisien (texte remanié d'une thèse de doctorat en archéologie à Paris 1, en 1985), Sousse, Faculté des lettres et des sciences humaines de Sousse/Contraste Éditions, 2004, 167 p. (ISBN 9973-878-04-3 et 9973-9931-4-4).
- [Puig 2003] Nicolas Puig, Bédouins sédentarisés et société citadine à Tozeur (Sud-Ouest tunisien), Paris/Tunis, Éditions Karthala/Institut de recherche sur le Maghreb contemporain, coll. « Hommes et sociétés », 2003, 286 p. (ISBN 2-84586-473-6, lire en ligne).
- [Saada 1984] Lucienne Saada, Éléments de description du parler arabe de Tozeur (Tunisie) : phonologie, morphologie, syntaxe, Paris, Librairie orientaliste Paul Geuthner, 1984, 153 p. (ISBN 2705301496, lire en ligne).
- [Tainturier 2017] Pierre Tainturier, Associations et révolution au prisme du local : le cas de Tozeur en Tunisie (thèse pour le grade de docteur du Conservatoire national des arts et métiers), Paris, École doctorale Abbé-Grégoire (Laboratoire interdisciplinaire pour la sociologie économique), 2017, 445 p. (lire en ligne).

#### Articles et chapitres de recherche
- [Abachi 1999] Farid Abachi, « Tozeur refait ses façades : de la construction esthétique d'un espace public », Les Annales de la recherche urbaine, vol. 85, no 1,‎ 1999, p. 89-97 (ISSN 0180-930X, DOI 10.3406/aru.1999.2285, lire en ligne, consulté le 3 mars 2020).
- [Abachi 1999] Farid Abachi, « Lecture d'une extension urbaine spontanée : le quartier Helba à Tozeur », dans Lieux et façons d'habiter, aujourd'hui, Aix-en-Provence, Institut de recherches et d'études sur le monde arabe et musulman, 1999 (ISBN 978-2-8218-3022-6, lire en ligne), p. 93-109.
- [Abachi 2004] Farid Abachi, « Les façades de Tozeur », dans Maghreb, dimensions de la complexité : études choisies de l'IRMC (1992-2003), Tunis, Institut de recherche sur le Maghreb contemporain, 2004 (ISBN 978-2-821-85048-4, DOI 10.4000/books.irmc.1599, lire en ligne).
- [Battesti 2009] Vincent Battesti, « Tourisme d'oasis : les mirages naturels et culturels d'une rencontre ? », Cahiers d'études africaines, vol. 49, nos 193-194,‎ 20 juin 2009, p. 551-581 (ISSN 0008-0055 et 1777-5353, DOI 10.4000/etudesafricaines.18826, lire en ligne, consulté le 23 février 2020).
- [Battesti 2011] (en) Vincent Battesti, « The Power of a Disappearance: Water in the Jerid Region of Tunisia », dans Water, Cultural Diversity, and Global Environmental Change, Dordrecht, Springer Netherlands, 2011 (ISBN 978-94-007-1773-2, lire en ligne), p. 77-96.
- [Borg 1959] André Borg, « L'habitat à Tozeur », Les Cahiers de l'Afrique du Nord, no 5,‎ 1959, p. 91-107.
- [Carpentier et Gana 2013] Irène Carpentier et Alia Gana, « Les oasis de Tozeur et Chenini Gabès : diversité et durabilité des formes de valorisation à l'ère de la mondialisation et des crises du développement », Colloque Oasis dans la mondialisation : ruptures et continuités, actes du colloque,‎ décembre 2013, p. 105-112 (lire en ligne, consulté le 3 mars 2020).
- [De Waele et al. 2005] (en) Jo De Waele, Felice Di Gregorio, Nabil Gasmi, Maria Teresa Melis et Mohamed Talbi, « Geomorphosites of Tozeur region (south-west Tunisia) », Il Quaternario - Italian Journal of Quaternary Sciences, vol. 18, no 1,‎ 2005, p. 221-230 (lire en ligne).
- [Dhaher 2012] Najem Dhaher, « Les ambivalences de la mise en tourisme du patrimoine. Le cas du centre ancien de Tozeur (Tunisie) », Mondes du Tourisme, no 6,‎ décembre 2012, p. 23-33 (ISSN 2109-5671, DOI 10.4000/tourisme.232, lire en ligne, consulté le 4 mars 2020).
- [Kassah 1993] Abdelfattah Kassah, « Tozeur et son oasis : problèmes d'aménagement d'une ville oasienne », Les Cahiers d'URBAMA, no 8,‎ 1993, p. 51-75 (ISSN 0989-5620, OCLC 949217848).
- [Puig 2000] Nicolas Puig, « Entre souqs et musées : territoires touristiques et société oasienne à Tozeur en Tunisie », Espaces et sociétés, no 100,‎ 2000, p. 57-78 (ISSN 0014-0481).
- [Puig 2003] Nicolas Puig, « Ceux de derrière le cimetière : appartenances urbaines et stigmatisations à Tozeur (Jérid, Sud-Ouest tunisien) », Genèses, no 51,‎ juin 2003 (ISSN 1155-3219).

#### Articles de presse
- [Barrouhi 2008] Abdelaziz Barrouhi, « L'art et la manière de gérer l'eau », Jeune Afrique,‎ 19 mai 2008 (ISSN 1950-1285, lire en ligne, consulté le 22 novembre 2017).
- [Delmas 2016] Benoît Delmas, « Tourisme - Tunisie : Tozeur, la belle endormie », Le Point, 3 mai 2016 (ISSN 0242-6005, consulté le 19 février 2020).
- [Llena 2004] Claude Llena, « Tozeur ravagée par le tourisme », Le Monde diplomatique,‎ juillet 2004, p. 19 (ISSN 0026-9395, lire en ligne, consulté le 22 novembre 2017).